# Almonte (Espagne)
Pour les articles homonymes, voir Almonte.
Almonte est une commune et ville d’Espagne, dans la province de Huelva, communauté autonome d’Andalousie. Avec 25 751 habitants, elle est la troisième commune la plus peuplée de la province. Elle a une superficie de 859 km2 (la 19e au niveau national et 7e au niveau régional), et une densité de la population de 27 hab/km2. Elle est située à une altitude de 75 m et à 50 km de la capitale de province. La commune d’Almonte est la plus vaste de la province et comprends trois agglomérations urbaines : la ville d’Almonte, le hameau d’El Rocío (avec le pèlerinage international le plus massif du monde)et la ville maritime de Matalascañas, entourée du parc national de Doñana (patrimoine mondial de l’UNESCO, dont la plupart est en Almonte), ainsi que deux sur six monuments naturels régionaux. Almonte es connu aussi pour sa côte, la plus longe d’Espagne, avec ses 53 km continus de plage, et sa industrie agro-alimentaire écologique, une des plus importantes de l’Europe. Almonte est membre fondateur et abrite le siège d’Amuparna, a été la première ville en signer une charte nationale développement durable, est la seule commune du pays à disposer d'une plateforme de lancement de véhicules spatiaux,, et la seule commune d’Espagne du sud avec une résidence d’État.

## Histoire
Almonte, comme des autres villes d’Espagne établisses juste avant la Reconquista du VIIIe siècle, possède une histoire riche et a été impliquée dans plusieurs faits historiques importants, depuis la découverte et exploration de l'Amérique,,, jusqu’à la guerre hispano-américaine, en passant par les guerres napoléoniennes. La fin des conflits territoriaux avec Niebla en 1335façonnera les dimensions actuelles de la commune Bien que la ville d’Almonte est fondée au VIIIe siècle, plusieurs civilisations ont habité son territoire dès la Préhistoire. Le statut actuel de protection d'une partie de la commune comme Environnement Naturel de Doñana implique une difficulté supplémentaire dans la réalisation de recherches archéologiques qui facilitent l'étude approfondie de la préhistoire et de l'antiquité de celle-ci.

### Préhistoire

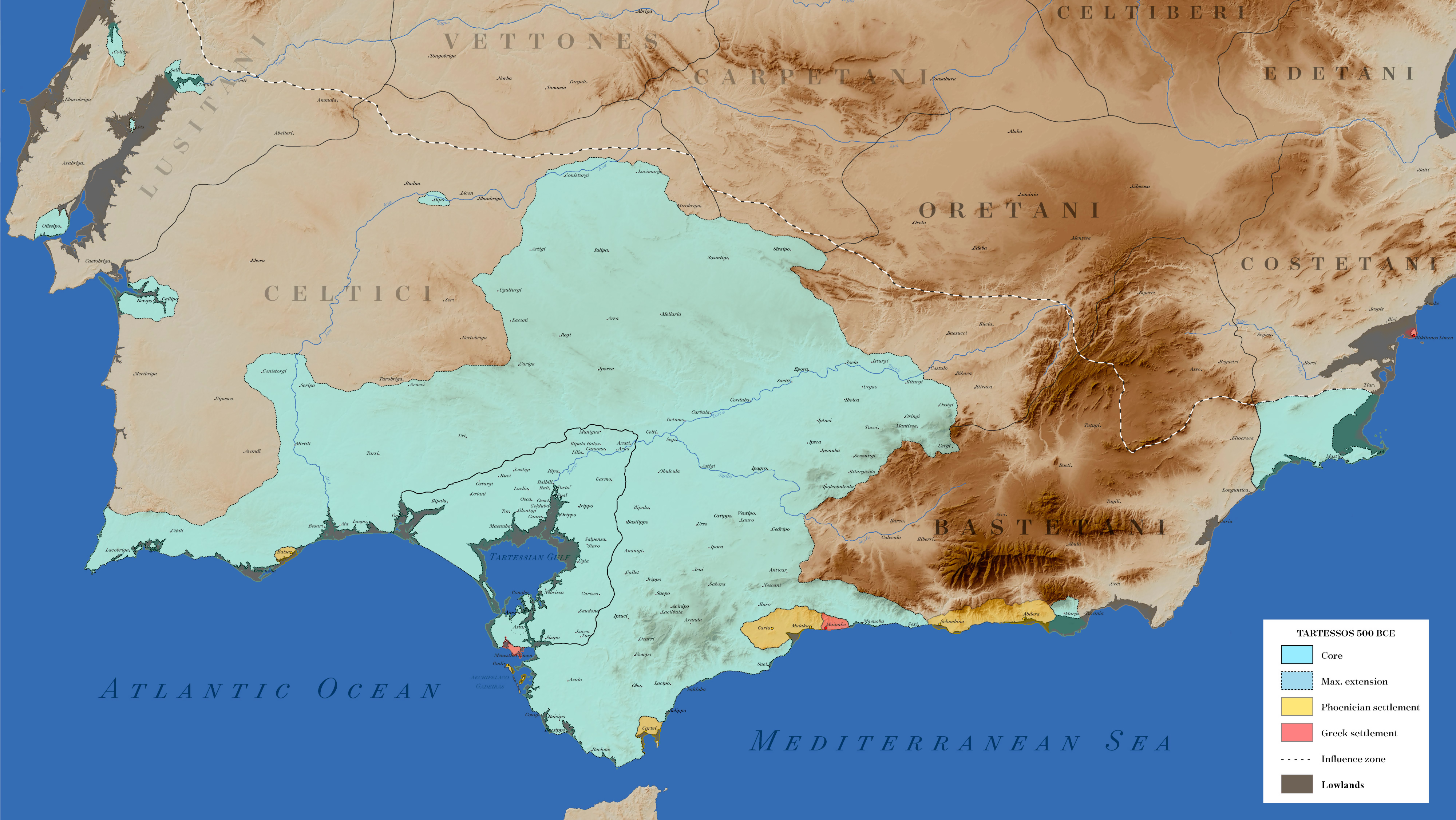
La région de Tartessia est fondée depuis l’Âge du bronze, avec fleuve Tartessos (puis Baetis) a l’embouchure

Un habitat permanent est attesté dans les limites d’Almonte actuel à partir de l’Âge du bronze (2700 avant notre ère). On a découvert des traces de métaux Tartesses près du ruisseau de saint Bartolomé, au nord de la ville, appartenant au village Tartesse de saint Bartolomé d’Almonte, avec 40 hectares et une altitude de 95 m. Ce village s’est consacré au production d’argent par coupellation,,et son commerce postérieur vers fleuve Guadalquivir avec les Phéniciens et les Grecs, comme une route alternative à cette de la capitale en travers du fleuve Tinto. L’architecture dominante de l’époque a été des huttes de terre ovales. Avant du fleuve Guadalquivir, il y avait le lac Ligustinus[incompréhensible], il y avait le lac Ligustinus, ce qui s’étendait du village d’El Rocío actuel à Cadix et qui s’est asséché en 700 A.C.

### Antiquité
Il y a aussi des restes de la présence romaine en Almonte, qui était la ville romaine d’Alostigi au Ve siècle, selon l’archéologue Rodrigo Caro. Ces vestiges ont été découverts dans plusieurs places comme La Solana, dans le sudest au-dèla de la ville, où on a trouvé une pierre tombale appartenant à Domigratia, une petit fille qui est morte au VIe siècle et qui était une des premiers chrétiens d’Almonte. On a également découvert restes dans le Cerro del Trigo (ce qu’aujourd d’hui est territoire du parc national de Doñana). Là-bas, les archéologues Adolf Schulten et George Bonsor, qui ont été en quête de l’Atlantide, ont trouvé les restes d’une fabrique de garum. Il est connu qu’il y a une quinzaine d’autres fabriques le long de la côte d’Almonte et une nécropole romaine avec plusieurs corps, pièces de monnaie et des autres ustensiles du Ve siècle et IIe siècle A.C. Le lac Ligustinus ledit, à travers duquel le commerce maritime est fait, n’ont cessé de diminuer au cours des siècles jusqu’à devenir fleuve Guadalquivir au ier siècle apr. J.-C.[incompréhensible].

### Moyen Âge
L’actuelle agglomération urbaine d’Almonte est née au VIIIe siècle apr.J.-C. avec le nom Al-Yabal, bien que depuis le Xe siècle, l’historien Ibn Hayyan mentionne dans son ouvrage Al-Muqtabis la forteresse d’Al-Munt (donc la signification littérale est « le mont »), inclus dans la Cora de Niebla (division territoriale d’Al-Andalus), ainsi que des autres villes principales de l’époque musulmane comme Huelva, Lepe ou Cortegana. Même que la race équine locale existaient dans la zone depuis des siècles, c’était à partir du VIIIe siècle, pendant la domination musulmane, quand l’élevage du cheval a commencé à augmenter en Almonte, devenant une espèce protegée.
Almonte a été reconquis par les chrétiens au début du XIIIe siècle, au moyen de l’incorporation de la Taïfa de Niebla à la couronne de Castille comme un protectorat. Après la rébellion des Mudéjars de 1264, cette taïfa est devenu part du royaume de Séville. C’est le roi chrétien Alphonse X Le Sage qui, enveloppé de la légende du bois de Las Rocinas sur un chasseur qui a trouvé l’image de la vierge, a ordonné en 1270 d’ériger le premier sanctuaire consacré a Sainte Marie de Las Rocinas, dans son emplacement actuel à El Rocío. La sculpture de la vierge est une œuvre gothique anonyme taillée en bois peu après du sanctuaire.
En 1335, le noble Alvar Pérez de Guzmán est devenu propriétaire de la ville, déjà castillane et indépendante de Niebla, celle qui dévient le comté de Niebla. Au XIVe siècle, Almonte s’est battu contre le comté pour des questions territoriales. Une fois que le Duché de Medina Sidonia réussit à gérer la ville, les conflits territoriaux auront pris fin, vu que ce duché est devenu aussi comte de Niebla. En 1338, Almonte obtient ses dimensions territoriales définitives,.

### Époque moderne
L’activité économique s’est relancée notamment depuis la découverte de l'Amérique, quand les échanges et le commerce entre le port du Palos de la Frontera et Séville augmentèrent, étant l’exportation d’huile d’olive stimulée. Avec cet remue-ménage des commerçants, l’intérêt à Sainte Marie de Las Rocinas devient de plus en plus populaire aussi, ainsi que des visites de son sanctuaire au milieu des bois. En fait, une recherche scientifique effectuée par l’université de Huelva en 2024 avec un géoradar a permis de découvrir que le hameau d’El Rocío a été un des plus importants ports fluviaux du Moyen Âge tardif.Almonte a exercé une influence décisive sur l'Ouest Américain, étant patent dans l’architecture et la faune. Las races de chevaux et vaches Marismeña sont tous deux indigènes d’Almonte et ont été introduits en Amérique au XVIe siècle. Le terme local mostrenco, dont signification littérale veut dire « sauvage », a donné lieu au mot américain mustang, lequel se réfère aux chevaux savages américains.

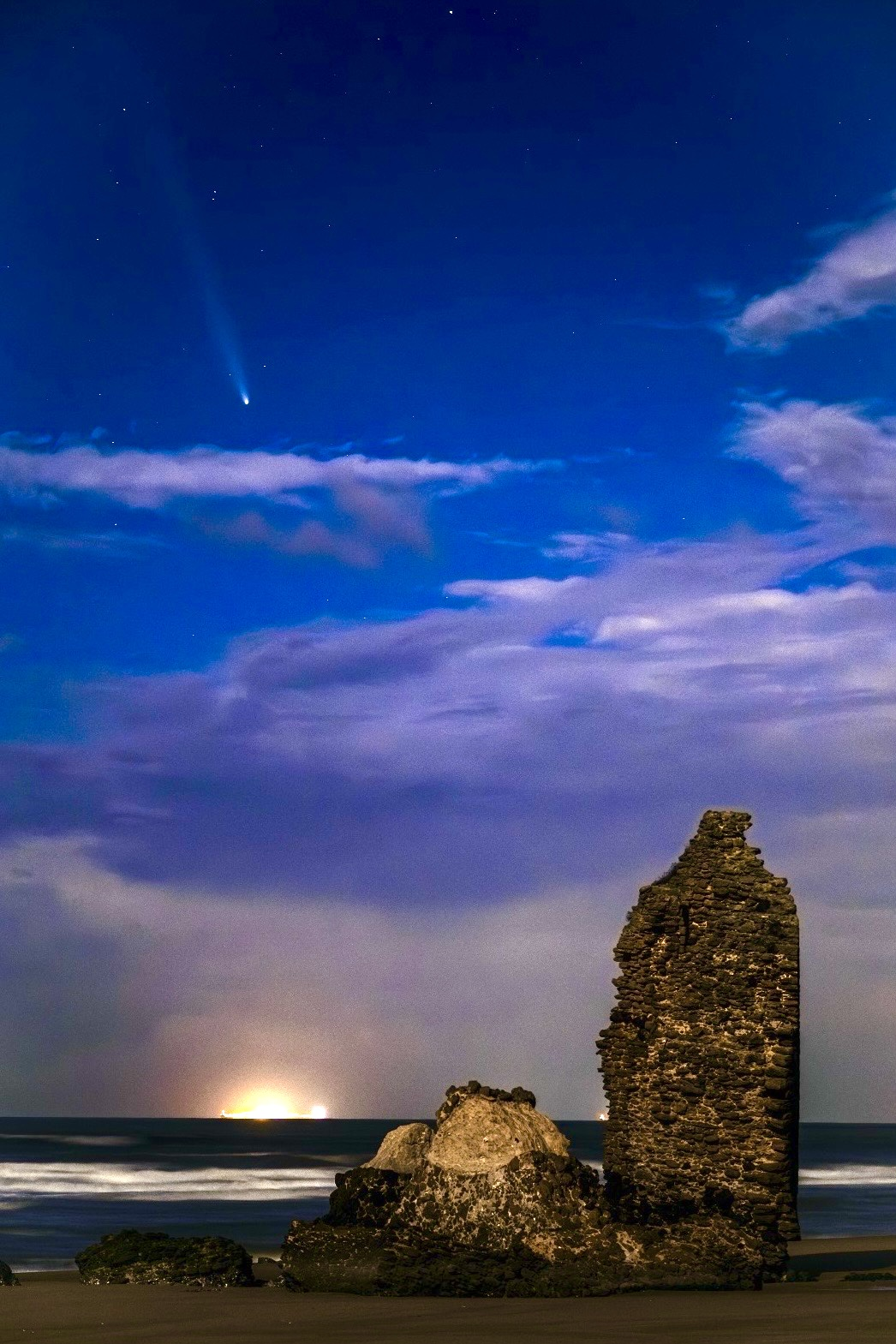
Ruines de la Tour de l’Or (Almonte)

 En 1499, les ducs de Medina Sidonia acquièrent la Seigneurie d'Almonte, avec l'intention d'unifier leurs terres de Huelva et de Cadix. En 1583, Almonte acquiert la zone au sud du Ruisseau de la Rocina pour 250 ducats, y compris le Coto de Doñana, portant le nom de la duchesse, Doña Ana Gómez de Silva et devenant un forêt royale. Peu de temps après, le roi Philippe II a ordonné la construction des tours de surveillance tout au long de la côte de l’Andalousie, dont six sont en Almonte. On peut obsérver cinq d’elles actuellement, étant Torre de la Higuera (tour de la figuier) et Torre del Oro (tour de l’or) las plus emblématiques. Les rois d’Espagne ont visité Almonte régulièrement à cause du forêt royale de Doñana. En 1583 Almonte a acheté les bois de Las Rocinas au duché et dès ce moment, les activités agricoles, de pêche et de l’élevage réalisés par la population locale ont commencé. Les propriétaires terriens ont été les représentants politiques jusqu’au XIXe siècle. Au cours du XVIe siècle, de nombreux procès eurent lieu entre Almonte et Niebla, avec les ducs de Medina Sidonia au sujet de la propriété, l'utilisation et la juridiction du domaine de chasse de Doñana, affectant particulièrement les activités de chasse.
En 1598, Sainte Marie de las Rocinas (déjà connue comme la Vierge d'El Rocío) est transportée pour la première fois à la ville d’Almonte, un fait qui va se répéter plusieurs de fois, dû aux catastrophes naturelles ou des conflits armés. Cette même année, la confrérie d’Almonte (Hermandad Matriz) est créée.
La Vierge d'El Rocío est nommée patronne d’Almonte en 1653 et plusieurs des autres villes ont créé ses confréries filiales et ont commencé à joindre le pèlerinage annuel, soulignant les confréries de Villamanrique de la Condesa, Pilas, La Palma del Condado, Moguer et Sanlúcar de Barrameda. Au XVIIIe siècle, grâce à l’insistance de la mairie, le duché permet l’inauguration de la Feria del Rocío, qui a été nommée « royale » après l’assentiment du roi. En 1755, le séisme de Lisbonne a détruit une partie importante du sud-ouest espagnol, y compris les tours de surveillance à la côte et le sanctuaire d’El Rocío, donc il fallut de reconstruire un nouveau temple.

### Époque contemporaine
Pendant le XIXe siècle, les peuples d’Almonte ont gagné leur vie avec les activités agricoles (huile, pain et vin), la pèche et l’élevage équin et bovin. L’exécution en 1810 de l’officier supérieur Pierre D’Osseauxa contribué au envoi de plus de 1 000 soldats napoléoniens de Séville jusqu’à Almonte. La ville, exténuée par la guerre, a apporté la Vierge d'El Rocío à Almonte pour la supplier d’arrêter l’avancée des troupes françaises. Curieusement, les soldats n’ont pas réussi à arriver dans la ville, en rebroussant chemin quand ils étaient dans la ville voisine de Pilas. Dès ce moment, les dévots organisent annuellement un vœu connu comme El Rocío Chico (le petit Rocío), pour commémorer cet événement.
Dans cet même siècle, plusieurs de terrains sont privatisés dû aux désamortissements, en soulevant les activités agricoles des oliviers et vignes, avec de plus en plus journaliers avec de la propriété privée. La Loi de Seigneurie du 6 août 1811a permis aux Ducs de Medina Sidonia de devenir propriétaires à part entière d'une grande partie de la réserve de Doñana, évitant ainsi son appropriation par des agriculteurs privés, ce qui a permis une meilleure conservation de ce territoire, bien qu'il s'agisse d'une mesure socialement injuste. En 1900, ils vendirent la propriété au vigneron de Jerez Guillermo Garvey et une société de chasse se forma avec des membres naturalistes britanniques comme Abel Chapman (en), qui promouvèrent la projection internationale du territoire.Finalement, ce furent le Marquis du Mérito et l'homme d'affaires Salvador Nogueras qui achetèrent le terrain et furent contraints de promouvoir un ambitieux plan de reforestation face à la menace d'expropriation par l'État en 1952 aux fins commerciales. Depuis 1949, les venues de la vierge du hameau d’El Rocío sont organisées tous les sept ans, en restant en Almonte pendant neuf mois. Dans le contexte du plan général pour la reforestation de l’Espagne, plus de 30 000 hectares de la commune d’Almonte ont été reboisés avec des espèces différentes de Pin parasol, gommier bleu et rouge, guayule, acacia et cyprès au cours des années 1940.13 kilomètres vers le sud de la ville d’Almonte, à la moitié de la distance jusqu’à l’océan Atlantique, près du ruisseau de la Osa, on peut trouver le hameau forestier de Cabezudos, construit dans les années 1940. La route qui traverse le hameau se termine actuellement au parador de Moguer, bien qu'il s'agissait autrefois d'un chemin appelé Camino del Río de Oro (chemin du fleuve de l’or), car il atteignait le ruisseau à côté de la tour de surveillance. Il y avait une école, église, médecin et plusieurs magasins, étant à l’avant-garde de la technologie agricole et de l’assainissement pour ses 300 habitants, dont la plupart étaient des travailleurs de l’État (ingénieurs, gardes forestiers et agriculteurs). Ils se consacrent à l’extraction de bois, de l’essence et de la cellulose des eucalyptus. Le hameau atteint telle popularité qu’il a reçu des personnalités comme la reine d’Espagne en 1982. Cabezudos s’est vidé peu à peu pendant les années 1960 jusqu’à la fin des années 1980, quand il a été dépeuplé complètement. La plupart des familles se sont déplacées à la ville d’Almonte. Avec la législation européenne actuelle concernant l’espace naturel du Doñana, le hameau continue dépeuplé et en ruines, étant le débat focalisé sur la possibilité de lui donner nouveau usage.
En 1953, la première campagne moderne de baguage d'oiseaux à l'échelle nationale a été réalisée à Almonte, promue par le biologiste José Antonio Valverde, ce qui a constitué un tournant dans la projection du potentiel scientifique de la zone et a mis en évidence la nécessité de créer une future réserve ornithologique. En 1957, la Doñana Expedition fut menée à bien avec des ornithologues anglais, et Doñana apparaissait déjà dans la presse internationale comme <<la réserve naturelle d'oiseaux la plus impressionnante d'Europe>> et en 1959, l'organisation scientifique Wetlands International se concentra sur la création d'une future réserve écologique. Valverde contacte le CSIC pour l'acquisition de la propriété Las Nuevas, sur les rives du Guadalquivir, pour l'installation du <<meilleur centre de recherche d'Europe sur la migration des oiseaux>>. En 1962, grâce au soutien du Fonds Mondial pour la Nature, 34 millions de pesetas étaient disponibles pour l'achat de terres l'année t. En décembre 1964, le domaine de Las Nuevas avait été acquis pour plus de 12 millions et l'année suivante, la station biologique de Doñana était établie, avec Valverde comme directeur. En 10 ans, 76 millions avaient déjà été investis dans les infrastructures et en 1969, le Parc national de Doñana fut créé, sous la direction du Ministère de l'Agriculture. En 1973, le CSIC a souligné quatre menaces majeures pour le parc national: la future autoroute Huelva-Cadix, l'ambitieux plan agricole de l'Institut national de réforme agraire et de développement à Almonte (avec l'installation de cultures irriguées), la ville côtière de Matalascañas et les mines d'Aznalcóllar. Le seul projet qui a été paralysé avec succès est l’autoroute interprovinciale.
L’ensemble du tourisme historique et vinicole (dans la ville principale), religieux et paysager (dans le hameau d’El Rocío et son pèlerinage) et estival (dans ses immenses plages), ainsi que l’industrie agricole écologique majeure, a permis de placer Almonte comme une référence touristique à l’échelle mondiale actuelle,,.

## Démographie
La population d’Almonte a été en croissance constant depuis les années 1960. Avec l’installation des cultures irriguées dans les années 1990, on a assisté peu plus tard à une arrivée massive de journaliers immigrés. Actuellement, Il y a 59 nationalités différentes dans la ville, spécialement des gens de la Roumanie, Maroc et Pologne, en représentant de 20 % de la population totale (5 000 personnes). Entre les mois de novembre et juin, lorsque la saison de récolte des baies rouges est haute, la population d'Almonte double, atteignant jusqu'à 50 000 personnes, ce qui représente un grand défi pour les domaines de la santé, du commerce et de la sécurité de la commune. La population a augmenté de 1,19 % par an de 2011 à 2014. Le graphique suivant montre l’évolution du dernier siècle :
Pendant la pandémie de Covid-19, Almonte s'est classée au 4e rang en termes de croissance démographique, juste après Huelva, Palos et Lepe. Cela est peut-être dû au fait que les gens quittent les grandes villes pour s'installer sur la côte, à la recherche de la nature et d'endroits moins fréquentés. Concernant la population migrante de passage, qui dépasse souvent les 15 000 personnes, la cohabitation s'est développée avec une relative normalité. En 2022, le taux de criminalité a diminué de près de 14 %, avec une moyenne de 62 vols, 40 cambriolages et 3 vols de voitures ; presque tous sans violence.

## Politique et administration
La mairie d'Almonte gère les trois principaux centres urbains de la commune (la ville d’Almonte, le hameau d’El Rocío et la ville côtière de Matalascañas). Ci-dessous un tableau présentant les différents maires depuis le XXe siècle.
| Maires(ses)                          | Date      |
| ------------------------------------ | --------- |
| 01. Villa Periáñez, Juan             | 1899-1903 |
| 02. Espinosa Llorente, Francisco     | 1904-1909 |
| 03. Peláez Valladolid, Antonio       | 1909-1913 |
| 04. Villa Báñez, Adulfo              | 1913-1914 |
| 05. Acevedo Medina, Juan             | 1914-1919 |
| 06. Villa Báñez, Adulfo              | 1919-1923 |
| 07. Sancho Espinosa, Ignacio         | 1923-1926 |
| 08. Reales Carrasco, José María      | 1926-1930 |
| 09. Villarán Morales, Francisco      | 1931-1934 |
| 10. Acevedo Valladolid, Manuel       | 1934-1935 |
| 11. López Mojarro, Manuel            | 1936-1939 |
| 12. Cernuda Yllán, Nicolás           | 1939-1940 |
| 13. Redondo Jaldón, Antonio          | 1940-1941 |
| 14. Castellano Pichardo, Juan        | 1941-1944 |
| 15. Carrión Mondaca, Heliodoro       | 1945-1969 |
| 16. Martínez Orihuela, Pedro         | 1969-1972 |
| 17. Villalobos Bernardo, José María  | 1972-1975 |
| 18. Reales Cala, José María          | 1975-1979 |
| 19. Castellanos Ramos, Juan Antonio  | 1979-1987 |
| 20. Diaz López, Rafael Domingo       | 1987-1991 |
| 21. Bella Galán, Francisco           | 1991-2011 |
| 22. Domínguez Iglesias, José Antonio | 2011-2015 |
| 23. Espinosa De La Torre, Rocío      | 2015-2019 |
| 24. Castellano, Rocío del Mar        | 2019-2023 |
| 25. Bella Galán, Francisco           | 2023-     |

Administrée par le Duché de Medina Sidonia tout au long du XVIIIe siècle, c'est à partir de 1812 que le gouvernement local prend le devant de la scène. La politique d'Almonte s'est concentrée pendant le XIXe siècle sur 7 domaines majeurs : l’ordre public et la santé, la consommation des biens, la propriété, les tensions entre l'agriculture et l'élevage, les salaires journaliers et la chasse. Les dispositions qui se réfèrent à l'ordre public visent à prévenir et à punir la population qui parle contre la constitution ou le gouvernement, qui donne asile à des criminels ou aux étrangers sans les avertir, qui coupe des oliviers ou mange leurs fruits, celui qui porte des tromblons, des couteaux, des pistolets ou des armes blanches, qui escroque du pain ou de l'huile ou transporte de la fausse monnaie, qui ferme les tavernes après dix heures du soir, qui endommage les lampadaires ou qui amène du bétail ou des animaux domestiques (y compris les chiens) sans être enregistré ou sans muselièreLes ordonnances de santé publique font référence à l'interdiction de déplacer du bétail dans le centre urbain, de jeter des déchets de moulins à huile, de chaudières ou d'alambics ou de l'eau pour nettoyer les voies publiques (année 1836). En 1838, l'ordre fut donné de démolir les bâtiments en ruine, de combler les puits et d'enlever les obstacles des rues et en 1866, on ordonna la réparation de plusieurs puits. Concernant les usages et la consommation, un répartiteur de sel fut nommé en 1754 et en 1822 des postes publics furent établis pour la perception des impôts sur les cinq espèces principales: huile, vin, vinaigre, liqueur et viande. Il y avait aussi beaucoup de contrôle de qualité sur le pain, interdisant le mélange de farine avec tout autre produit. Dans le cadre du droit de propriété, les procès-verbaux mentionnent constamment des plaintes pour vol de pin ou d'olivier, les vignes furent donc clôturées en 1793 et en 1857 10 gardes furent nommés, dont deux avec des chevaux et quelques veilleurs. Depuis l'arrivée de la maison de Bourbon, la priorité fut donnée à l'agriculture au détriment de l'élevage, avec les interdictions déjà citées, qui suscitèrent des plaintes de la part des propriétaires de chevaux, de bovins, etc. Quant aux salaires journaliers, le conseil municipal s'est attaché à réglementer leur valeur par rapport à chaque guilde, leur interdisant souvent de varier d'un montant spécifique (il existe plusieurs dispositions qui punissent d'amendes et de prison aux faucheurs, cavaliers, etc. qui vont hors de la commune pour battre).Enfin, les ordonnances concernant la chasse l'interdisaient de mars à mai (1754), ainsi que les braconniers. En 1761, une ordonnance fut publiée offrant 60 réaux pour chaque loup chassé, car il était considéré comme une espèce nuisible pour la région, et près de 70 ans plus tard, en 1831, les chasses pour l'extinction du loup étaient obligatoires pour tous les résidents. Au milieu du XIXe siècle, la préoccupation pour la faune sauvage a pris une tournure écologique et scientifique. En 1858, le natif d'Almonte Antonio Martín Villa, alors recteur de l'université de Séville, demanda par lettre à la mairie un registre de toute la faune sauvage de la municipalité. Jusqu’aux années 1930, on continuait à exterminer les loups, les renards et même les aigles. En raison de l'extension de la commune (la 7e plus vaste de l’Andalousie) et de l'augmentation de la population au cours de la seconde moitié du XXe siècle, la mairie d'Almonte a dû faire face à de multiples défis environnementaux, climatiques, économiques, sociaux et démographiques. Certains de ces problèmes incluent l'accumulation de déchets dans les espaces naturels, en raison de l'afflux important de touristes lors des festivals locaux, le manque de sensibilisation environnementale de la part de la population, l'utilisation agricole des sentiers naturels qui les rendent difficiles pour les marcheurs ou les cyclistes pour se déplacer, l'utilisation prédominante de véhicules particuliers, le faible recours à la biomasse et à l'énergie solaire ou encore l'existence d'habitations dispersées, notamment pour les travailleurs saisonniers. À titre d'exemple du défi démographique, il convient de souligner qu'entre les mois de novembre et juin, lorsque la saison de la récolte des baies est haute, la population d'Almonte double, atteignant 50 000 personnes, ce qui représente un défi majeur pour les domaines de la santé, du commerce et de la sécurité de la commune.

### Gouvernement de la commune
La séance plénière du gouvernement d'Almonte est composée de 21 conseillers. Après deux décennies de stabilité politique de la main des socialistes avec maire Francisco Bella, qui a remporté cinq mandats successifs de 1991 à 2011, il y a eu deux législatures dans lesquelles des coalitions de partis politiques des différentes idéologies ont gouverné. Le Parti populaire a gouverné conjointement avec Izquierda Unida (gauche unie) de 2011 à 2015, fait pour lequel l’IU nationale a sanctionné les deux conseillers qui ont soutenu la coalitionet entre 2019 et 2023 une coalition de 3 partis a gouverné : les socialistes (avec 6 conseillers), les populaires (avec 3) et Mesa de Convergencia (neuf parti de gauche, avec 2 conseillers). Le parti qui a remporté les élections a été Ilusiona, avec l'ancien maire Francisco Bella à sa tête, qui a remporté 9 conseils. Cependant, c'est la candidate de Mesa qui, avec seulement deux conseillers, a repris la mairie,grâce au pacte avec les autres forces politiques divergentes. Aux élections de 2023, Francisco Bella a obtenu la majorité absolue avec 12 conseillers pour Ilusiona,devenant le 6e parti avec le plus de conseillers au niveau de la provinceet le 15e au niveau régional. Le PSOE en a perdu deux, Mesa en a perdu un et le parti indépendant IxA a disparu. L'actuel président d'Ilusiona était maire d'Almonte au sein du PSOE pedant 20 ans, étant l'homme politique et le parti respectivement qui ont gouverné ladite commune le plus longtemps.

## Urbanisme
Les trois noyaux de population de la commune présentent des caractéristiques urbaines très différentes, résultat de leur situation géographique et des différentes périodes et fonctions de chacun. Alors qu'Almonte a évolué stylistiquement depuis sa fondation au VIIIe siècle jusqu'à nos jours, avec d'anciennes rues pavées étroites dans la vieille ville et de vieux bâtiments restaurés, le hameau d'El Rocío a conservé ses rues larges et droites en terre battue, adaptées au trafic équin du XIXe siècle. Matalascañas, une ville côtière établie au XXe siècle peu avant le parc national qui l'entoure, a été délimitée par celui-ci et possède des immeubles de grande hauteur en raison de l'espace limité disponible pour la haute population estivale.
Les rues centrales d'Almonte ont été construites autour de l'église, un édifice du XVe siècle construit comme une extension d'une chapelle mudéjare du VIIIe siècle, lors de la fondation de la ville. À la fin du XIXe siècle, des lampes à huile furent installées, la place fut recouverte de ciment et les rues adjacentes furent pavées. En 1912 l'éclairage était déjà électrique, en 1930 la téléphonie par câble fut établie et en 1956 des lampes fluorescentes furent installées. En 1971, la première association de l'eau a été créée avec les villes voisines de Bollullos et Rociana. En 1998, le conseil municipal a reçu 938 permis de construire. En 2006, la commune comptait plus de 27.000 unités urbaines et 20 000 habitants.

## Architecture
Jusqu'au milieu du XXe siècle, les trois styles architecturaux de la ville étaient les maisons, les moulins et les caves. La maison almontéenne traditionnelle se caractérise depuis le XVIe siècle par deux étages (le second étant plus bas, appelé grenier ou comble, autrefois utilisé pour stocker le grain ou les outils), un toit en tuiles à deux versants et des fenêtres à barreaux, des plus austères aux plus ostentatoires, révélant le rang social de la famille. Sur les façades, on trouve souvent de légères lignes d'ombre pour souligner les portes, les fenêtres ou les avant-toits (jambages, plinthes, corniches, etc.). Une fois passée la porte principale, normalement au centre de la façade et dotée d'un seuil, on trouve généralement un hall ou vestibule, qui donne accès au salon principal et aux chambres. Autrefois, elle était large pour permettre le passage des écuries, mais au fil du temps, les animaux entraient par une porte arrière et la taille de la salle fut réduite, restant exclusivement réservée à l'accueil des invités ou à de brèves réunions de voisinage. L'arrière intérieur de la maison était généralement utilisé comme cuisine, salle à manger et salon et avait accès au patio arrière, où le puits, l'évier et les toilettes se trouvaient. En option, ce patio disposait d'une porte arrière appelée puerta falsa (fausse porte) donnant sur la rue. Les fondations étaient généralement bourrées de chaux, de moellons et de pierres.Jusqu'au XXe siècle, les maisons les plus simples avaient généralement une seule petite fenêtre au centre de la partie supérieure de la façade, dans le grenier, pour apporter le grain et d'autres produits et pour la ventilation. Les murs des façades étaient porteurs, constitués de briques pleines jusqu'à 77 cm d'épaisseur, avec un revêtement généralement enduit de mortier de chaux et peint en blanc. Les gargouilles étaient rarement utilisées sur les égouts. La porte était autrefois en pin et peinte dans un ton sombre, avec deux vantaux pliants et l'un d'eux divisé pour la maintenir entrouverte comme un volet. En option, ils disposaient de douelles, d'ataires, de heurtoirs, de clous forgés et de tôle sur la partie inférieure en guise de tableau de bord. Quant aux fenêtres, l'ouverture se terminait généralement par un arc surbaissé ou un linteau de poutres en bois, éventuellement agrémenté de surplombs. Protégées par un portail en fer forgé, elles pouvaient avoir des formes fantaisistes au gré de l'augmentation du niveau économique, ainsi que des portes pliantes en verre avec volets ou treillis. Enfin, l'ancienne cour abritait le puits, le lavoir, le four, les toilettes et les hangars pour les bêtes et les instruments aratoires. Si elle était entourée d'autres propriétés, l'accès se faisait par la cuisine. Au contraire, il était connecté sur la rue par une autre porte si la cour donnait sur la voie publique.
Un autre des traits distinctifs architecturaux d’Almonte sont les célèbres tours à contrepoids qui caractérisaient les moulins à huile. Lorsque les moulins fermèrent, les portes du diable des tours furent scellées et les récipients à marc, les jarres de décantation, le fuseau, etc. disparurent peu à peu. L'un des moulins les plus remarquables conservés et restaurés est l'Hacienda de Santa María (XVIIIe siècle). Finalement, plus de cinquante établissements vinicoles ont été ouverts dans la ville. Elles étaient constituées de plusieurs nefs accolées, avec des murs en briques et des piliers. Le toit était autrefois fait de tuiles courbes avec une structure en fermes de bois de style espagnol et une grande porte donnait accès à l'intérieur par le pignon avant. Les murs latéraux étaient souvent dotés de rangées de fenêtres grillagées pour permettre la ventilation. Les différentes nefs étaient séparées par des arcs. Parmi les caves restaurées, on peut citer la Bodega del Conde de Cañete (aujourd'hui la Bibliothèque “Ana María Matute”), la Bodega de los Hermanos Escolar (aujourd'hui le Musée du vin), le Molino de Cepeda (aujourd'hui le  Musée d'Almonte) et le Bodegón de Serafín (acquise par la mairie en 1748 et transformé en l’office de tourisme actuel dans les années 1990).

## Distribution
Le centre urbain d'Almonte, avec une surface de 3,21 km2 et un périmètre de 10,7 km, est divisé en différentes zones, parmi lesquelles :

### Vieille ville
Le centre politique et économique d'Almonte ou la vieille ville ne coïncide pas avec son centre géographique, puisque la ville s'est étendue plus rapidement au sud. Physiquement, la zone centrale d'Almonte se trouve à l'intersection de la rue Triana et Alonso Pérez, tout près du giratoire de Las Yeguas. Le centre historique se situe géographiquement dans la partie nord, avec des rues à sens unique et des trottoirs étroits. Dans cette zone se trouvent la mairie, la place centrale et l’église (XVe siècle), le musée, le théâtre, la bibliothèque, l’école de musique, la pinacothèque, le marché central, le tribunal, le cercle, la poste, le siège de L'Association Nationale des Éleveurs de Marismeño et l’office de tourisme. Le casino de la Paz (cercle de la paix) est un bâtiment emblématique qui offre à la fois un restaurant et une réception pour des conférences, des championnats d'échecs, des réunions et des représentations diverses. Il dispose d'un espace extérieur, avec un grand jardin délimité par une clôture très caractéristique et un intérieur, avec plusieurs pièces et deux étages. C’est en partie géré par les associés et a accueilli des personnalités telles que Carlos Herrera.

### La zone Nord
Il s'agit d'une zone qui s'est étendue principalement dans les années 1960 et 70 et qui donne sortie à la ville en direction de la sierra de Huelva. Il dispose de grands boulevards avec de larges trottoirs et des espaces pour les sports de plein air. Il abrite le centre sportif municipal (43 561 m2), les deux écoles secondaires, le parc Alcalde Mojarro (46 500 m2), le Musée du Vin, le Centre international d'études et de conventions écologiques et environnementales et l'usine de caoutchouc.

### La zone Ouest
L'extrémité ouest de la ville s'est également agrandie dans les années 1960, lorsque la construction a commencé de l'autre côté de la route A-484, qui avait l'intention de relier à Cadix, transformant une section de celle-ci en une autre rue, appelée Carretera del Rocío. Aujourd'hui, il s'agit d'une avenue de plus d’un kilomètre de long et de près de 30 mètres de large, servant d'artère principale pour plusieurs commerces. Au début des années 2010, un rond-point a été construit à l'ancienne intersection avec la rue Avenida de Los Cabezudos. Il a un piédestal et une statue d'Alphonse X le Sage (le roi qui a ordonné de construire le premier sanctuaire de la Vierge d’El Rocío). Dans cette zone se trouvent également le centre de santé, les monuments à Lorenzo Cruz, la tour Alambique, la découverte de l'Amérique, les taureaux, la Porte du Mer, le parc Fuente de las Damas (avec le centre culturel de la Ville et le monument au moulin à huile), deux stations-service et la gare routière.

### La zone Est
En venant du centre-ville, cette zone commence au rondpoint de Las Yeguas. On peut trouver là-bas le parc El Chaparral (où la foire est célébrée), la Place d’Espagne, un centre sportif de paddle-tennis et, à la périphérie, une maison de retraite, une maison funéraire et le cimetière sur la route vers la ville voisine d’Hinojos. C'est une zone très commerciale, avec de larges rues et trottoirs et des multiples ronds-points, places, arbres et monuments. L'École Officielle de Langues et l'école de flamenco se trouvent également dans cette zone.

### La zone Sud
C'est le domaine qui a connu le plus d'expansion ces derniers temps. Il comprend le parc industriel El Tomillar, le centre sportif Los Llanos, la rue Camino de los Llanos et la cité ouvrière, avec le parc Blas Infante et le parc Clara Campoamor (ou se trouve la seule piste de rollers en ligne de l’Andalousie). En 2022, le centre d'accès public à Internet (CAPI) de la cité ouvrière a été réaménagé et est devenu un centre socioculturel. Cette zone est particulièrement fréquentée au début de la pèlerinage d'El Rocío et de la Venue de la Vierge, puisque c'est par la rue Los Llanos que part la procession vers le village.

### El Rocío et Matalascañas

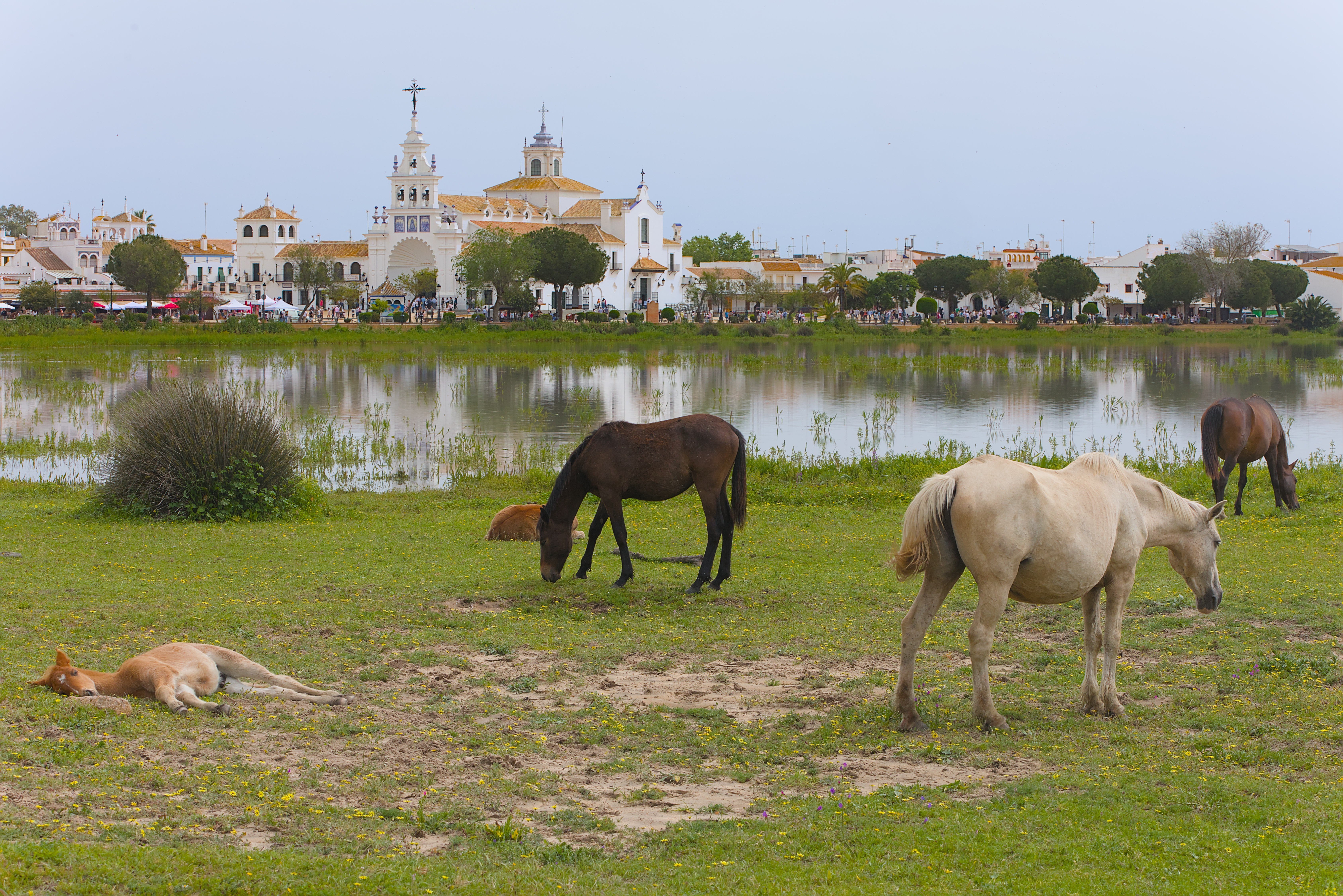
Le sanctuaire d’El Rocío

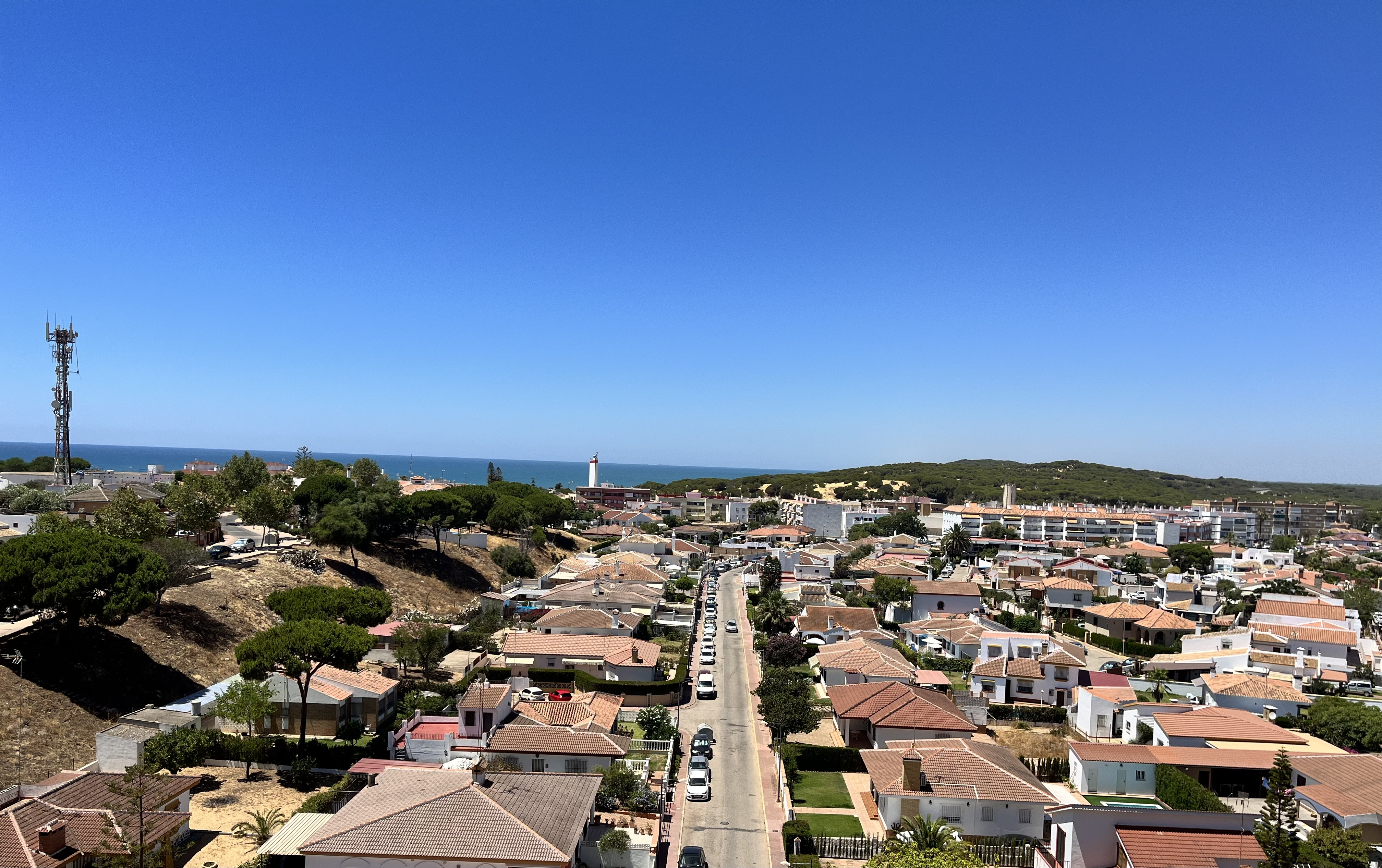
La zone centrale de Matalascañas

Le hameau d’El Rocío, 15 km au sud de la ville d'Almonte, a une forme rectangulaire et se trouve au nord du marais, où le ruisseau de La Rocina coule. Ses rues, à l'exception de celles qui entourent le temple, sont droites et non pavées, avec un style architectural et culturel unique qui a été exporté en Amérique au XVIIe siècle,,.Elle compte une population permanente d'un peu plus de 1 000 habitants et dispose d'une école, un centre de santé, un dispensaire, un commissariat, un musée et plusieurs hôtels, restaurants et sites touristiques, dont la plupart sont situés dans la zone du temple et sur la promenade du marais. En septembre 2024, les travaux du Centre intégré de coordination opérationnelle (CECOPI)ont commencé dans la zone nord, à côté de l'héliport. Il s'agit d'un hôpital de haute technologie qui remplacera l'hôpital temporaire installé chaque année lors du pèlerinage. Ce sera également le siège de la police locale et nationale, du consortium des pompiers, du 112, du groupe des émergences de l’Andalousie (GREA), de l'espace naturel de Doñana, du centre de santé et de divers bureaux à partir desquels coordonner les services de sécurité de la zone. Le bâtiment occupera une superficie de 8 600 m2 et représente un investissement de plus de 4 millions d'euros. En 2024, le prestigieux quotidien américain The Washington Post a publié un article décrivant El Rocío comme « le village séduisant où le passé semble être le présent ». L'article décrit brièvement les vêtements et l'idiosyncrasie d'Almonte et met en évidence le côté romantique, littéraire et folklorique du pèlerinage, mentionnant l'hospitalité des pèlerins et des nouvelles générations qui se joignent à cet événement. Un large éventail de photographies accompagne l’article, montrant les caractéristiques les plus emblématiques du paysage naturel, des vêtements et d’autres coutumes locales.
15 kilomètres plus au sud, sur la côte atlantique, se trouve la ville côtière de Matalascañas, avec une superficie de 1 kilomètre de large et 4 kilomètres de long, parallèle à la côte. Sa population fixe s'élève à 3 000 habitants. De l’ouest à l’est, la ville commence avec un phare et se termine avec l’hôtel Gran Hotel el Coto et le parc national de Doñana. La ville se compose principalement de villas et d'immeubles à plusieurs étages avec jardins et piscines et plusieurs impasses, places et monuments. La Carretera Norte (route du Nord), parallèle à la ville et qui la sépare du parc national, dispose de plusieurs ronds-points décorés de différents monuments représentatifs et donne accès aux différents secteurs qui la composent. Matalascañas dispose également d'une piste cyclable sur toute sa longueur, ainsi que d'hôtels de haute qualité, de plusieurs restaurants et bars de plage, de quatre clubs nautiques et de pêche, d'un cinéma d'été, d'un lieu pour de grands événements et d'un terrain de golf qui reste actuellement fermé. Le phare de Matalascañas, visible à l'œil nu depuis Chipiona, est un élément emblématique au niveau national en raison de sa forme triangulaire équilatérale particulière. Il a été installé en 1994 et mesure 23 mètres de haut, avec une envergure de 20 milles nautiques. Le journal El País l'a inclus dans sa liste des 10 plus beaux phares d'Espagne.

## Géographie
La commune d'Almonte, l'une des plus grandes du pays, est située au sud-est de la province de Huelva, sur la Costa de la Luz, qui continue le long du golfe de Cadix jusqu'à Tarifa. La majeure partie de la côte d’Almonte est constituée de dunes semi-fossiles avec une végétation basse, sans terrain rocheux ou accidenté. Cependant, sur un tronçon de plusieurs kilomètres qui comprend les plages de Cuesta Maneli jusqu’à Matalascañas, se trouve la falaise de dunes la plus haute d'Europe, à environ 100 mètres au-dessus du niveau de la mer, étant monument naturel régional d’Andalousie.

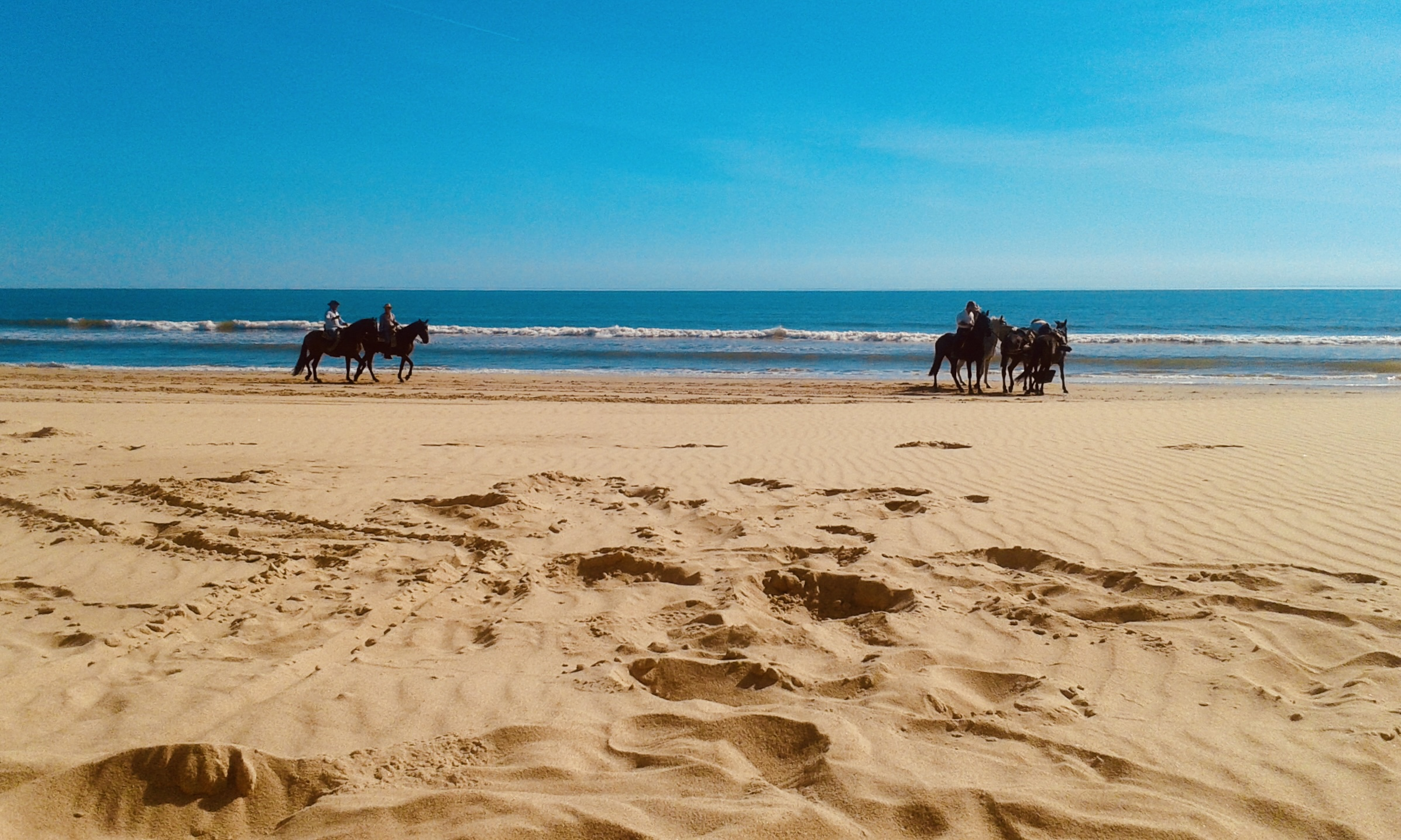
Chevaux dans las plages d’Almonte

Les plages d'Almonte sont les plus étendues du pays, puisqu'elles s'étendent sur plus de 50 kilomètres ininterrompus depuis les ruines de la Torre del Río de Oro (tour du Fleuve de l’Or) jusqu'au fleuve Guadalquivir (près de la moitié de toute la côte de Huelva), dont 28 sont protégés dans le parc national de Doñana. 4 kilomètres de la côte sont urbanisés, ceux correspondant à la ville côtière de Matalascañas. Elles sont composées de sable relativement fin et clair, avec certaines modifications en différents points dues aux tempêtes hivernales. Bien que la majeure partie de la commune soit constituée d'un substrat argileux, on trouve une certaine concentration de silice et d'autres composés sédimentaires du Néogène et du Quaternaire dans la zone nord. Vers l'est, on trouve des limons jaunes de l'époque du Pliocène souvent recouverts de sables basaux. Vers le sud, les manteaux éoliens abondent, avec des alluvions et des graviers. La ville d’Almonte est située dans la partie nord de la commune, à environ 26 km de l'océan Atlantique. À 15 km au sud se trouve le hameau d’El Rocío et enfin la ville côtière de Matalascañas sur la côte atlantique.

### Aquifère et fleuves

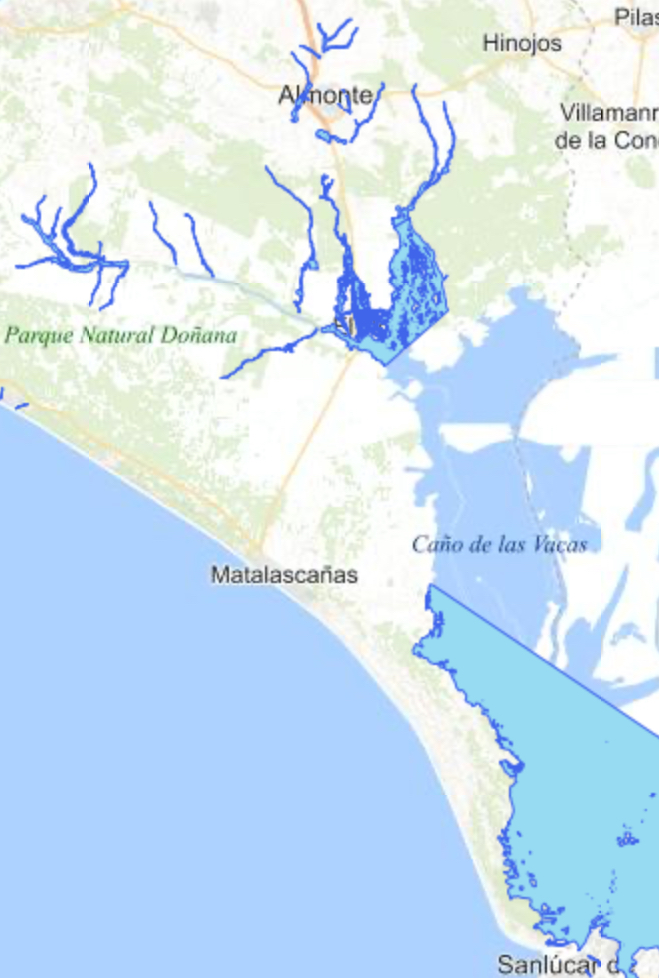
Zones inondables d'Almonte.

L'aquifère Almonte-Marismas est le plus grand au niveau provincial, avec plus de 2 800 kmet jusqu'à 150 mètres de profondeur, étant la principale masse d'eau qui alimente le parc national de Doñana. Il s'agit d'un système détritique et poreux formé il y a 11 millions d'années,à la période du Tortonien (Miocène), qui se comporte plus librement dans les zones de sables superficiels, mais qui possède également une partie confinée sous les marais. Les argiles sont intercalées avec les strates détritiques et cela forme un aquifère multicouche sur un fond imperméable de marnes bleues. Il fait partie de la Confédération hydrographique du Guadalquivir et des Bassins atlantiques andalouses et ne présente aucune intrusion marine. De même, il alimente en eau quelque 22 000 hectares d’irrigation. Il y a actuellement trois ruisseaux principaux et une lagune permanente dans la commune d’Almonte : le ruisseau de Santa María, le ruisseau de La Rocina, le fleuve Madre de las Marismas et lac de Santa Olalla. Le ruisseau Santa María prend sa source dans la partie nord-est de la commune, à la hauteur de la route provinciale HU-4200, à partir des ruisseaux El Saltillo et Rioseco. Santa María contourne la partie sud-ouest du principal centre urbain et continue vers le sud jusqu'à rejoindre le ruisseau La Palmosa, qui se jette dans le marais d’El Rocío du côté nord-est. Le ruisseau de La Rocina s'élève à l'extrémité ouest de la commune, près de la ville de Los Cabezudos et se jette dans le marais d’El Rocío. Ce marais est complètement inondé entre les mois d'octobre et juillet, étant généralement humide et avec un niveau d'eau dans le sous-sol en août et septembre. Ce marais est relié au sud-est au fleuve Madre de las Marismas, qui finit par se confondre avec le Caño del Guadiamar et se jette dans le Guadalquivir. Enfin, la lagune de Santa Olalla est située à un peu plus de 2 km de la plage, tout près du système dunaire du Doñana. Dans l'Antiquité, il y avait des dizaines de ruisseaux dans la commune d'Almonte, parmi lesquels l'ancien ruisseau de San Bartolomé, qui a donné son nom à la établissement tartésien homonyme. La Junte d'Andalousie déclare les ruisseaux susmentionnés comme zones inondables de la commune, ainsi que le ruisseau de la Cañada Martín, qui se confond avec le ruisseau La Palmosa et se jette également dans le marais d’El Rocío au sud-est. Cette embouchure forme depuis des décennies un banc de sable qui obstrue le marais et qui a été dénoncé à plusieurs reprises par la mairie,,L'enlèvement de ces bancs de sable est indispensable pour éviter que les sédiments finissent par colmater tout le marais.
Almonte borde Bollullos Par del Condado au nord, Hinojos à l'est, le Guadalquivir et Sanlúcar de Barrameda au sud-est, Rociana del Condado et Moguer à l'ouest et l'océan Atlantique au sud.
| Nord-ouest : Rociana del Condado     | Nord : Bollullos Par del Condado | Nord-est : Hinojos           |
| Ouest : Bonares et Lucena del Puerto |                                  | Est : Hinojos                |
| Sud-est Palos de la Frontera         | Sud : océan Atlantique           | Sud-ouest : océan Atlantique |

## Climat

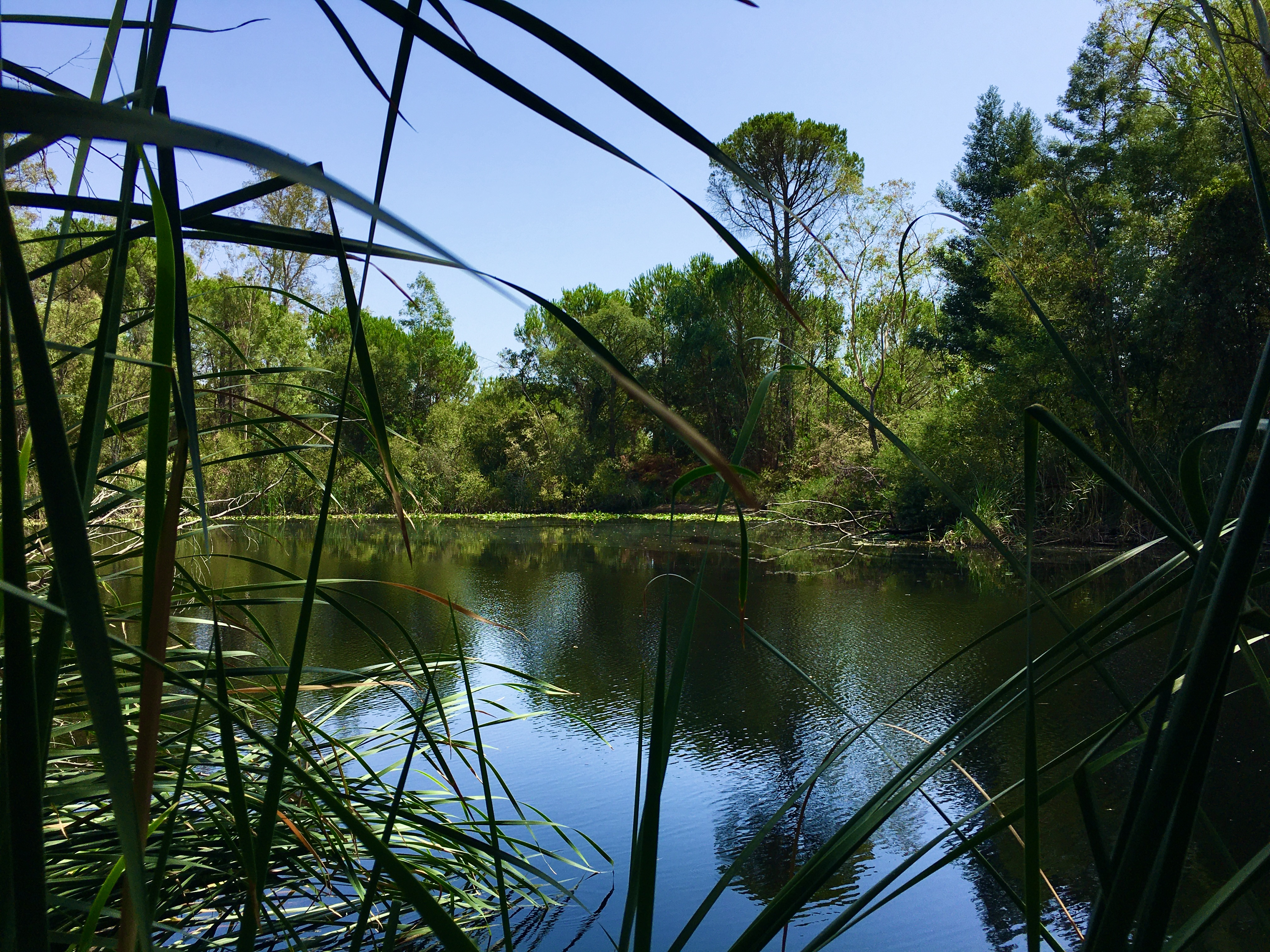
Lagune de La Tahona

Le climat de cette zone est méditerranéen, mais océanisé, en raison du contact avec l'Atlantique. Bien que le territoire d'Almonte soit très étendu et qu'il existe dans certaines zones des microclimats, en général, la température moyenne de la commune est de 17 °C, avec des étés et des hivers doux. En général, les précipitations à Almonte ne sont pas très abondantes, ne dépassant pas 700 mm par an. Il y a une certaine humidité en hiver et des étés semi-secs et doux, car c'est une zone où se combinent fronts polaires et hautes pressions subtropicales. Au printemps et en été, il y a généralement des pluies torrentielles et des gouttes polaires froides, tandis que des anticyclones peuvent apparaître en hiver. Bien que la température moyenne de la commune soit adoucie par l'influence océanique, dans la zone côtière se produisent, surtout en automne et en hiver, diverses tempêtes de vent et de vagues qui, certaines années, ont causé des dommages importants à la promenade et aux établissements d'accueil. Cela signifie que chaque année, Almonte doit investir des sommes importantes dans la réparation ou l'amélioration de la ville côtière de Matalascañas, dépassant parfois le million d'euros.
| Mois                              | jan. | fév. | mars | avril | mai  | juin | jui. | août | sep. | oct. | nov. | déc. | année |
| --------------------------------- | ---- | ---- | ---- | ----- | ---- | ---- | ---- | ---- | ---- | ---- | ---- | ---- | ----- |
| Température minimale moyenne (°C) | 6,2  | 6,9  | 9,1  | 11,1  | 14,3 | 18,5 | 20,6 | 21,2 | 18,5 | 15   | 7,3  | 7,6  | 13    |
| Température moyenne (°C)          | 11,3 | 11,5 | 13,8 | 16,2  | 20,1 | 24,6 | 27,2 | 27,8 | 23,8 | 19,5 | 14   | 11,3 | 17,5  |
| Température maximale moyenne (°C) | 15,2 | 16,6 | 19,2 | 21,5  | 25,7 | 30,8 | 33,8 | 34,1 | 29,7 | 24,6 | 18,6 | 15,9 | 23,8  |
| Précipitations (mm)               | 54   | 27   | 58   | 56    | 35   | 8    | 1    | 3    | 27   | 75   | 60   | 78   | 482   |

### Politique environnementale
Depuis la seconde moitié du XXe siècle, notamment des la création du parc national de Doñana en 1969 et l'établissement de cultures irriguées dans les années 1990, Almonte est confrontée à une grande controverse de projection européenne concernant la coexistence de l'environnement naturel privilégié dans lequel elle se trouve et la nécessité du développement économique et industriel de la commune, qui n'a cessé de croître. Almonte a été la première commune d'Espagne à signer la Charte nationale développement durable en 2000, ratifiée sept ans plus tard par le président du pays et utilisée dans une multitude de domaines, y compris le Plan local d'urbanisme. L'année précédente, le conseil municipal avait déjà adhéré aux directives de la Charte d'Aalborg des villes européennes. La ville est également membre fondateur et abrite le siège de l'Association des communes ayant du territoire dans les parcs nationaux (Amuparna), créée en 1997 et qui compte près de 100 communes enregistrées dans tout le pays. Depuis la fin des années 1990, Almonte est à l'avant-garde technologique et sociale dans le domaine environnemental, avec la préservation et la sensibilisation environnementale de Doñana, en créant des espaces tels que le musée du Monde marin (le premier musée de L'Espagne certifié par le norme ISO 14001), le premier terrain de golf écologique d'Europe, l'engagement en faveur de l'agriculture écologique et de multiples aides à la culture traditionnelle.
L'UNESCO a récemment reconsidéré le statut de Doñana au patrimoine mondial si le gouvernement andalou tentait de légaliser de nouvelles cultures irriguées actuellement irrégulières. En 2022, le gouvernement espagnol a annoncé un investissement de plus de 365 millions d'eurosdans la restauration d'une partie du parc de Doñana. La rencontre entre la ministre de la Transition écologique Teresa Ribera et le gouvernement d'Almonte, en présence de scientifiques, de représentants agricoles et d'associations environnementales, a eu lieu à l'auditorium du théâtre d'Almonte, le 30 novembre. Ce plan mettra l'accent sur une gestion adéquate de la consommation d'eau, de la biodiversité, du domaine public maritime et terrestre et de la sensibilisation sociale à l'importance de cette enclave naturelle. Le président et la ministre du travail Yolanda Díaz étaient à Almonte pour manifester leur intérêt concernant l'état des cultures irriguées et la biodiversité de la zone,.
Almonte a reçu un investissement de plus de 170 millions d'euros en 2022 pour la construction de panneaux photovoltaïques par l'entreprise américaine Matrix Renewables et l'entreprise cordouane Rolwind,, avec un total de 115.000 modules photovoltaïques de pointe qui placeront la commune dans l'une des premières positions en Europe en matière d'énergie renouvelable. La Junte d'Andalousie, pour sa part, a annoncé un investissement de 900 millions d'eurosexclusivement axé sur les systèmes d'épuration.
Concernant les déchets électroniques, Almonte a accueilli la première édition de la campagne #Greenprix, organisée par la fondation Ecolec, pour promouvoir le recyclage correct des appareils électroniques. Il s'agit d'une initiative menée dans des communes de 20.000 à 50 000 habitants pour cofinancer des projets de conservation, d'éducation et de soutien aux associations environnementales locales des communes qui traitent la plus grande quantité de ce type de déchets. Des conteneurs pour ce type de déchets ont été installés à différents points stratégiques. Des points d'information ont également été mis en place pour conseiller et informer sur le recyclage électronique et les conséquences négatives d'une mauvaise réalisation. La mascotte officielle choisie pour transmettre le message au secteur éducatif des jeunes a été le moineau.
Le recyclage du verre joue également un rôle fondamental dans la commune, qui occupait en 2024 la 19e place sur les 47 qui ont participé au drapeau vert d’Ecovidrio. Ce mouvement se concentre sur le secteur hôtelier, qui revêt une grande importance dans ces localités. Plus de 300 établissements hôteliers locaux participent chaque année à cette campagne et en 2024, Almonte a remporté le prix « Green Igloo » avec 2 autres communes de la province.

## Flore et faune

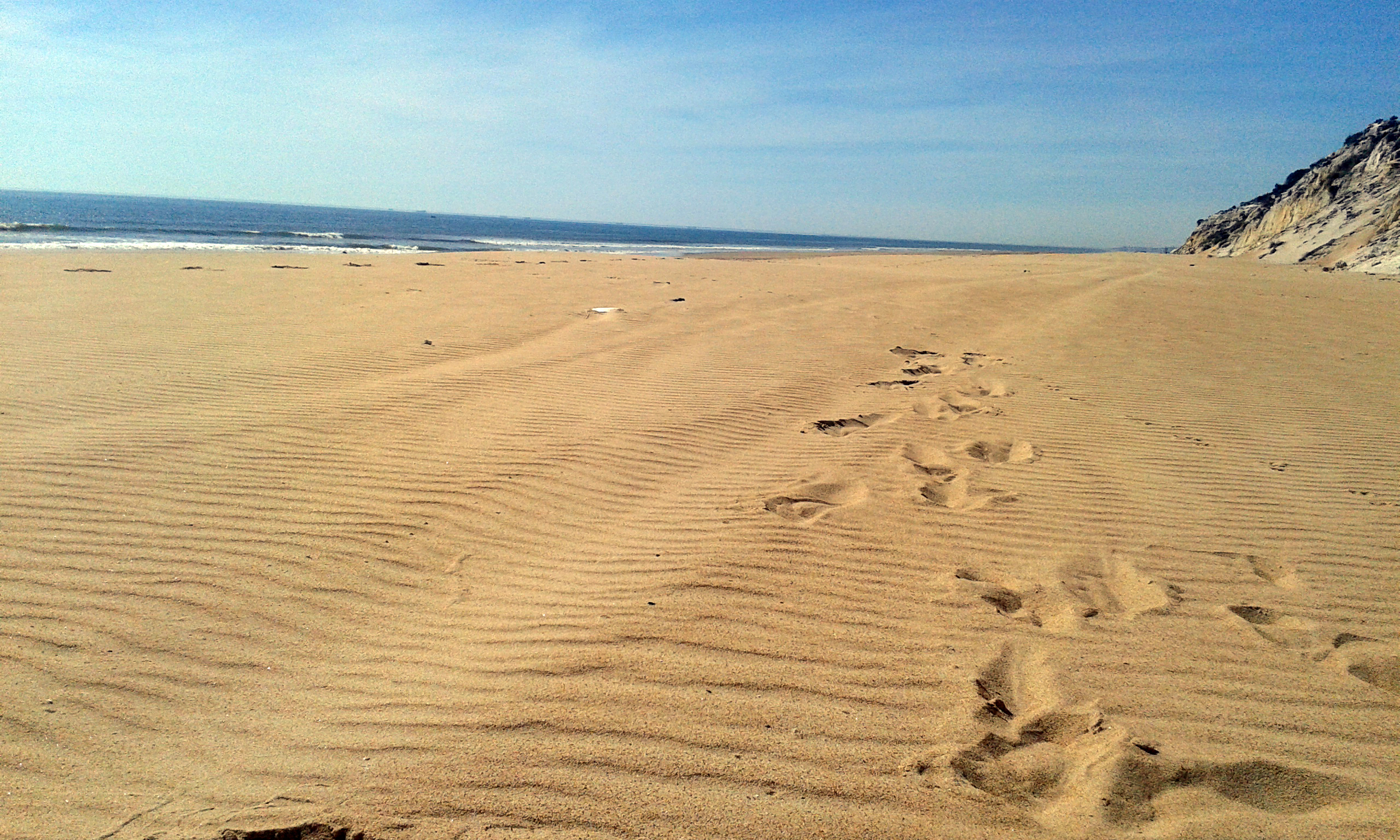
Marée basse dans les plages d’Almonte

Dans l’espace naturel de Doñana, dont se territoire se trouve principalement dans la commune d’Almonte, il existe plusieurs espèces de flore protégées, principalement du maquis méditerranéen (genévrier, scirpe maritime, eucalyptus, pin parasol, roseau, acacias, chênes-liège, fougères, camarines, doums, romarin, retama, thym) et la faune (lynx ibérique, cerf élaphe, daim, sanglier, renard, Bihoreau gris, mangouste, lapin, plusieurs espèces d’héron, canard, aigles impériaux et circaète Jean-le-Blanc, faucon, vautour fauve, anguilles, grand brochet, serpent, lézard et caméléon). On y trouve également de vastes étendues de pins reboisés dans les années 1950 et des sous-bois (avec des hélianthème, des cistes et de multiples espèces de plantes aromatiques). Sur ses 122 000 hectares, on trouve des microclimats et des zones très diverses, depuis les jungles de style tropical jusqu'aux dunes désertiques, en passant par des zones humides, des plages, des pâturages, des sous-bois, etc. Almonte a été déclarée « Kilomètre Zéro de Biodiversité en Europe » en juillet 2022 par le Corredor Biológico Mundial (Couloir Écologique Mondiale), un projet international formé par des scientifiques, des universités et des fondations de plusieurs pays. La commune dispose de différents centres équestreset d'associations environnementales qui veillent à la conservation de ces espèces. Chaque année, de nombreuses aides européennes, nationales, régionales et locales sont allouées à la conservation, au développement et à la promotion de la flore et de la faune de la zone, comme le Pacte Andalou pour le Lynx Ibérique, promu par le gouvernement andalou en 2002. Ce pacte a été signé par plus de 60 000 personnes, parmi lesquelles l'acteur Antonio Banderas, lors de sa visite à Almonte en 2008.

## Culture
Habitée depuis la préhistoire et élargissant son territoire jusqu'à la côte tout au long du Moyen Âge, Almonte possède une culture et une idiosyncrasie très définies et reconnaissables internationalement, comme déjà expliqué dans la section historique. Diverses civilisations, des Tartessos aux chrétiens, en passant par les Grecs, les Phéniciens, les Romains, les Wisigoths et les Musulmans, ont façonné au fil des siècles des coutumes profondément enracinées, influencées principalement par à l'environnement naturel privilégié de la région. Actuellement, les traditions culturelles et l'environnement naturel de la commune continuent d'attirer des visiteurs de toutes nationalitéset horizons, des touristes qui profitent de ses plages et de sa gastronomie en été jusqu'aux hauts fonctionnaires du gouvernement et de la monarchie espagnole, qui visitent régulièrement la commune,et ont même une résidence d’État.

### Patrimoine historique
Almonte possède divers éléments appartenant à des périodes allant de l'Âge des métaux à l'Âge moderne. Il convient de souligner les suivants.

#### Restes d'empreintes fossiles de l’Holocène
Sur les rives de la plage d'Almonte,à la hauteur de la falaise de l'Asperillo, des restes fossiles d'empreintes d’hominidés et différents animaux ongulés datant d'entre 150 000 et 300 000 ans ont été trouvés, parmi lesquels le loups, aurochs, éléphant à défenses droites, cerf élaphe, sanglier et des oiseaux échassiers et anatidés. Il s'agit de la plus grande découverte archéologique d'ichnites à ce jour, tant par sa taille (plus de 250 empreintes découvertes) que par son âge (il n'existe que deux sites similaires dans le monde, celui de Biache-Saint-Vaast (France) et celui de Thessalie (Grèce). C'est aussi la première découverte d'empreintes fossilisées de flamant rose en Europe,démontrant pour la première fois la présence de cet écosystème sur la côte. Dans une étude récente réalisée par l'Université de Huelva et publiée par la revue scientifique néerlandaise Quaternary Science Reviews, il a été découvert que les empreintes appartenant aux hominidés proviennent spécifiquement de néandertaliens. Ces marques se trouvent à hauteur du rivage sur le substrat argileux, ce qui signifie qu'elles sont souvent recouvertes de sable. L’association locale Parque Dunar propose des visites guidées gratuites comprenant des commentaires historiques et biologiques sur l'ensemble de l'écosystème et, enfin, une collecte volontaire des déchets.

#### Site néolithique à côté du pont des Olivarejos
En 2003, lors de l'enfouissement d'un gazoduc qui relie Cordoue, Séville et Huelva, un site d'un hectare a été découvert sur une plage fluviale âgée d'environ 5 000 ans.Il s'agit de structures en pisé qui semblent avoir abrité des zones de combustion et des restes de mamelons, haches, percuteurs, polissoirs et cuillères, principalement des céramique d'Ogre et de la pierre polie issue de roche métamorphique, du quartz, du silex et du quartzite. Jusqu'à 15 couches stratigraphiques ont été différenciées.

#### Siffletturdétiende l'Âge du Bronze
Fin janvier 2024, des chercheurs de la station biologique de Doñana (CSIC) ont trouvé sur les rives de la lagune de Santa Olalla un sifflet en terre cuite sculpté en forme de femme qui remonte à l’époque turdétienne, vieille de plus de 2 000 ans. Il mesure 56,2 mm de haut, 20 mm de large et pèse 22 grammes. La figure féminine représentée porte un manteau et une coiffe avec des tresses dans les cheveux, le tout de couleur ocre grisâtre et présente une cassure dans la partie inférieure du corps, où l'on pense qu'il aurait pu y avoir un appendice qui permettait la pièce être pendu. On pense que la fonction principale de l'artefact était d'émettre des sons aigus qui servaient de lignes directrices comme leurre pour la chasse ou musicalement lors de rites ou de cérémonies. Il est actuellement revendiqué par le musée d'Almonte.

#### Vestiges de métaux de l'époqueTartesienne
Comme mentionné dans la section historique, des vestiges d'un habitat de 40 hectares, ainsi que des restes de céramiques, de scories, d'outils métalliques et de métaux (or, argent, plomb et cuivre) sont apparus à côté de la zone du ruisseau San Bartolomé qui datent de l'époque tartessienne, ainsi qu'un four de 3 m de large,Ils ont été découverts en 1974 par Antonio R.Arazo, K.Clauss et Francisco G.Toscano. Les fouilles ont été dirigées par le professeur madrilène Diego Ruiz Mata et ont duré 9 ans.

#### Ruines de la fabrique degarumdans le Cerro del Trigo

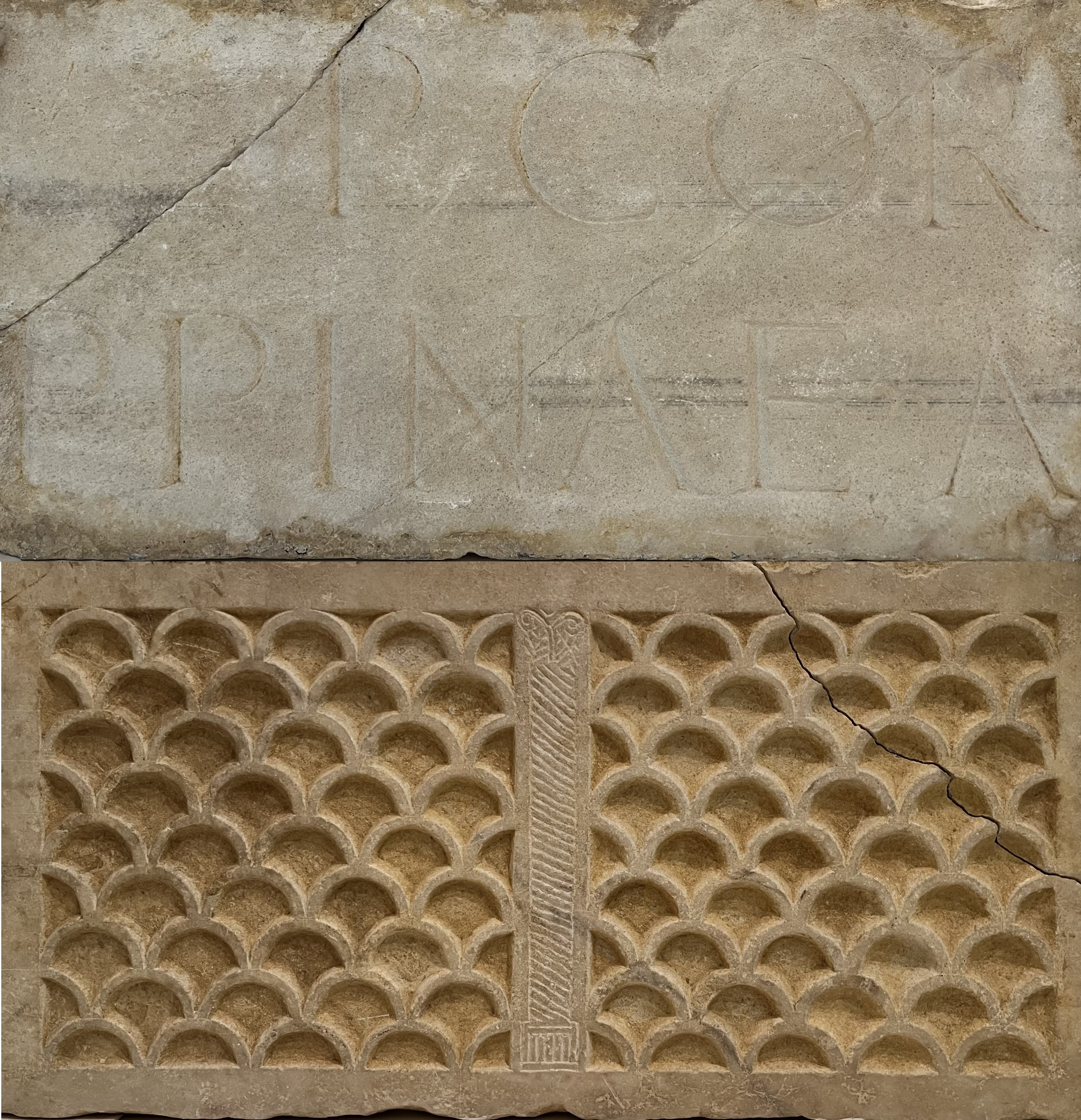
Plaque romaine avec latin (en haut) et décoration paléochrétienne (en bas)

Cette zone fait actuellement partie du parc national de Doñana et on peut encore voir ces ruines. Adolf Schulten et George Bonsor étaient à la recherche de l'Atlantide lorsqu'ils les découvrirent, les dédaignant par frustration de ne pas trouver ce qu'ils cherchaient. Des étudiants universitaires de Huelva ont confirmé en 1999 qu'il s'agissait d'une fabrique de garum du IIe siècle, enfouie à 6 m sous la dune. Des amphores et des récipients utilisés pour assaisonner le poisson ont également été récupérés, faisant de cette découverte la plus importante des seize découvertes sur la côte de Huelva. Les archéologues continuent aujourd'hui à explorer la zone sans s'arrêter pour trouver des vestiges, comme des fours ou une nécropole avec plusieurs cadavres.Entre le centre urbain d'Almonte et la ville forestière de Los Cabezudos, une dalle de marbre mesurant plus d'un mètre de long avec une inscription latine incomplète et une décoration paléochrétienne sur l’anvers a également été trouvée. Elle date approximativement du Ier siècle et une étude a révélé qu'il s'agit d'une dédicace à l'impératrice romaine Agrippine par l'homme politique et historien Tacite.

#### Stèle funéraire romaine de Domigratia
Dans la zone de La Solana, dans la partie sud-ouest de la périphérie de la ville, on a découvert dans les années 1960 une multitude de vestiges datant de la fin de la période romano-wisigothique, parmi lesquels des amphores, des pièces de monnaie et divers ustensiles. La découverte la plus remarquable était une pierre tombale de près d'un mètre de haut avec une inscription latine qui disait: Domigratia Famula Deis Hic Requiescit In Pace Die No Nonarum Novembriun Annorum Trium Et Plus Minus Mensses Sex; Era DXXXIII (Domigratie, servante de Dieu, repose ici en paix le jour des nones de novembre, environ trois ans et six mois, an 533),. Une fois étudiée, les investigations ont conclu qu'il s'agit de la pierre tombale d'une jeune fille nommée Domigratia appartenant à une famille riche, puisque d'autres restes de ce qui semblait être une nécropole familiale ont été découverts. C'est l'une des pierres tombales les plus anciennes conservées dans la province. Puisque la jeune fille s'est avérée être l'un des premiers habitants d'Almonte à être baptisés dans le christianisme (l'empereur de l'époque, Théodose Ier, n'a christianisé la population hispanique qu'à la fin du IVe siècle), le curé de l'époque, romanophile, a fait en sorte que l'artefact soit conservé à l'intérieur de la chapelle baptismale de l'église d’Almonte.

#### Oliviers centenaires d’El Rocío

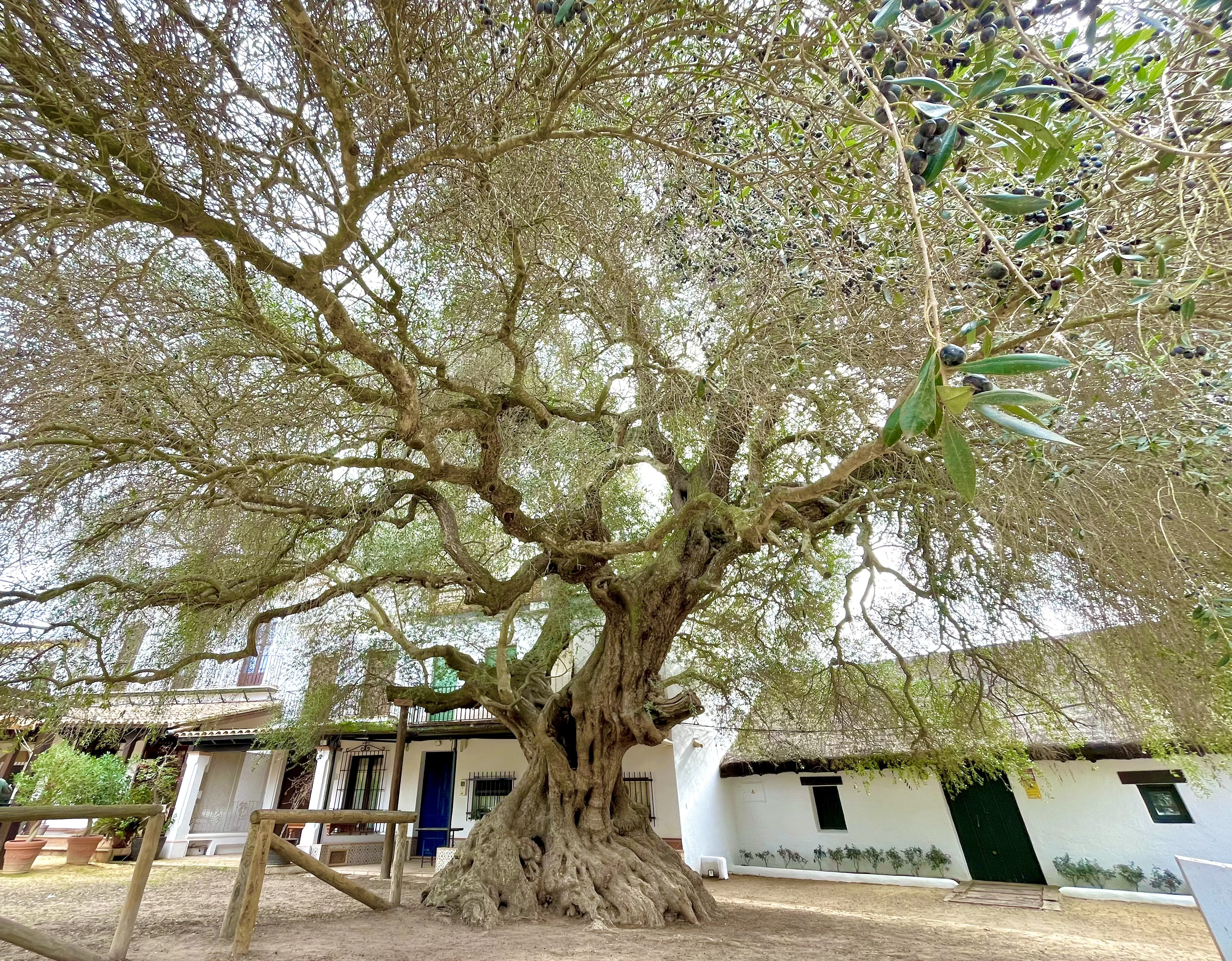
Olivier centenaire (Almonte)

Dans la zone sud du hameau d'El Rocío, une fois passé le sanctuaire, sur le côté droit et en bordure du marais (sur la Plaza del Acebuchal) est l'une des oliviers sauvages les plus anciennes dont il existe des archives. Sa conservation depuis l’Antiquité est due à ses propriétés médicinales et thérapeutiques bien connues et à son usage culinaire. El Abuelo (le grand-père), l'un de ces 15 spécimens, est le plus ancien être vivant de la région de Doñana, âgé de plus de 800 ans, avec plus d'un mètre et demi de diamètre dans le tronc et 8 mètres de périmètre.Ils sont entourés de structures en bois qui offrent un espace sûr pour les observer. Le 23 novembre 2001, elles ont été cataloguées comme monument naturel d'Andalousie, comme les falaises d'Asperillo, également à Almonte. Tous les oliviers sauvages sont protégés par une balustrade en bois qui les entoure et peuvent être visités à tout moment de l'année, car ils ont des feuilles persistantes.

#### Palais de Doñana
Dans l'angle sud-est de la commune, au sein du parc national de Doñana, se trouve le palais de Doñana, un complexe historique médiéval protégé actuellement utilisé comme une installation scientifique et technologique dans laquelle le CSIC réalise des études et des recherches de terrain datant d’il y a 700 ans. Construite au XIVe siècle comme tour militaire pour contrôler le transport des marchandises de l'intérieur de la province vers la mer, elle a subi une rénovation au XVIe siècle basée sur l'architecture de la ferme andalouse traditionnelle et a été utilisée comme parc de chasse royal par la monarchie et l'aristocratie. Les propriétaires du terrain de l'époque permettaient aux scientifiques de divers pays d'utiliser le palais comme point de départ d'expéditions scientifiques dans le parc, principalement axées sur l'archéologie, l'hydrologie, la géologie, la botanique et l'ornithologie.En 1964, il devient le siège de la station biologique de Doñana. Felipe González a utilisé le palais comme résidence de vacances, permettant l'installation de lignes électriques et téléphoniques de pointe et permettant aux dirigeants du monde entier de connaître le centre et, par conséquent, le parc et la commune. Désormais, la résidence d’État officielle est le palais de las Marismillas. En 2015, le ministère de l'Économie et les FEDER ont investi plus de 7 millions d'euros dans la modernisation du palais,permettant son inclusion dans le réseau européen LifeWatch, aux côtés de 9 autres enclaves à travers l'Europe. Il s’agit actuellement de l’un des complexes dotés de la plus grande capacité technologique du continent. On y accède par un chemin d'environ 11,5 kilomètres qui commence au km 40 de la route qui relie Almonte et Matalascañas (A-483), à seulement 1 km au nord de la ville côtière.

#### Tours de surveillance le long de la côte

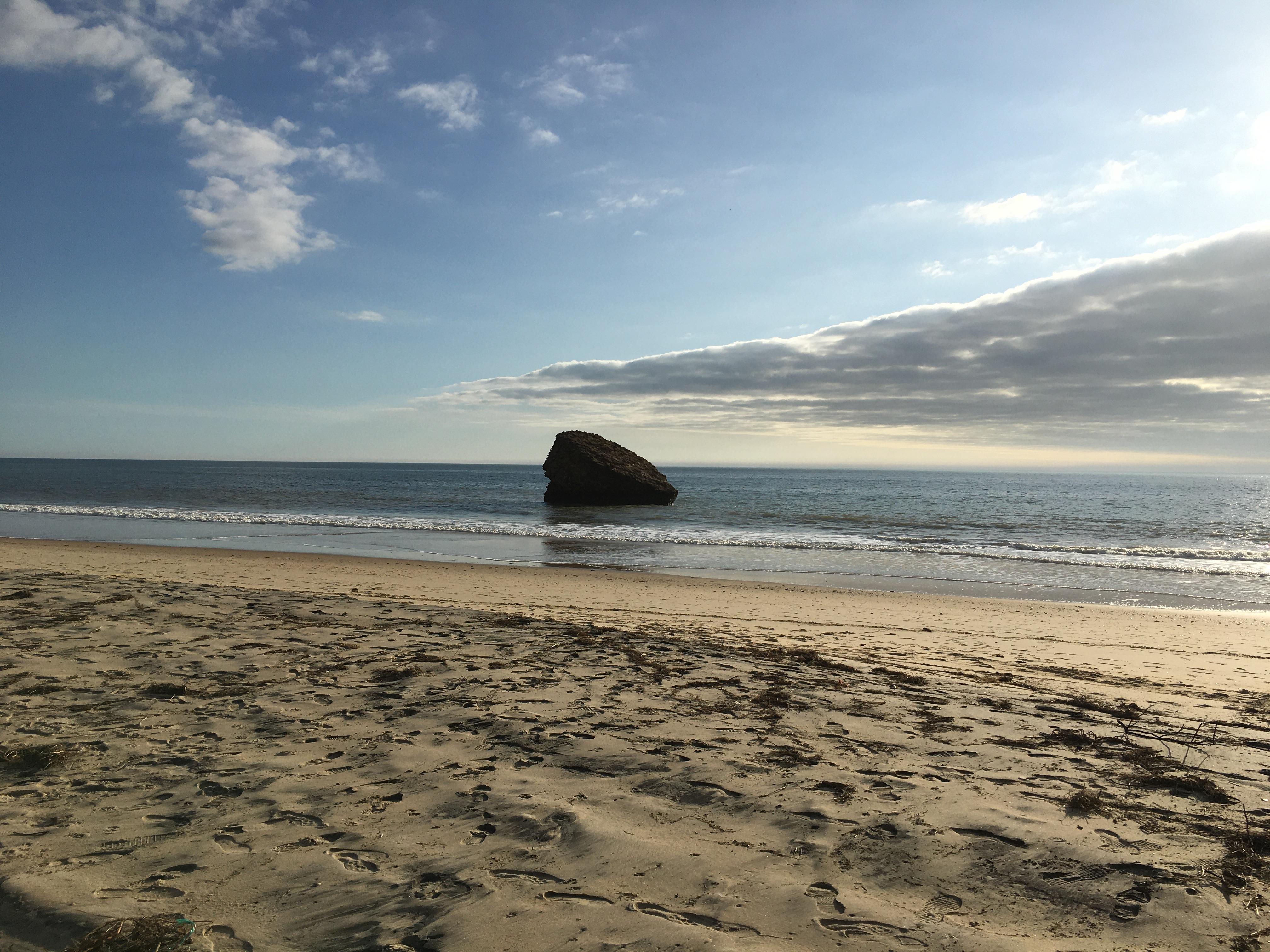
Torre de la Higuera, en ruines

Il s'agit de six tours de défense dont la construction fut ordonnée par Philippe II au XVIe siècle le long de toute la côte d’Almonte pour la surveiller et prévenir d'éventuelles invasions maritimes. On peut les classer, d'ouest en est, ceux qui sont en ruines et ceux qui ne le sont pas.
- Torre del Río de Oro : financée conjointement par le Duché de Medina Sidonia et la mairie d'Almonte pour 187.000 maravédis et achevée en 1598, cette tour, qui mesurait à l'origine environ 19 mètres de hauteur[121],et est située en ruines sur la plage, à environ 17 km de Matalascañas, à l'embouchure d'un ruisseau et délimite la commune d'Almonte. Ces ruines donnent leur nom à la plage où elles se trouvent, la Playa del Río de Oro, dont l'accès par la route se fait à un kilomètre à l'intérieur des terres. La zone de dunes au-dessus de la plage abrite la base de lancement de fusée spatiale “Campo de Tiro del Médano del Loro” gérée par l'Institut national de technique aérospatiale et la NASA[122],[123].Depuis le XVe siècle, il existait dans la région un village de pêcheurs disposant d'une licence délivrée par la mairie et d'un bailli municipal qui contrôlait l'installation de cabanes et les permis de pêche et de commerce. Almonte a installé jusqu'à deux moulins à farine dans cette enclave en 1613. La tour est progressivement tombée en désuétude jusqu'à son effondrement complet entre 1830 et 1860[42],[121].

- Torre del Asperillo : à cinq kilomètres et demi à l'est se trouvent, au pied de la plus haute falaise de dunes d'Europe[8],les ruines de la Torre del Asperillo. Ce sont les plus difficiles à apprécier, car à moitié enterrés et découverts à marée basse. Elle fut achevée en 1622 et sa construction fut entravée et interrompue à plusieurs reprises par des attaques de pirates et même par l'enlèvement des constructeurs par des groupes de Berbères.

- Torre de la Higuera : c'est la tour en ruines la plus emblématique d'Almonte, apparaissant sur de nombreuses cartes postales comme symbole par excellence de la plage adjacente. Sa situation, juste à l'extrémité du système dunaire fossile, en a fait le point de départ de la ville côtière de Matalascañas, car à partir de ce moment, les dunes sont mobiles et beaucoup moins hautes. Cette tour, qui se dressait au sommet de la falaise, a succombé à cause du séisme de 1755 à Lisbonne et a été renversée sur le rivage. Les différentes tempêtes l’ont enseveli jusqu’à ce que seule soit visible la base, communément appelée la piedra (le rocher) ou el tapón (le bouchon) en raison de sa forme.

Si l'on continue vers l'est, maintenant dans le territoire protégé du parc national de Doñana, à 7 km de la ville côtière, Torre Carbonero apparaît, la mieux conservée à ce jour. La Torre Zalabar se trouve en ruines à environ 7 km plus à l'est et à un peu plus de deux kilomètres de l'embouchure du fleuve Guadalquivir la Torre San Jacinto apparaît, également en très bon état. Ils sont tous catalogués comme biens d'intérêt culturel de la province de Huelva depuis 1895.

#### Église de l'Assomption
L'église d'Almonte est unique dans la province car elle contient à l'intérieur de sa chapelle gothique mudéjare originale du XVe siècle la pierre tombale la plus ancienne conservée au niveau provincial, appartenant à une jeune fille appelée Domigratia, décédée en 533. Avec le sanctuaire d'El Rocío, il est le seul temple qui abrite la Vierge d'El Rocío à son intérieur pendant 9 mois tous les 7 ans depuis 1589. De plus, c'est l'un des temples qui a accueilli les personnalités les plus remarquables, parmi lesquelles des auteurs tels que Juan Ramón Jiménez ou les rois d'Espagne, qui l'ont visité à plusieurs reprises.Elle est située à l'arrière de la place Virgen del Rocío qui, bien qu'au Moyen Âge était géographiquement située au centre de la ville, a actuellement été déplacé vers le nord, à mesure que la ville s'agrandissait de plus en plus rapidement vers la zone sud. Il s'agit d'une construction baroque de plan basilical avec une nef centrale et deux nefs latérales. Elle possède trois portes d'accès et deux clochers. La majeure partie de l'édifice actuel date du XVIe siècle et une grande partie de la façade a été restaurée en 1780 après le séisme de 1755 à Lisbonne. Cette façade est œuvre d’ Antonio de Figueroa y Ruiz, bien que la chapelle mudéjare est préservée du bâtiment original du XVe siècle et contient des fonts baptismaux du XVIe siècle et la pierre tombale romaine du VIe siècle mentionnée précédemment. En effet, l'église d'Almonte est mentionnée pour la première fois en 1411 dans le Livre blanc de la cathédrale de Séville. En 1949, elle a également subi une importante transformation pour la restaurer à la suite des dommages causés par la guerre d'Espagne et en 2012, plus de 250 000 € ont été investis pour restaurer une partie du plafond et des fresques. Cette série de modifications et de réformes font de cette construction un creuset des différentes tendances architecturales de l'époque. La chapelle du Sagrario se distingue également au sein du diocèse de Huelva par sa riche architecture, qui comprend des carreaux remarquables sur le socle, les saints patronymiques de la famille Cepeda, qui a cofinancé une partie de la construction, représentés dans les quatre pendentifs de la coupole, une grande grille en fer forgé et la façade abondamment décorée. Rafael Blas Rodríguez a réalisé de nombreuses peintures murales baroques de l'après-guerre, décorant le transept, la coupole et le chœur principal. Dans la chapelle de Las Ánimas (des âmes du purgatoire), une sculpture de la Vierge de Soledad datant du XVIIe siècle est conservée. Au-dessus de la porte principale, sur le mur intérieur, se trouve une réplique de l'Inmaculée de Soult de Murillo. Il a été démontré qu'il existe un tunnel souterrain, actuellement en ruine, qui relie ce bâtiment à la mairie, mais les fouilles n'ont jamais commencé à le mettre au jour.

#### Ermitage du Saint Christ
Située dans la zone nord du centre urbain et rattachée à la place du même nom, c'est l'un des deux édifices qui subsistent du XVe siècle en dehors de l'église. Autrefois dédiée à Saint Sébastien, elle est aujourd'hui dédiée au Christ de la Vraie Croix. Elle se compose de deux nefs placées parallèlement et séparées par un triple arc brisé sur des piliers rectangulaires avec des pilastres attachés. L'ermitage abrite un grand nombre d'images qui participent aux processions locales.

#### Mairie
L'actuelle mairie est un bâtiment acquis en 1568dont les travaux ont commencé en 1600 et dont la structure originale consistait en un seul étage inauguré en 1612, en ajoutant six ans plus tard le deuxième étage, avec deux entrées du premier et avec une grande terrasse donnant sur la place. Au XVIIe siècle, le premier étage était utilisé comme tribunal administratif et de justice, tandis que le deuxième étage était dédié au gouvernement et à l'administration. Le plafond dudit deuxième étage est recouvert d'un plafond voûté avec l'architrave du madrier adaptée à ses arcs, frise de triglyphes et parapet en fer forgé. En 1795, 20.000 réaux furent investis pour commencer, sur proposition du maire Agustín De Rivas, les travaux du patio intérieur avec des arcs en plein cintre sur des colonnes de marbre et une fontaine centrale. Le troisième étage, connu sous le nom de Mirador de las Monjas (belvédère des religieuses) est coiffé d'un toit en croupe en fer forgé et de cinq fenêtres allongées couvertes de treillis. Le patio intérieur est doté de portiques et de carreaux représentant différents usages et coutumes locales et l'escalier qui mène à l'étage supérieur est décoré des boucliers héraldiques des premiers chrétiens résidant dans la ville (Abreu, Acevedo, Almonte, Barrera, Bejarano, Cabrera, Domonte, Gauna, Hidalgo, Tello de Eslava, Pichardo, Pinto et Prieto). En 1849, l'enceinte extérieure actuelle a été recouverte de ferronneries conçues par José Ojeda. Gonzalo De Rivas et Miguel de Ojeda étaient les maîtres charpentiers en charge et Basilio García et Juan Benegas étaient les constructeurs. En 1918, les piliers du rez-de-chaussée sont remplacés par des colonnes en fonte, encore visibles aujourd'hui dans la salle d’apparat, ainsi que le bois de noyer et son style Renaissance. Cette salle contient une collection d'œuvres de bustes et de portraits de différents personnages illustres d'Almonte. Il convient également de souligner la salle des commissions, réalisée en bois de pin rouge suédois et contenant l'ancien bâton du maire, utilisée par le roi d'Espagne lors de sa visite en 1992. En 1927, la troisième salle a été rénovée intérieurement et une mezzanine a été incorporée. En 1967, c'est l'architecte José María Morales qui dirigea une nouvelle rénovation intérieure et l'aspect actuel est dû à la dernière grande rénovation de 1995, au cours de laquelle le bureau du maire actuel a été construit. Cette salle contient deux pots de fleurs à colonnes et à coupelles conçus par le célèbre sculpteur Pedro Navia y Campos et contenait l'autel sur lequel, en 1755, trônait la Vierge d'El Rocío, en raison de l'impossibilité de la déménager à l'église après les ravages du séisme de 1755 à Lisbonne. À partir des années 1960, avec l'essor du tourisme, la création du parc national de Doñana et l'augmentation de la population du hameau d’El Rocío et de la ville côtière de Matalascañas, le bâtiment de la mairie manquait d'espace et différents bureaux municipaux étaient ouvert à Almonte et dans d'autres centres urbains. Secrétariat, intervention, trésorerie, urbanisme, revenus, personnel, informatique, patrimoine, archives, services sociaux, tourisme, culture, sciences et bien d'autres sont des exemples de ces bureaux basés en dehors de la mairie elle-même.

#### Caves et moulins à huile
Jusqu'au milieu du XXe siècle, il y avait 58 caves et 10 moulins dans la commune d'Almonte. Beaucoup d'entre eux sont restaurés et ont des fonctions administratives ; d'autres sont abandonnés ou même en ruines, caractérisés par une tour de contrebalance typique. Les caves prolifèrent après les désamortissements, profitant des bâtiments ecclésiastiques. La commune produisait 5 millions de litres de vin et 2 000 tonnes d'olives. Dans les années 1960, Almonte se distinguait au niveau régional par ses vins de soleraLes caves et les moulins à huile qui la mairie a acquis et restauré tout au long des années 1990 sont les suivants : l'Hacienda de Santa María (XVIIIe siècle), la Bodega del Conde de Cañete (actuellement la bibliothèque Ana María Matute), la Bodega de los Hermanos Escolar (aujourd'hui, le musée du vin), le Molino de Cepeda (actuellement le musée d’Almonte) et le Bodegón de Serafín (actuel office de tourisme).

#### Galoubet et tambourin
Il s'agit d'un bien immatériel d'une valeur culturelle inestimable, un son qui caractérise l'environnement d'Almonte et qui se confond avec le reste des sons naturels de Doñana lors des festivités locales. Les galoubets sont fabriqués avec du bois de qualité pour obtenir le son approprié. Le tambourin est un instrument membranophone doté d'une double tête légèrement plus grande que les autres tambours traditionnels. Il est généralement peint avec le drapeau de l'Andalousie, bien qu'on le retrouve également avec la couleur naturelle du bois. Les artisanaux ont un prix élevé. La figure du tambourinaire est un emblème de la ville depuis des siècles.

#### Palais de las Marismillas
Dans l'angle sud-est de la commune, à seulement un kilomètre et demi du fleuve Guadalquivir, on trouve le palais de las Marismillas, la seule Résidence d'État d'Andalousie.Il est situé sur un domaine de 10 000 hectares et présente une architecture de style colonial anglais, avec un total de 28 chambres, toutes avec salle de bains attenante. Il a été inauguré en 1912 comme pavillon de chasse du 2e Duc de Tarifa et en 1998 il est devenu partie du patrimoine national. Utilisé comme résidence présidentielle pour la première fois en 1996, il reste une enclave unique visité, par ailleurs, par des dirigeants internationaux tels que Angela Merkel, Mikhaïl Gorbatchev ou François Mitterrand. Auparavant, le palais de Doñana était le bâtiment choisi à cet effet.

#### CasematesàPunta del Malandar
Il y a plusieurs casemates de la Seconde Guerre mondiale sur la plage de Punta del Malandar, à l'embouchure du fleuve Guadalquivir. Il existe un programme intitulé Descubre tus Fortalezas (Découvrez vos foretresses) » auquel participent des historiens, des paléontologues et des architectes, organisant des visites guidées gratuites de ces vestiges, qui font partie du patrimoine historique. C'est le dictateur Francisco Franco qui ordonna sa construction en 1943, par crainte que les troupes alliées, déjà en Afrique du Nord pendant la campagne d'Afrique du Nord, envahissent l’Espagne

#### Palais d’El Acebrón

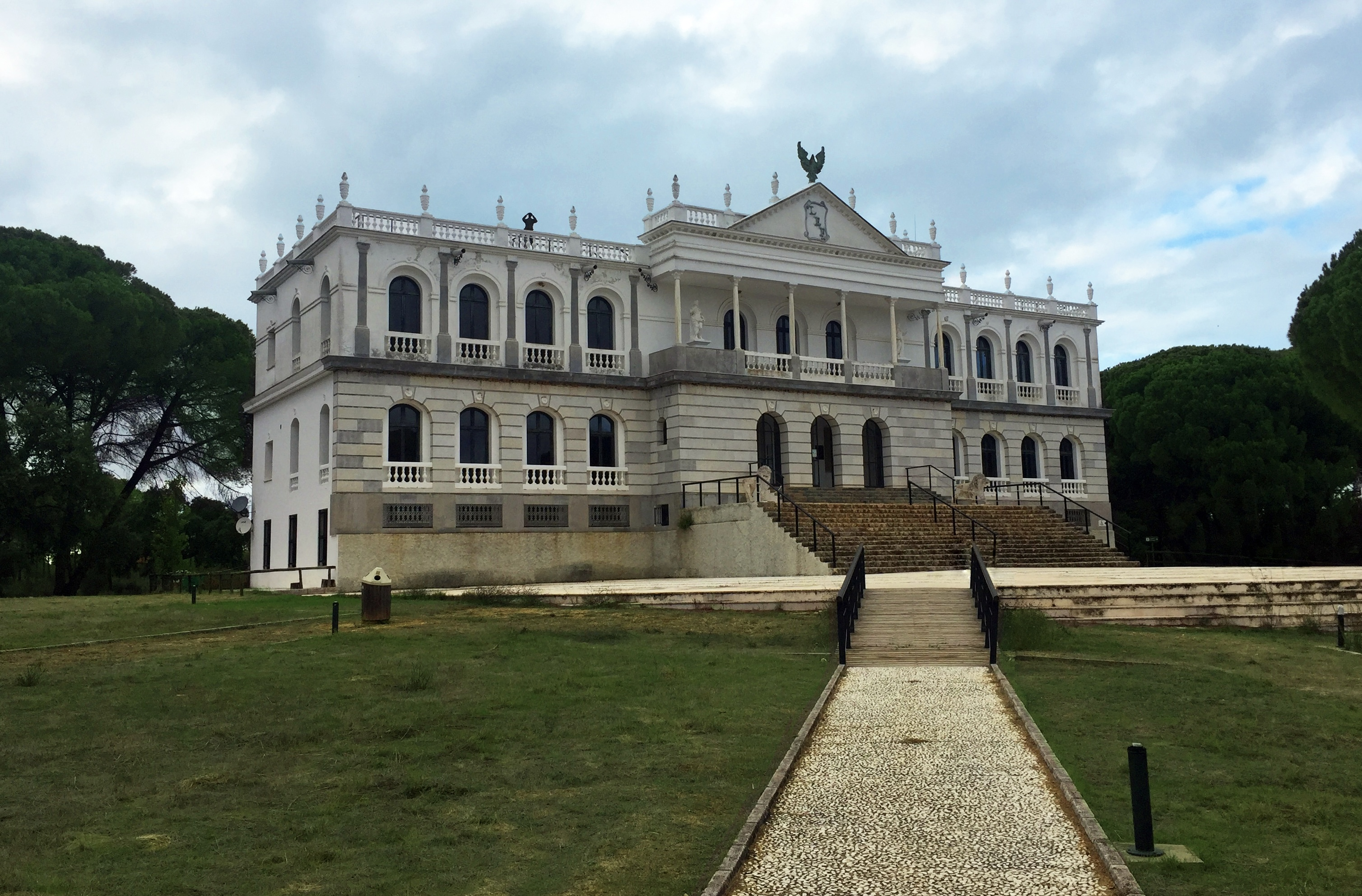
Palais néo-classique d’El Acebrón (Almonte)

À côté de la lagune d’El Acebrón, à côté du ruisseau de La Rocina, à 5 km à l'est du hameau d'El Rocío, se trouve un palais de style néo-classique entouré de pinèdes, dans l’espace naturel de Doñana. L'enclave a été achevée en 1961 et était la résidence privée de l'aristocrate d’Almonte Luis Espinosa Fontdevila, dont les initiales ressortent en relief sur la façade avant du palais. Fils de Julián Espinosa Escolar, qui possédait une cave et une distillerie dans la partie nord de la ville, qui est aujourd'hui le musée du vin, Luis se consacrait également à la chasse et ses frères avaient hérité de domaines en l'intérieur de Doñana.Il décide donc de construire son propre palais, qui lui servira de résidence et de pavillon de chasse. Bien qu'il ait organisé toutes sortes d'événements et de fêtes massives pour cofinancer la construction du palais et des jardins luxueux, il a fini par faire faillite et a dû vendre une grande partie du terrain au gouvernement, qui a commencé à planter des eucalyptus pour en extraire bois. En faillite et le palais étant inachevé, il dut le terminer avec des matériaux de bien moindre qualité. Cependant, aujourd'hui, il conserve une grande partie du luxe d'origine, y compris les escaliers qui mènent au palais, faits de pierres provenant d'une voie romaine. L'escalier menant au deuxième étage est en marbre rouge et on y trouve une cheminée en pierre surmontée d'un aigle bicéphale. Une grande partie du plafond est recouverte d'impressionnantes fresques encore visibles. Aujourd'hui, il peut être visité comme centre d'accueil touristique et comprend un musée consacré aux coutumes ancestrales de la commune, comprenant des modèles et des informations sur la chasse, la pêche, l'agriculture et les utilisations traditionnelles des ressources naturelles. La terrasse sur le toit, également accessible, offre une vue sur la forêt. Le palais est entouré de sentiers en bois qui permettent de faire un tour circulaire à travers la forêt, notamment la lagune d’El Acebrón.

### Fêtes locales typiques
Almonte compte de multiples festivités locales, la grande majorité liées à l'espace naturel de Doñana et aux traditions qui se déroulent sur tout le territoire, depuis la plage au sud jusqu'à la ville au nord. Certaines d’entre elles s’appuient sur des usages et coutumes qui remontent à l’époque tartessienne. On trouve ci-dessous les fêtes les plus typiques de la commune, classées par ordre d'ancienneté.

#### Pèlerinage d'El Rocío
Il s'agit d'une fête populaire d'Almonte considérée Fête d'intérêt touristique international par le Ministère du Tourisme depuis 1980, dans laquelle se rassemblent plus d’un million de personnes, parmi lesquelles se rencontrent les pèlerins de les plus de cent vingt confréries filiales nationales et internationales. Ils parcourent divers chemins des différents points du monde, beaucoup d'entre elles à pied ou à cheval, pour atteindre le hameau d'El Rocío, où se trouve le temple avec la sculpture de la Vierge d'El Rocío (œuvre gothique anonyme du XIIe siècle), cataloguée, ainsi que le pèlerinage, comme bien d'intérêt culturel national. Cet essor des visiteurs au niveau international s'est intensifié au cours des années 1960 et a culminé avec la visite du pape Jean-Paul II en 1993. Depuis 1983, face à un événement d'une telle ampleur, le Plan Romero a été exécuté, avec le participation de la mairie d'Almonte, la Junte d'Andalousie et de la Hermandad Matriz (cofrérie majeure), de manière synchrone à Huelva, Cadix et Séville, mobilisant plus de 6 000 professionnels dans les domaines de la sécurité et de la santé et utilisant des technologies telles que AML et GPS et faisant de ce dispositif l'un des plus chers d'Europe. Des exemples de certaines de ces confréries sont Madrid (1961), Barcelone (1969), Tolède (1986), Valence (1991), Gijón (1998), Santa Fe (Argentine) (1993), Clare (Australie) (1996) et Bruxelles (2000). Au-delà de la ferveur religieuse, il convient de souligner le grand intérêt culturel et récréatif que suscite ce pèlerinage, unique dans son dernier tronçon de route, qui se déroule à travers le parc national de Doñana. Le pèlerinage dure une semaine pour les habitants d'Almonte, avec deux jours de plus grande splendeur : le mercredi, jour où la Hermandad Matriz et une partie de la population locale et nationale font le voyage d'Almonte à El Rocío. Le lundi nuit a lieu le populaire Salto de la Reja (saut de la clôture) et où le saint patron d'Almonte, la Vierge d’El Rocío parcourt les rues sablonneuses du hameau homonyme, jusqu'à midi, où tous les confréries subsidiaires l'attendent avec une grande joie avec leurs étendards. La vierge repose sur les épaules de quelques citoyens d’Almonte.

#### Saca de las Yeguas

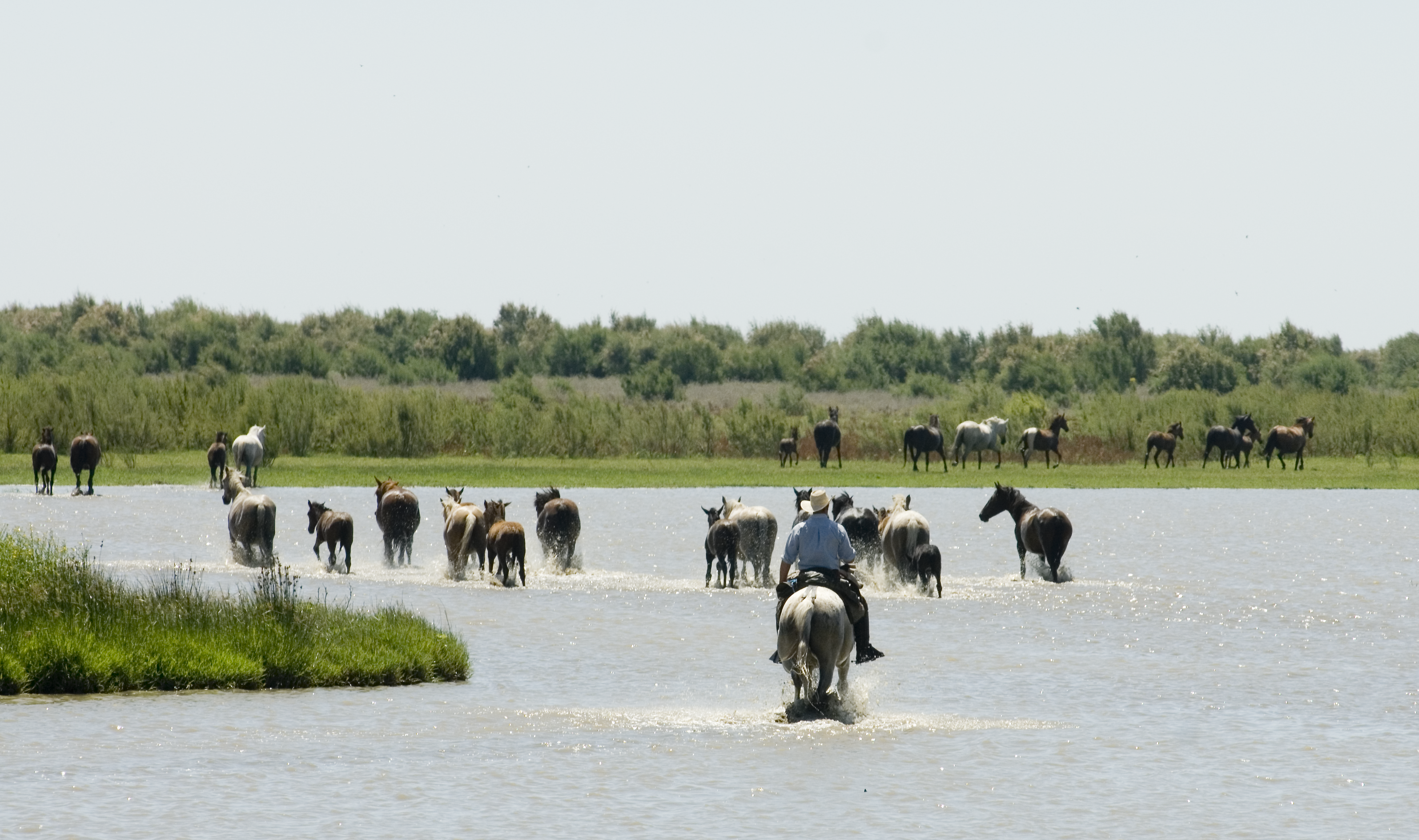
Capture d'équidés semi-sauvages à Almonte

Avec le Pèlerinage d'El Rocío, c'est l'une des traditions les plus éminentes de la commune, ainsi que l'un des événements les plus anciens et populaires organisés à l'échelle nationale. Elle est célébrée depuis plus de 500 ans, des siècles avant la création de Doñana. Conçu à l'origine comme un événement consacré à l'élevage, il a lieu chaque année à la fin du mois de juin dans la commune, généralement le 26 et précède la Feria d'Almonte, également liée autrefois à l’élevage. Cette célébration est divisée en 5 phases principales : 1. Capture et organisation des équidés dans le parc national : les cavaliers partent à la recherche des équidés semi-sauvages dans différentes zones de l'intérieur de Doñana aux premières heures du 26 juin. Dans des conditions normales, ils arrivent à rassembler plus d'un millier d’équidés, parmi lesquels des chevaux, des juments et des poulains. 2. Défilé de troupes à travers le hameau d'El Rocío : en fin de matinée, ils défileront en troupes à travers le hameau, où ils seront exposés au public et présentés symboliquement à la Vierge par le prêtre du temple. 3. Sesteo : une fois exposés au hameau, les chevaux partent à pied pour leur voyage de 15 km jusqu'à Almonte. Une fois arrivés dans la forêt de pins au sud de la ville, ils s'arrêtent pour se reposer et s'organisent en groupes à côté du ruisseau Santa María. 4. Défilé à travers Almonte : quelques heures plus tard, le bétail passera par les rues d'Almonte (vers 19 heures), où il défilera également dans les rues et sera conduit vers l'enclos d'élevage Huerta de la Cañada, au nord de la ville. 5. Séjour à l'enclos du bétail : une fois à l'enclos, a lieu ce qu'on appelle la tusa (tonte), où l'on nettoie, coupe les crinières et soigne les chevaux pour les vendre au public. Après cinq jours, ils commencent le voyage de retour vers le parc national au sud-est de la commune.

#### La Venue de laVierge
Depuis 1589, la Vierge d'El Rocío est transportée à Almonte lors d'un voyage aller-retour tous les sept ans, restant à Almonte pendant neuf mois jusqu'à ce que, une fois de plus, les habitants d'Almonte l'emmènent à El Rocío, sa lieu d'origine. Durant son séjour à Almonte, la Vierge participera à une tournée dans les rues de la ville, qui seront décorées pour l'occasion d'arcs, de lumières et de fleurs blanches. Ces décorations (qui entourent les rues centrales par lesquelles la Vierge passera) sont réalisées et placées par certains habitants du quartier environ un an avant la venue. Cette préparation de la ville pour accueillir le saint patron est une tradition qui, grâce au fait qu'elle a été transmise de génération en génération, continue à être réalisée de manière altruiste et par simple dévotion ou par loisir. Il y a presque 50 transferts documentés à ce jour

#### El Rocío Chico
Littéralement « le petit Rocío », c'est une fête célébrée le 19 août, commémorant l'intercession supposée de la Vierge dans le contexte de la Guerre d'indépendance espagnoleEn 1810, le transfert de la Vierge d’El Rocío à Almonte a lieu en prévision de l'arrivée imminente dans la commune de près de 1 000 troupes napoléoniennes, en représailles à l'exécution d'un capitaine et de cinq soldats français à Almonte. Cette invasion n'eut jamais lieu et les français se retirèrent à quelques kilomètres d'Almonte. En 1813, un vœu est créé avec une messe célébrée à El Rocío chaque 19 août, en commémorant l’événement. Pour plus d'informations, consultez la section historique.

#### Foire d'Almonte
En 1872, la Foire de Saint Pierre fut officiellement enregistrée, célébrée entre août et septembre jusqu'en 1896, date à laquelle elle fut avancée à juillet pour coïncider avec le jour dudit apôtre, saint patron de la ville. La foire d'Almonte se déroule depuis 1901 dans le parc municipal d’El Chaparral, avec une superficie de 31 120 m2 et une triple arche à l'entrée construite dans les années 1970, avec des zones d’albero, herbe et pavées (c'était le premier terrain de la province à utiliser exclusivement pour une foire). La foire commence traditionnellement la semaine suivant la Saca de las Yeguas, mettant en évidence ses origines d'élevage, ayant son jour de plus grande splendeur le jour de l'ouverture, normalement avec une personne célèbre, comme Rocío Juradoou José Manuel Soto. Le dernier jour de la foire, qui tombe toujours un lundi, est un jour férié local et une corrida est organisée près de l'enclos à bestiaux. Cet événement attire généralement des gens des villes voisines telles que Huelva, Séville, Niebla, Bollullos del Condado, La Palma del Condado, Rociana del Condado et Hinojos, surtout le week-end. Les corridas existent depuis le XIXe siècle.

#### Transition Festival

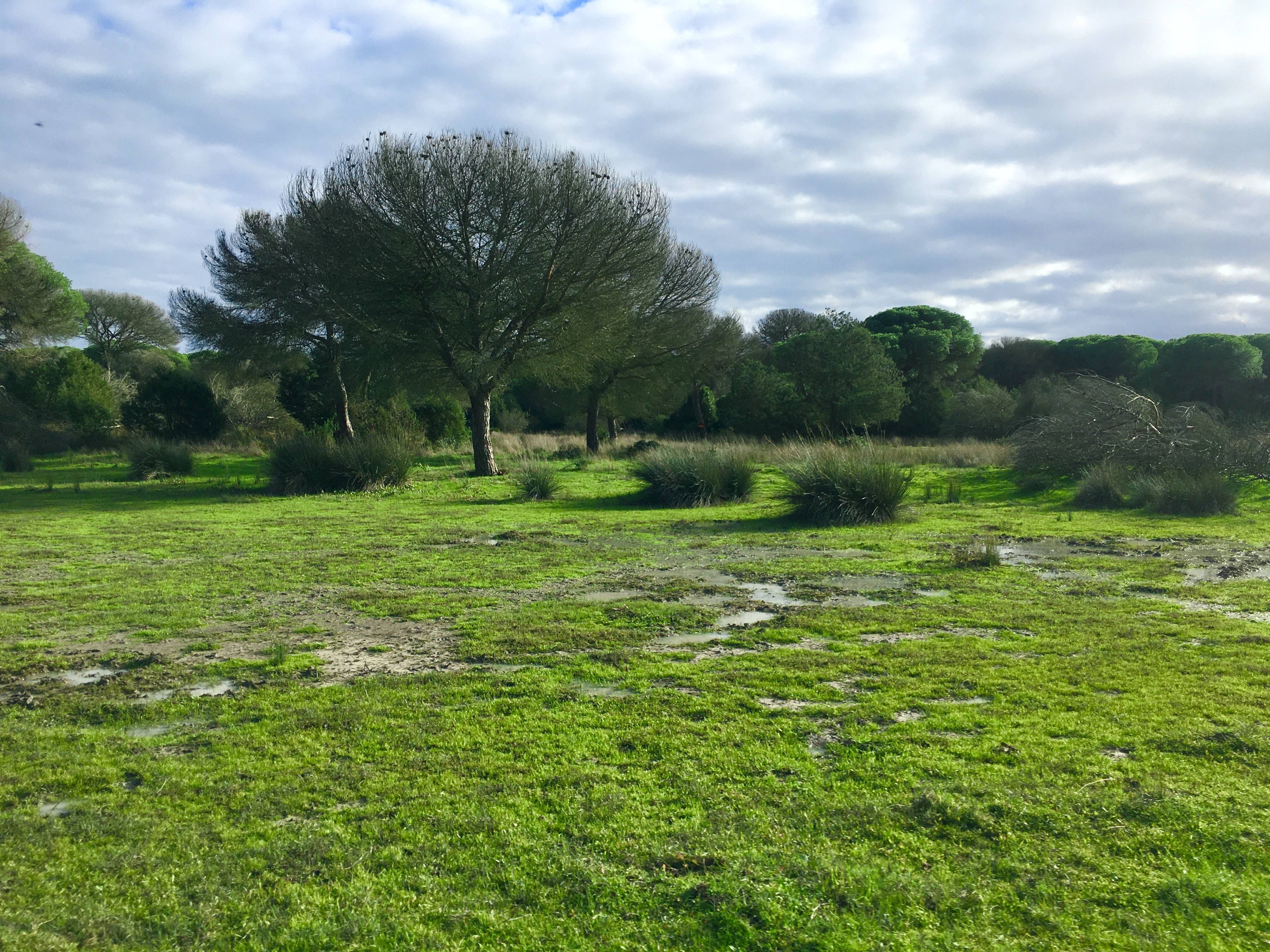
Zone de pinède à Almonte

Depuis 2011, une célébration unique est organisée à l'intérieur de la forêt près de Doñana, dans une zone de pinède à 4 km vers le sud-ouest de la ville d'Almonte. C'est un festival international de musique alternative qui rassemble des milliers de personnes de différents pays, dans une atmosphère unique pleine de nature, lumières, couleurs, danse et détente. Le festival comprend une piste principale, une autre alternative, un marché, une zone d'ateliers et une zone de camping. Elle a généralement lieu en mai et, à cette époque, on peut souvent voir des groupes de familles hippies, des gothiques et d'autres minorités et étrangers visiter Almonte et garer leurs caravanes et fourgonnettes les plus diverses.

#### Noël
Ce qui distingue la célébration de la journée des Rois mages à Almonte du reste du monde est la participation des chameaux grâce à l'association écologiste Aires Africanos, qui est située dans le Parque Dunar, à la zone ouest de la ville côtière de Matalascañas. Pascual Madoz avait déjà répertorié ces animaux qui avaient été introduits à Almonte dans les années 1830, bien qu'ils aient été retirés au XXe siècle. Les Rois mages apparaissent sur les plages de Doñana à dos de chameaux et défilent le long de la plage, tandis que trois autres camélidés le font habituellement dans les rues d'Almonte, précédant le cortège successif de cavalcades thématiques. La partie la plus traditionnelle est représentée par les soi-disant zambombás, des réunions dans divers lieux où l'on joue des instruments traditionnels accompagnés de chants de flamenco ou de Noël. Ils ont tendance à se produire plus fréquemment à El Rocío. Un autre grand événement qui caractérise la commune et qui attire les usagers des villes adjacentes pendant la période de Noël est le parc d'attractions qui s'installe dans le parc El Chaparral, dans la zone est de la ville. L'attraction principale de cet événement est une patinoire de plus de 420 m2, couverte par un chapiteau, accompagnée d'une décoration attrayante de lumières de Noël, de diverses attractions et de stands de restauration.

### Établissements culturels
Dans les trois centres urbains de la commune, on trouve une série de complexes de création récente parmi lesquels il y a des bâtiments anciens qui ont été restaurés complètement au cours des années 1990 et 2000 et qui jouent actuellement un rôle de premier plan. Le principal centre éducatif de la commune, l'I.E.S. Doñana, en collaboration avec l'administration municipale, a lancé un projet intitulé Almonte Uncovered qui consiste en la promotion touristique de diverses établissements culturels de la part des élèves qui expliquent en trois langues différentes (espagnol, anglais et français) les différents bâtiments et monuments. Ces explications apparaissent dans une vidéo sur un code QR installé à chaque établissement. Un total de 5 points touristiques ont été inclus jusqu'à présent : la cité de la Culture, le musée du Vin, la mairie, le rondpoint de Las Yeguas (au centre de la ville) et l’église.

#### La Cité de la Culture
Il s'agit d'un espace de 6 445 m2 situé dans la zone nord de la ville. Il a été inauguré en 2011 et occupe le site d'une ancienne cave appartenant au Comte de Cañete. D'un périmètre de 396 mètres, il comprend 5 bâtiments couverts, le reste de l'enceinte étant un espace extérieur pavé décoré d'illustrations, bancs, lampadaires et plantes. Ces cinq établissements comprennent :

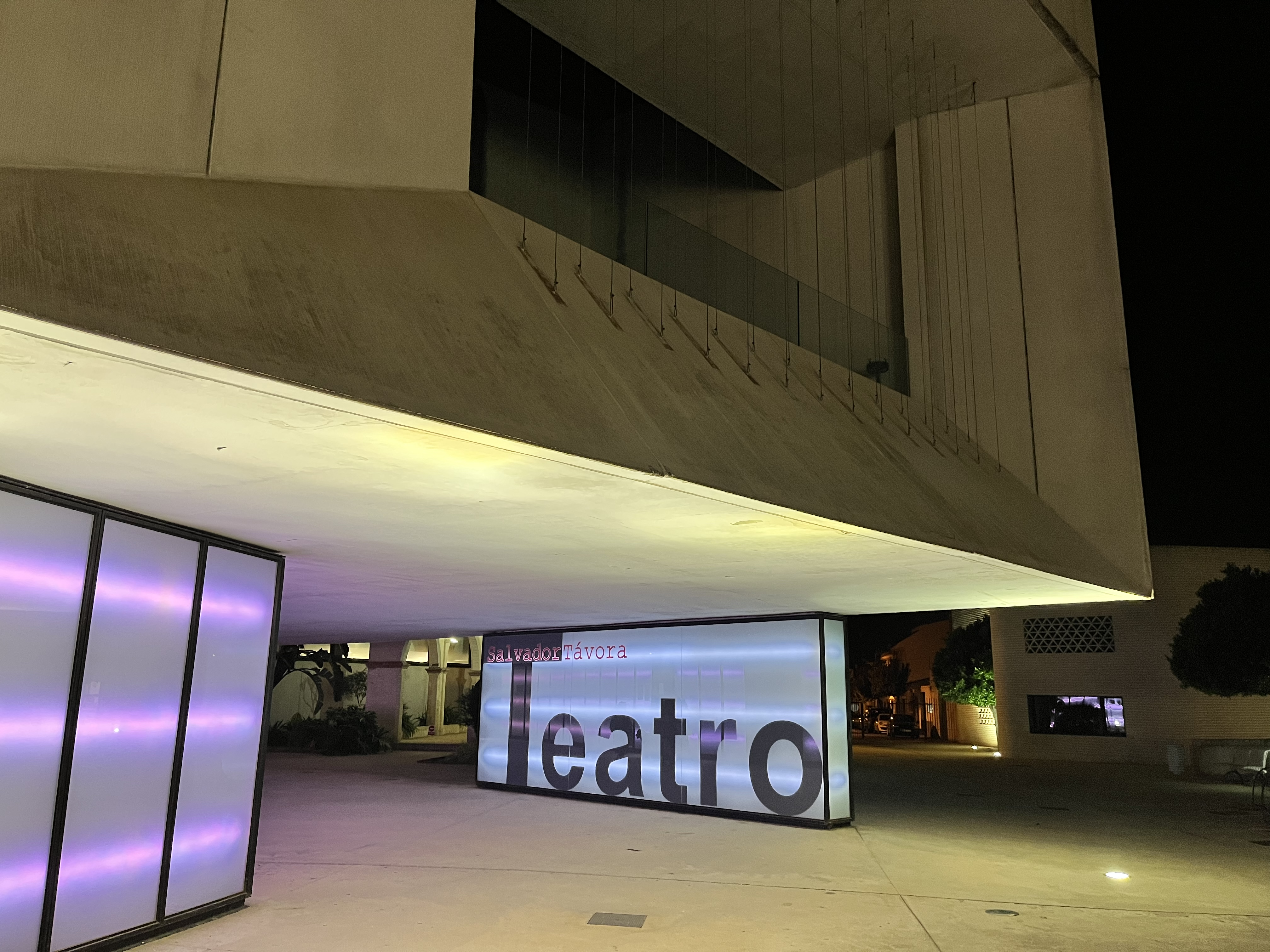
Vue de face du théâtre d’Almonte, avec la terrasse extérieure au deuxième étage

- Théâtre Salvador Távora, un bâtiment conçu par l’architecte grenadin Juan Pedro Donaire Barbero[147]et inauguré par l’acteur sévillan Salvador Távora, qui a une capacité de 512 places, occupant la 2e place au niveau provincial en termes de capacité[148],[149]. Cette salle accueille des événements ou des représentations de projection nationale, ayant été visitée par des ministres du gouvernement espagnol[92] et des acteurs de renom, tels que Pablo Carbonell[150],[151], Lola Herrera[152], María Castro ou Gorka Otxoa[153]. À l’écart de l’auditorium, il y a un espace clos pour les expositions et un café avec terrasse à l'étage supérieur.

- Centre culturel polyvalent église de Baler, c'est une réplique grandeur nature de 162,27 m2 de la célèbre église de Baler (Philippines), où les soldats espagnols se sont retranchés pendant la guerre hispano-américaine de 1898, pendant le soi-disant siège de Baler. L'un des survivants était José Jiménez Berro, un habitant d'Almonte. Il existe également une rue qui part de la place d’Andalousie vers le nord et qui est dédiée à ces soldats. La réplique a été inaugurée par la présidente philippine de l'époque, Gloria Macapagal-Arroyo, et sert de bureau administratif principal du complexe culturel. Dans ce centre a également été installée l'exposition permanente Las Caras del Mito (Les visages du mythe), qui met en lumière des faits intéressants sur la guerre coloniale et la participation des habitants d'Almonte.

- Bibliothèque publique Ana María Matute, d'une superficie d'environ 1 000 m2, qui occupe le site d'une ancienne cave et compte plus de 15.000 volumes. Il dispose de deux étages et d'espaces de lecture et d'étude ainsi que d'un accès Internet. À l'étage supérieur on trouve une salle à usage audiovisuel. La bibliothèque a été inaugurée par l'écrivaine elle-même.

- L'école des Arts Manolo Sanlúcar, inaugurée par le guitariste et compositeur gaditane du même nom, abrite l'école élémentaire de musique d'Almonte, ainsi qu'un espace pour plusieurs cours de guitare, chant, danse ou de peinture organisés par la mairie.

- Templete, un espace couvert à côté du théâtre qui occupe l'emplacement de l'ancien pressoir à vin de la cave, où les raisins étaient pressés. C'est le seul vestige du lieu d'origine, pour témoigner de l'utilisation de la cave.

#### Musée d'Almonte
Inauguré en 1999, Il occupe l'emplacement d'un ancien moulin à huile, le Molino de Cepeda, dans le centre-ville en face du Casino de La Paz et est destiné à montrer les usages et coutumes de la commune, y compris la culture de la vigne et de l'olivier, la farine et la tradition d'élevage et de foresterie étroitement liées à l'environnement du parc national de Doñana. Le bâtiment occupe une superficie totale de 1 000 m2 et est divisé en trois zones principales : le hall d'entrée, la cour et la nef centrale. Le hall d'entrée est un large couloir le long duquel on expose l'histoire d'Almonte, de la préhistoire à nos jours, avec des images, des textes et des maquettes. Ensuite se trouve la cour, avec des maquettes liées à l'élevage et quelques personnages illustres de la commune. Enfin, la nef centrale, de 500 m2, abrite différentes salles consacrées aux usages agricoles traditionnels et à l'histoire de la commune, avec des maquettes de la mairie, des caves et des moulins à huile, du centre urbain et des cathédrales éphémères au fil des ans. Au fond de la salle se trouve une exposition qui montre l'évolution de la sculpture de la Vierge d’El Rocío au fil du temps, depuis son état d’origine au XIIIe siècle. La vaste collection ethnographique se concentre particulièrement sur la symbiose entre l'environnement urbain et naturel et est divisée en trois blocs : la côte et le marais (élevage, chasse et pêche), l'agriculture d'Almonte (céréales, vignes et oliviers et habitations agricoles traditionnelles) et la sylviculture (apiculture, charbon de bois, production et transformation d'essences, principalement de pin et d'eucalyptus, collecte de pignons et de bois).
De même, il expose une vaste collection liée à El Rocío, notamment des répliques à l'échelle du monument des grands-mères d'Almonte (dont la version originale se trouve dans la zone est de la ville) ou de la cathédrale éphémère qui est construite tous les 7 ans sur la place central à l'occasion de la Venue de la Vierge.

#### Musée du Monde Marin
En 2002, le premier complexe touristique durable d'Espagne a été inauguré à la ville côtière de Matalascañas, avec la collaboration de la mairie d'Almonte et de la Junte d'Andalousie, avec la plus grande collection de squelettes de cétacés d'Europe et dont l'attraction principale était l’tÉco-sphère, dont il y avait très peu d'exemples en Europe. Il s'agit d'une sphère de verre scellée conçue par la NASA pour des expérimentations spatiales avec un écosystème autonome à l'intérieur, composé principalement de diverses espèces d'algues, crevettes et bactéries. Le musée a eu un investissement total de plus de 20 millions d'euros et était composé de 6 salles principales contenant: le seul squelette complet d'orque en Europe ainsi que 12 autres squelettes de mammifères, une réplique grandeur nature d'un voilier et la plus grande collection de coquillages et de mollusques du pays. Il a été le premier musée d'Andalousie et le deuxième d'Espagne à obtenir les certificats d'approbation de qualité ISO 9001 et ISO 14001, le drapeau de l'Association Espagnole de Normalisation et de Certification et a également été membre fondateur du Réseau d'Espaces Scientifiques et Techniques d'Andalousie et de la Fondation Descubre. Il proposait des visites guidées par des biologistes et disposait d'une salle dédiée à la navigation, ainsi que d'une boutique réalisant un chiffre d'affaires moyen de 130 000 € par an. Il a reçu en moyenne 50 000 visiteurs par an et a fermé ses portes après les élections locales de 2011, sans que le nouveau conseil n'attende une subvention de la Junte pour atténuer la crise à laquelle il était confronté. À la suite d'un accord avec le CSIC, tout le contenu, à l'exception d'un modèle de baleine, a été transféré à Séville. En 2023, après la réélection de Francisco Bella, qui était au pouvoir lors de l'ouverture du centre, le gouvernement local a annoncé la future réouverture des installations, dont la phase initiale serait de le restaurer comme un centre de développement numérique.

#### Musée du Vin
Le musée du Vin d'Almonte (MUVA) est un espace de plus de 1 000 m2 inauguré en 2014, dont la construction a commencé une décennie plus tôt, profitant de l'ancienne cave du XIXe siècle appartenant aux frères Escolar, pionniers de l'innovation technique en vinification. Cette rénovation, après l'acquisition de la cave par la mairie, a été l'une des plus ambitieuses et coûteuses de la commune, réussissant à unir tradition et modernité. Le musée propose des visites guidées, un restaurant, une boutique et des dégustations. Au cours de 5 séjours différents, les vins d'Almonte sont promus et diffusés, ainsi que leur histoire et leur processus de production.
- Cour centrale

Il s'agit de la partie extérieure du complexe, d'une superficie de 280 m2, qui donne accès au musée et au restaurant. Il comprend généralement des tables extérieures pour la dégustation et l'échantillonnage, ainsi qu'une structure décorative centrale constituée de bouteilles de vin. Cet espace abritait autrefois le pressoir à vin de la cave, les salles de fermentation et de stockage, la zone de vieillissement et le laboratoire, ainsi que la zone d'embouteillage et d'expédition. De grandes charrettes et remorques étaient utilisées pour le traitement et le déchargement des raisins. Une fois passé le patio, on accède à un espace d'accueil couvert qui donne accès à la cave à vin. 
- Cave

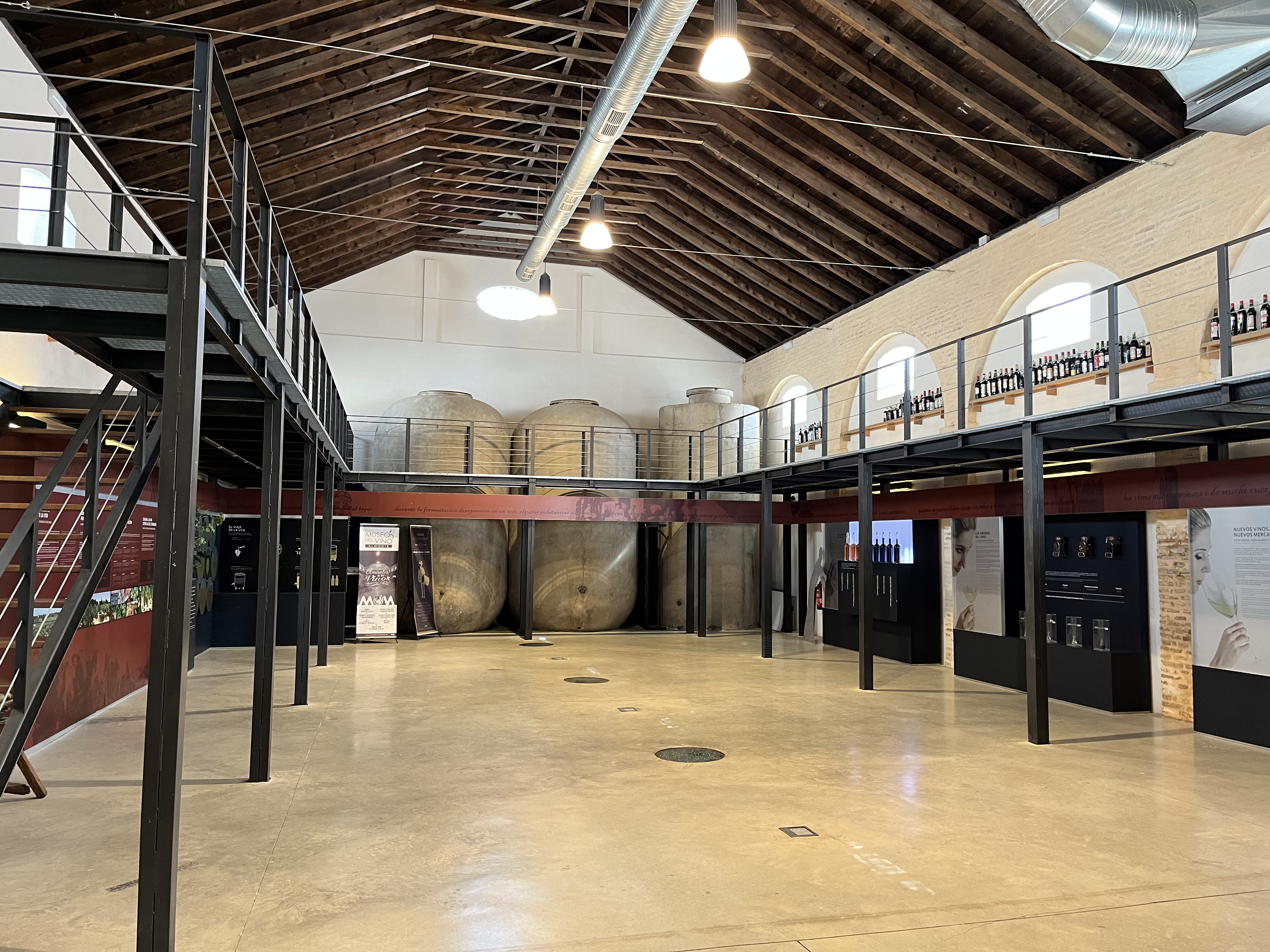
Intérieur de l'entrepôt du MUVA

Il s'agit de la zone intérieure principale, divisée entre une zone fermée qui stocke les fûts de chêne américain et une autre zone accessible dont les murs sont décorés d'images détaillant le processus de récolte et de transport du raisin. Il contient des reliques telles qu'une balance en fer massif d'une capacité de 2 tonnes, un alambic ancien, des poulies, etc.
- Magasin

Grand entrepôt avec boutique et exposition de produits d’Almonte, dont le vin d'orange et Raigal (premier vin mousseux d’Andalousie, créé en 1992), avec des vitrines sensorielles aromatiques et trois des 18 fûts d'origine, chacun d'une capacité de 1 000 litres et une finition en ciment chromé.

#### Musée d’El Rocío
Situé dans la zone sud-est du hameau d’El Rocío, de l'autre côté de l'ancienne route A-483, cet espace se concentre particulièrement sur la combinaison du paysage naturel et de l'histoire du pèlerinage, l'un des principaux ceux du monde. Il s'agit d'un terrain de 12 500 m2, dont 2 126 m2 sont occupés par le bâtiment du musée. Il a été cofinancé par le conseil municipal, la Junte d'Andalousie et les FEDER et proposé, en partie, par la Commission Internationale d'Experts de Doñana. Il se compose de 9 salles principales et de deux patios intérieurs, dont une salle d'expositions temporaires. Comprend des peintures murales explicatives, des maquettes et des éléments originaux sur l'espèce locale protégée du cheval Marismeño et ancêtre de la race américaine Mustang, l'artisanat et l'architecture locaux, également exportés en Amérique et l'influence du l'architecture de l'Ouest américain, le pèlerinage et autres usages et coutumes ancestrales.

#### Centre international d'études et de conventions écologiques et environnementales
Dans le cadre du plan de durabilité promu depuis la fin des années 1990 par la commune, la mairie a acquis en 1997 l'ancienne cave José María Reales, de 4 887 m2 et a entamé une rénovation ambitieuse pour y installer l'un des bâtiments de référence actuels au niveau provincial, le CIECEMA.Il se compose de deux étages et d'une superficie totale de 7 000 m2, dont 2.000 sont occupés par l'observatoire astronomique Juan Pérez Mercader et l'association thérapeutique locale La Canaliega. Il comprend une grande salle de conférence et une autre salle d'exposition, une cour intérieure, divers séminaires, salles de classe et bureaux, ainsi qu'une grande cour centrale à portiques.

#### Pinacothèque
Cette galerie d'art a été inaugurée en 2005à l'initiative conjointe de la mairie, du peintre surréaliste et avant-gardiste cubain Jorge Camacho, de Juan Bautista Cáceres (propriétaire de l'entreprise de gestion culturelle Ladrús qui en deviendra le directeur) et des frères Galindo Faraco. Elle est située dans la zone nord du centre urbain, à l'intérieur du vieille ville, dans la rue El Cerro, au nord-est de l'église. Elle se compose de trois salles, une pour l'exposition permanente et deux temporaires. La salle principale, au rez-de-chaussée, abrite l'exposition permanente de Jorge Camacho, avec une grande partie de son testament de 1968 à 2009, influencée par le paysage d'Almonte, plus précisément les environs du Doñana. Cette œuvre a une approche mystique et une grande utilisation de la couleur pour représenter les paysages naturels de la commune. La pinacothèque a été rouverte le 30 janvier 2025, tout comme le musée et d'autres installations culturelles restées fermées pendant les législatures après 2011. Les gouvernements locaux et régionaux ont assisté à l'événement. Pour cette réouverture, l'exposition temporaire de l'œuvre « Rêve Récurrent » du peintre et sculpteur abstrait Víctor Pulido a été présentée. La salle permettra une utilisation pédagogique pour l'école des peintres et les différents centres pédagogiques.

#### Musée du littoral de Doñana
Situé dans le Centre d'Interprétation de la ville côtière de Matalascañas et populairement connu sous le nom de Museo de la Torre Almenara, il s'agit d'une ancienne tour de surveillace restaurée en musée en 2001 et située à quelques mètres de la plage à côté du rond-point du Soleil et de la Rue Bleue, dans le secteur Nutria, à Matalascañas. Il se compose de plusieurs étages et de 3 modules muséaux principaux: l'un dédié à la Falaise d'Asperillo (la plus haute dune fossile d'Europe et Monument Naturel d'Andalousie avec une reproduction à l'échelle de celle-ci, avec des terrariums et des panneaux. Un autre extérieur l'entoure avec une exposition botanique des plantes les plus représentatives d'Almonte, parmi lesquelles le genévrier commun, presque éteint dans la région, et des spécimens de la tortue mauresque, également menacée. Le troisième abrite une boutique d'artisanat et de nature, avec un point d'information et de vente d'itinéraires à travers Doñana. Il dispose également de reproductions d'animaux, de maquettes et de vitrines et propose des brochures en plusieurs langues et des visites organisées. Enfin, il y a un point de vue au point le plus élevé d'où vous pouvez voir la côte et le parc national de Doñana. Il dispose d'un grand parking attenant[réf. nécessaire].

#### Musée de la Forêt
Il s'agit d'une petite portion protégée d'environ 60 hectares au km.8 de la route qui relie Almonte au hameau d'El Rocío. En plus du paysage naturel indigène, il y a une ferme scolaire installée dans cette zone, le centre d'interprétation du lynx ibérique, avec diverses salles audiovisuelles destinées au grand public et aux visites scolaires organisées, et une autre pour le pin parasol, qui comprend une pinède coffre de dimensions énormes dont l'intérieur peut être visité. Il existe également un parc aventure entièrement intégré au milieu naturel, avec 162 structures suspendues dans les arbres, certaines mesurant plus de 8 mètres de haut, qui comprennent des filets, des ponts de secours, des anneaux, des barres et passerelles d'équilibre, des tyroliennes et diverses places thématiques.

#### Centre culturel de la Ville
Il occupe la place de l'ancien ermitage de Saint Jacques (XVe siècle aujourd'hui démoli, dans le parc Fuente de las Damas, à la zone ouest de la ville, qui servait de point de contrôle d'accès à la ville lors des épisodes épidémiques. C'est le siège de la fanfare municipale d'Almonte et permet de multiples usages, normalement des présentations de livres, des conférences, des expositions de peintures, des réunions d'orchestre et des répétitions, avec une capacité de 120 personnes. Avec plus de 2 000 volumes, il abrite la plus vaste collection bibliographique de la commune sur Doñana, El Rocío et la province de Huelva, comprenant des livres épuisés et des exemplaires uniques. Cette collection a été préparée avec la collaboration de l'Association de bibliophilie et d'art d’Almonte.

### Littérature
Almonte a commencé à se démarquer dans le domaine littéraire grâce à Antonio Martín Villa, un écrivain du XIXe siècle qui occupait le poste de recteur de l'Université de Séville. Il a rédigé une revue historique de cette institution et a également contribué à la poésie, avec des apports à des ouvrages de différents auteurs, dont Félix José Reinoso. Dans ce même siècle, il convient également de souligner Lorenzo Cruz, écrivain, professeur et historien d'Almonte. Il a consacré une partie de son travail à l'analyse de l'œuvre de Cervantes et a énormément contribué à l'enregistrement des événements importants de l'histoire de la commune. Il a un buste qui lui est dédié sur la rue Avenida de los Cabezudos, dans la zone ouest de la ville.
Dans le domaine de la poésie, il convient de mentionner María Castilla, qui, dès l'âge de 13 ans, cultivait un recueil lié au environnement de Doñana dans lequel elle a grandi. Elle a remporté divers prix de poésie locaux, dont le 2e prix en 1995 pour son ouvrage Muda Nota. Rocío Blanco a été aussi une poète influencée par les frères Machado. En ce qui concerne la poésie lyrique pour enfants, il convient de mentionner María Endrina, enseignante et écrivaine qui a occupé le poste de directrice de l'école de Los Cabezudos. Elle a combiné son travail avec son passe-temps principal, en écrivant de courts poèmes sur sa ville et dédiés aux enfants, dont beaucoup font référence à la période d'après-guerre.
En 1995, la mairie a publié le premier numéro de ce qui serait une collection qui, dix ans plus tard, a dépassé les 100 exemplaires intitulée Cuadernos de Almonte. Ceux-ci visaient initialement exclusivement à offrir une perspective historique de la commune, mais au fil du temps, des travaux axés sur d'autres aspects pertinents tels que l'art, la gastronomie, la littérature, etc. ont été publiés. Ils servent également à diffuser les projets de recherche des étudiants universitaires boursiers par la mairie. Chacun de ces cahiers a une couleur de couverture différente selon le thème, les séries étant verte (histoire), magenta (littérature), jaune (gastronomie), bleue (gestion administrative) et orange (peinture). La série bleue comprend tous types de données détaillées sur les budgets, les récompenses, les postes, les travaux et autres aspects liés à la gestion municipale.
Depuis la seconde moitié du XXe siècle, Almonte continue de compter des figures marquantes dans la contribution de la commune à la littérature. Domingo Muñoz Bort est historien, vulgarisateur, écrivain et archiviste, directeur du Centro Cultural de la Villa, qui a publié des dizaines d'ouvrages historiques et a participé à l'édition et à la coordination de la collection Cuadernos de Almonte susmentionnée. Alfonsa De Almonte, écrivaine et responsable de presse de la mairie, a publié plusieurs ouvrages de littérature jeunesse et a également coordonné une grande partie de ladite collection.
Au niveau du roman, il convient de mentionner Juan Villa, écrivain et critique littéraire qui a publié diverses nouvelles, romans et essais pendant plusieurs décennies, en soulignant le roman Crónica de las Arenas, qui se déroule à Almonte pendant l'après-guerre. D'autre part, Rocío Castrillo est l'une des auteurs les plus connues, avec des ouvrages primées au niveau national, telles que Una Mansión en Praga (Discoverbooks ; 2013), Ellas y el Sexo (Ed.: Pigmalión ; 2014), En el Fin de la Tierra (CreateSpace ; 2016). Son ouvrage le plus récent et controversé est 151 Cuchilladas, une analyse exhaustive du « Double Crime à Almonte ».
Almonte continue d'organiser différents concours littéraires, comme le concours de nouvelles, organisé par le Centre d'Information Jeunesse de la mairie. Les jeunes entre 14 et 30 ans y participent généralement et deux histoires sont récompensées chaque année, dans les catégories A et B. Le Centro de Estudios Rocieros, organisme et point de référence pour la recherche et la diffusion culturelle dans la commune, joue également un rôle clé dans le domaine littéraire, dirigé par les frères Gallardo, compositeurs qui ont compilé plus de quarante poèmes sur les thèmes sur El Rocío dans l'anthologie Por Los Senderos del Alma.

#### Almonte dans l'imaginaire populaire
En raison de la grande influence culturelle et de l'intérêt naturel et paysager que la commune projette, de nombreux auteurs s'en sont inspirés pour développer leur ouvrage littéraire au cours des siècles passés et, plus récemment, également musicale, cinématographique, photographique, etc.
Des écrivains tels que Luis de Góngora, Juan Ramón Jiménez, Rafael Alberti, José Manuel Caballero Bonald, Fernando Villalón ou Alfonso Grosso décrivent les paysages de la commune. Platero et moi comprend le chapitre 47, intitulé El Rocío et aussi un personnage d'Almonte, le vétérinaire Darbón, et le poème Fable de Polyphème et Galatée comprend également des références à divers paysages d’Almonte. Plusieurs auteurs de la ville mentionnés ci-dessus, comme Juan y Águeda Villa et Juan Francisco Ojeda, ont publié en 2015 un cahier de paysage intitulé Doñana, el paisaje relatado, dans lequel ils analysent la relation entre le paysage naturel privilégié de la commune et les émotions et l'inspiration qu'ils génèrent dans tous les domaines artistiques.
Actuellement, de nouvels ouvrages qui utilisent les références culturelles de la commune pour se développer continuent à apparaître, comme le roman historique Alhaja de l'auteur madrilène Ángel De Frutos Acevedo, qui raconte l'histoire d'une femme qui quitte Almonte dans les années 1920 pour changer de vie dans une autre ville ou le roman noir et satirique Un Hombre Lobo en El Rocío de Julio Muñoz Gijón, qui réalise une analyse sociale pointue du contraste entre tradition et modernité. Un autre auteur madrilène, Max Arel, a publié Cuentos de la Marisma de Doñana, un ouvrage de réflexion qui se déroule sur la côte d'Almonte.

### Cinéma
Almonte, grâce à son vaste et diversifié territoire municipal, a servi de lieu de tournage pour une multitude de longs-métrages, courts-métrages, documentaires, vidéoclips, programmes et concours, en particulier la plage de Matalascañas, les dunes du Doñana et El Rocío.

#### Films tournés à Almonte
Certains longs métrages acclamés qui ont été tournés dans la commune incluent L'Histoire Sans Fin, Lawrence d'Arabie, qui a été tourné dans les dunes de Doñana. Le Lion et le Vent, avec Sean Connery, ou les deux longs-métrages western spaghetti avec Clint Eastwood : Le Bon, la Brute et le Truand et Pour une poignée de dollars, avec des scènes tournées à El Rocío. La série télévisée The Walking Dead a également été tournée en Andalousie, montrant les minibus tout-terrain typiques qui visitent le parc national de Doñana depuis le centre d'accueil des visiteurs de l'Acebuche à Almonte,.
Le film français Pour elle (2008) a été tourné dans la vieille ville d'Almonte et le hameau d’El Rocío, ainsi que le film néerlandais Abeltje. Également le film À Cœur Perdu (2009), de Carolina Hellsgård, tourné à Matalascañas.
Concernant le cinéma espagnol, certains films tournés dans la commune sont : Tenemos 18 años (1959), Canción de cuna (1961), Armas para el Caribe (1965), La Cólera del Viento (1972), Mi Bello Legionario (1977), Made in Japón (1985) o La Cruz de Iberia (1990). Le tournage le plus récent ayant eu lieu dans la commune est celui du film Te Protegerán Mis Alas, de Antonio Cuadri, sur l'immigration africaine à travers le Détroit de Gibraltar.
Une multitude de clips vidéo ont été filmés de la même manière dans la commune d'Almonte, dont Una Rosa es una Rosa de Mecano ou Agua Dulce, Agua Salá de Julio Iglesias.

#### Initiatives cinématographiques
Depuis plus de 20 ans, l'école d'animation d'Almonte forme des cinéastes, parmi lesquels les créateurs des personnages animés de Aventuras en Doñana, qui ont ensuite inspiré le film Félix et Cie (2009). Cet fil a remporté le prix Goya du meilleur film d'animation et a été produit par Antonio Banderas, qui a signé l'année précédente un accord à Almonte pour sauver le Lynx ibérique.
En 2001, Producciones Doñana S.L a également été créée, celle qui a produit une multitude d'œuvres audiovisuelles, dont le court-métrage « Hunger » (2011), par le réalisateur d'Almonte Mario De la Torre.
Almonte est inscrite au Andalucía Film Commission. Le Festival International du film scientifique et environnemental de Doñana existe également depuis 2010, dans le but d'utiliser le cinéma pour promouvoir l'environnementalisme. Le programme promeut de nouveaux cinéastes et forme des diffuseurs scientifiques, et les séances de cinéma scientifique ont généralement lieu au CIECEMA, à Almonte. Ce festival comprend un concours dans lequel un jury professionnel récompense les meilleures films.

### Musique
La musique traditionnelle est une force motrice de la culture d'Almonte depuis plusieurs siècles, étant particulièrement présente lors du pèlerinage d'El Rocío et basée sur deux aspects principaux : l'instrumental (avec le galoubet et le tambourin) et le vocal (avec la Sevillana Rociera d'une part et le fandango de l'autre). Plus récemment, ces styles ont fusionné et se sont diversifiés et de nouvelles tendances ont émergé comme la musique rock, la rumba ou la trance et la musique psychédélique sur lesquelles le festival Transition est basé.
Le tambourin est utilisé depuis des siècles, avec ses matériaux d'origine, bien qu'il ait subi des modifications pour améliorer le son. Celui d’Almonte a généralement un diamètre plus grand que le tambourin léonais et basque (environ 50 cm sur 80 cm de hauteur) et est généralement fait de contreplaqué avec une tête en peau de chèvre attachée avec un cerceau ou une sangle à chaque extrémité. La figure du tambourinaire est essentielle dans les fêtes traditionnelles de la commune et sa fonction principale lors du pèlerinage d'El Rocío est de diriger la procession de la Hermandad Matriz en interprétant le soi-disant Toque del Rocío (son d’El Rocío), une mélodie très caractéristique de la commune, très éloignée des accords typiques des chansons du genre. Il y a aussi le Toque del Alba (son de l’aube), qui est chantée à l'aurore, avant de continuer le chemin. Enfin, le Toque del Romerito (son du petit pèlerin) clôt la trilogie des sons de galoubet et tambourin traditionnelles d'Almonte. L'événement le plus important est la messe de la Vierge d’El Rocío, où des centaines de tambourinaires jouent à l'unisson selon des séquences traditionnelles et anciennes, également très différentes des battements de tambourins typiques d'Andalousie. Le musicien et compositeur espagnol Manuel Pareja Obregón a été co-fondateur de l'École de Tambourinaires d'Almonte, l'une des 6 principales d'Espagne, ainsi que le compositeur de la Salve Universal.
Le galoubet d’Almonte, comme d'autres instruments à trois trous, vient de la flûte grecque à chambre unique, bien qu'il existe également des peintures rupestres qui les représentent à l'intérieur des tombes étrusques. Il s'agit d'un tube d'environ 35 cm de long et 2 cm d'épaisseur qui fait office d'aéroducte, doté d'une bouche par laquelle l'air entre et d'une languette cylindrique fixée à sa base par laquelle ledit air passe pour être ensuite nuancé par la lunette. Cette languette est généralement en bois et amovible et la lunette comporte généralement une tôle. Les bois les plus typiques pour sa production restent le frêne, le laurier-rose, l'oranger, le citronnier et d'autres arbres indigènes de la commune. Pour finir, des matériaux provenant d'animaux comme la corne de taureau ont été utilisés. La note la plus basse atteinte par le galoubet est La. Il est tenu par l'extrémité avec les lèvres et repose sur l'auriculaire et l'annulaire et, pour certaines notes, sur le pouce. Ceux fabriqués avec des bois nobles (ébène, palissandre ou grenadille) atteignent généralement des prix très élevés.
Ce n'est qu'au Moyen Âge que la flûte et le tambourin ont commencé à être combinés, comme le montrent certaines scènes du manuscrit des Cantigas de Santa María utilisées depuis le XIIIe siècle siècle à la cour d'Alphonse X Le Sage, qui mentionnent déjà la chasse dans les bois de las Rocinas, comme détaillé à la section du Moyen Âge. Le Pèlerinage d'El Rocío est l’événement qui a favorisé le plus la modernisation et l’innovation en ce qui concerne ces deux instruments. Il existe divers instruments qui servent également d'accompagnement au galoubet et tambourin, comme la caña (roseau), les castagnettes, le cajón flamenco, la guitare et aussi les palmas. Aujourd'hui, la galoubet et le tambourin sont un bien immatériel du patrimoine historique andalou et continuent d'être un élément central de la vie quotidienne à Almonte. La fanfare municipale les utilise habituellement dans diverses représentations publiques et concertées et des neuvaines sont également souvent célébrées dans lesquelles ces instruments occupent généralement une place centrale.
En ce qui concerne le chant, Almonte a adapté et innové son propre style de sévillanes pendant des siècles, jusqu'à ce qu'il dérive vers les actuelles Sevillanas Rocieras, converties en l'un des sept palos officiels de ce genre. C'est un style plus mélodique avec des paroles généralement plus profondes et moins festives que celles de Séville, toujours en rapport avec le Pèlerinage d'El Rocío, la Vierge, le Doñana ou tout autre élément thématique d'Almonte. Certains titres bien connus qui sont souvent interprétés sont : Historia de una Amapola de Los Marismeños, Mírala Cara a Cara de Requiebros, Flores a Ella des frères Toronjo, Tiempo, Detente de Los Romeros de la Puebla ou Sueña la Margarita de Amigos de Gines.
La plupart des groupes et solistes les plus importants d'Almonte sont apparus dans la seconde moitié du XXe siècle et comprennent actuellement plus de trente artistes locaux de popularité et de genres musicaux différents. Les groupes les plus prometteurs sont Requiebros, composé de trois frères qui ont commencé leur activité au début des années 1980 et qui ont connu de multiples succès internationaux parmi lesquels Mi Huelva tiene una Ría, qui est devenu l'hymne officiel de la province de Huelva. Plus tard, certains de ses membres fondèrent le groupe appelé « Los de Almonte ». Un autre groupe remarquable est Senderos, apparu au milieu des années 1990 et composé des frères Gallardo et de Manuel Ramos, avec plus de 30 albums publiés et des chansons telles que Eso se Siente ou Nostalgia. À la fin de cette décennie, le groupe Varales émerge également, qui connaît également plusieurs succès avec son album Por Derecho. Dans le monde du rock, se distingue le groupe The Pink Pylon, fondé par Fran Báñez au milieu des années 2000 et qui a publié un EP en 2005 et un album en 2009, tous deux avec un titre homonyme et des chansons comme Old Blues, Dark Night ou Ice.
Quant aux solistes les plus actuels, il convient de souligner Chico Gallardo, chanteur, compositeur, guitariste et producteur de flamenco et de rumba qui a publié plusieurs singles et Macarena De la Torre, chanteuse et cantaora de projection nationale avec trois albums studio publiés à ce jour.
Almonte dispose d'une école élémentaire de musique, d'une école de flamenco, d'une école de danse et une fanfare. La ville a accueilli des concerts d'artistes tels que Julio Iglesias,Olé Olé, Rocío Jurado[réf. nécessaire], José Manuel Soto, Pastora Soler ou Chenoa. D'autres artistes moins connus, tant locaux que régionaux, se produisent généralement le week-end sur de petites scènes dans divers bars et pubs du vieille ville, ainsi qu'à El Rocío‚ et à Matalascañas en été.

### Gastronomie
Almonte a de nombreuses recettes typiques du régime méditerranéen, mais nuancées par l’environnement unique de Doñana, en particulier la comercialisation de la crevette rose et la coquille, ainsi que le ragoût de lapin ou de perdrix. Les produits et plats les plus caractéristiques sont:
- Alcauciles rellenos (artichauts farcis)

Il s'agit d'une recette d'artichauts farcis au jambon, à l'ail, à l'oignon, à l'œuf dur et au persil. Ils sont scellés avec de la chapelure et, après friture, ils sont cuits.
- Caracoles y cabrillas (escargot et otala de Catalogne)

Ils apparaissent généralement au printemps dans tous les établissements de la commune, notamment dans les tavernes et les restaurants dotés d'une terrasse extérieure. Ils sont servis directement dans une assiette. Les cabrillas sont généralement cuites à la tomate ainsi que dans d'autres sauces.
- Ragoût d'agneau

Il s'agit d'un ragoût d'agneau haché cuit avec des légumes, du pain et du vin. Il est généralement accompagné des abats eux-mêmes.
- Cocido Almonteño

Il s'agit d'un ragoût de pois chiches avec des haricots verts plats et de la citrouille, auquel sont ajoutés du poulet et d'autres accessoires du ragoût et du paprika doux, ce qui lui donne une couleur orange avec la citrouille et la tomate.
- Coquinas a la marinera (coquilles à la mer)

C'est un plat semblable au typique coquinas al ajillo, mais avec de l'oignon et de la tomate sautés, du colorant et du paprika.
- Maigre à la sauce de amandes

Il s'agit du poisson en filet ou en tranches assaisonnées, mijoté dans son propre bouillon et accompagné d'une sauce d'amandes frites, d'oignon, d'ail, de laurier et de vin. Il est généralement accompagné de pommes de terre ou de riz.
- Ensalada Rociera (salade d’El Rocío)

C'est un plat de tomates mûres en tranches assaisonné d'ail haché, de sel, d'huile, de persil et de tranches de jambon.
- Habas enzapatás

Fèves cuites principalement avec de l'ail, de la menthe pouliot et du sel. Ils sont particulièrement appréciés au printemps et en été.
- Hallullas

Ce sont des pains très fins, en forme de demi-lune soufflée, légèrement cuits et avec de multiples garnitures, généralement du pringá, morue, saumon, viande râpée ou du chorizo.
- Pan bazo

- Ragoût de perdrix

C'est l'un des plats de gibier les plus typiques. Les perdrix sont nettoyées, assaisonnées et ficelées. Ensuite, ils sont sautés en ajoutant du vin blanc et du paprika. Enfin, ils sont nappés de leur sauce dans une marmite couverte et sont généralement servis avec des frites ou du riz.
- Pezuñas (sabots)

C’est un dessert qui consiste en un morceau de gâteau à la pâte très légère en forme de sabot, baigné de sirop et fourré de crème pâtissière, le tout recouvert de crème de jaune grillé.
- Poleá (bouillie)

À Almonte, il est très typique d'ajouter du miel et des clous de girofle à ce dessert très typique.
- Revuelto de Matalascañas

La morue fraîche est dessalée et râpée, sautée avec de l'ail, de l'oignon et du laurier. On ajoute ensuite l'œuf battu et laissez cuire jusqu'à ce qu'il soit cuit en ajoutant le persil.
- Repápalos

Il s'agit de petites portions de pâte rhomboïdales composées de farine, levure, sel et d'eau, frites dans de l'huile d'olive. Ils sont ensuite généralement trempés dans du sucre, du miel ou du chocolat. Ils se mangent également seuls.
- Soupe d'oie à la guimauve

Il s'agit d'un plat de Oie cendrée haché et sauté, cuit avec de l'eau et des épices et servi sur du pain de mie imbibé du bouillon lui-même, en ajoutant des ingrédients tels que l'œuf, la menthe ou l'ail.
- Bœuf marismeña avec riz

C'est un plat de bœuf haché et frit auquel sont ajoutés des tomates et des carottes, du vin et des assaisonnements et laissés cuire. Il est généralement servi avec du riz, jusqu'au bouillon.
- Veau à la Rociera

Il s'agit d'un plat de boeuf marismeña mijotée dans du vin auquel sont ajoutées des boulettes d'épinards panées et frites et des pommes de terre.
- Gâteau Doñana

C'est le dessert par excellence de la cuisine d'Almonte. Ce gâteau est composé de crème fouettée et de gélatine et contient des figues séchées, pignons de pin, raisins secs, amandes, dattes, noix et du miel.
- Gâteau aux fraises d'Almonte

C'est un autre dessert typique qui, comme le précédent, se sert également d'une base de gélatine et de chantilly. Il contient du jus de citron et d'orange et de la confiture naturelle de fraises qui recouvre une base de génoise imbibée de sirop.
- Vin Raigal[211]

C’était le premier vin mousseux d’Andalousie, (créé en 1992), mais la varieté la plus populaire c’est le vin blanc sec, à partir du cepage zalema. Il a un degré d'alcool de 10,5 %. Il est doux en bouche et avec des tons verdâtres.

### Sports
Le climat relativement stable d'Almonte a fait de la commune un site incontournable pour les sports de plein air. Le conseil municipal et les différentes associations sportives locales consacrent une grande quantité de financement, de temps et d'efforts à la promotion du sport, permettant aux habitants de différents âges de participer activement et d'obtenir d'importants prix et reconnaissances, y compris des médailles d'or et argent aux niveaux national et international dans des sports tels que le duathlon, judo, cyclisme, boxe, motocrossou la gymnastique rythmique. D'autres disciplines remarquables sont liées au monde du cheval, l'un des grands moteurs de la commune, avec différents clubs d'équitation, d'attelage ou de location d'équidés pour explorer les paysages naturels,. De même, Almonte est la seule commune à l'est de la capitale avec une piscine olympique, située dans le complexe sportif de la zone nord, l'un des principaux de Huelva. En 2006, on comptait déjà 3 385 membres inscrits dans les différents centres sportifs de la commune. Les exploits sportifs d’Almonte sont généralement célébrés de temps à autre avec un gala sportif au cours duquel les contributions les plus significatives dans ce domaine important sont récompensées, comme celui qui s'est tenu le 7 février 2025, qui a récompensé 56 athlètes locaux dans plus de 13 disciplines.

#### Services publics sportifs
Quant aux centres sportifs publics, la commune en compte quatre principaux, deux à Almonte, un autre à El Rocío et le dernier à la ville côtière de Matalascañas. Le centre sportif municipal d'Almonte, de 43 561 m2, est situé sur la rue Avenida de la Juventud, à l'extrémité nord de la ville. Ce centre dispose de deux terrains de football, trois courts de tennis, une piscine olympique extérieure, une piscine couverte et une piscine extérieure pour enfants, une piste d'athlétisme et un stade couvert. Le deuxième complexe est le centre sportif Los Llanos, dans la zone sud, avec quatre courts de paddle-tennis, un terrain de basket-ball et un stade couvert. Dans ce même quartier se trouve un club de pétanque en plein air. En dehors de la ville, dans la zone sud, il y a un circuit de motocross et une piste d'aéromodélisme. Le troisième centre sportif, appelé Campo Municipal del Deporte, se trouve à El Rocío, au est. Il dispose d'une piscine de 25 mètres et d'une autre piscine pour enfants, quatre terrains de basket-ball, deux courts de paddle-tennis, un terrain de football et un bâtiment couvert. Dans le secteur privé, Almonte dispose de 4 gymnases,,. Trois d'entre eux à la ville principale et un quatrième à Matalascañas, une ville qui dispose également d'un club de parapente et paramoteur et plusieurs clubs nautiques et de pêche.
Diverses écoles de sport proposent des formations et des certificats à différents niveaux, comme l'école régionale de judo d'Almonte, qui offre le judo de niveau intermédiaire et supérieur. Les autres écoles de la commune qui dispensent des diplômes supérieurs sont : le football, le futsal, le basket-ball, le handball, l'athlétisme et le sauvetage aquatique. Depuis 1985, Almonte possède une équipe municipale de football (Almonte Balompié) avec une chemise et des chaussettes rouges et un short bleu. Cette équipe participe à la première division Andalouse et à la région préférentielle de Huelva. En 2024, la commune a accueilli le tournoi international de football de base Gañafote Cup, qui a lieu depuis 2017. Quant à la danse, elle compte l'académie de danse espagnole Pastora del Rocío, dans la zone sud-est.

#### Cyclismeetmotocross
Le cyclisme joue également un rôle fondamental dans la commune, tant au niveau professionnel, dans les secteurs public et privé, qu'au niveau amateur. María Isabel Felipe a remporté le Championnats du monde de VTT cross-country à Laissac en 2023. Le circuit provincial Huelva Series XCM est souvent organisé à Almonte.et il y a des clubs importants comme Atrochamonte, qui participe à des marathons VTT comme Doñana Natural, qui a déjà organisé plus de dix événements annuels. De même, la ville côtière de Matalascañas dispose d'un vaste réseau de bande cyclable qui relie l'extrémité est à l'extrémité ouest et se poursuit sans interruption jusqu'à la ville voisine de Mazagón, à environ 25 km,.
Le circuit de motocross d'Almonte est situé à 5 km au sud de la ville et comprend une zone rectangulaire d'environ 138 000 m2, avec un parcours de 1,5 km et environ 13 virages. Il se distingue du reste des circuits andalous par son sable particulier, meuble et à grain fin, typique des zones proches de la côte, ce qui pose une difficulté supplémentaire à ce sport en raison de sa tendance à créer des ornières profondes et à changer constamment de forme pendant les courses. Tout cela oblige les pilotes à maximiser leur technique pour gérer la moto dans des conditions de faible traction. Ce circuit accueille de nombreux cours et compétitions, comme le championnat Andalou. Le centre sportif municipal accueille également des compétitions internationales de freestyle motocross de haut niveau, auxquelles ont participé des pilotes tels qu'Edgar Torronteras, Dany Torres et Fernando de Rodrigo.

#### Volleyball
Il convient également de mentionner le rôle du volleyball dans la commune, y compris la modalité du volleyball de plage à Matalascañas. Les équipes féminine junior et le masculine cadette d'Almonte ont remporté la Coupe d'Espagne en 2023 et 2024 respectivement,. L'équipe junior a également été championne d'Andalousie. Lors de la vingt-sixième édition du circuit provincial de volleyball de plage, qui s'est déroulée à Matalascañas, plus de 200 équipes se sont affrontées pendant plus de 12 heures dans les catégories juvénile, enfant, cadet et senior.

#### Équitation
Un autre domaine sportif intrinsèque à la culture locale est l'équine. L'installation équestre la plus importante de la commune est le Consortium Andalou de Formation Environnementale pour le Développement Durable (Formades). Il occupe un terrain de plus de 16 000 m2 situé dans la zone ouest du hameau d’El Rocío, de l'autre côté de l'ancien A-483, peu après avoir passé le rond-point d'entrée à droite. Il se compose de 4 bâtiments principaux : un manège de près de 3 000 m2 unique dans la province, un enclos extérieur pour le bétail, une salle et un bâtiment pour les salles de formation. Formades propose jusqu'à dix formations différentes, dont contremaître technique d'élevages équins, technicien spécialisé en dressage, harnachement et énergies renouvelables, pour une moyenne de 10 000 heures de formation par an et plus d'une centaine d'étudiants. Le pourcentage moyen de réussite dans le placement après un séjour au centre atteint 70 % des inscrits. El Rocío dispose également des manèges dehors AICAB, à côté du CECOPI, dans la zone nord-ouest du hameau, avec plus de 20 000 m2 disponibles pour des championnats, expositions, entraînements et des activités éducatives. Le Championnat d'Espagne de Doma vaquera se déroule généralement dans l'enclos d'élevage Huerta de la Cañada, dans la zone nord-est de la villeet le domaine El Ranchito, à El Rocío, accueille également des événements internationaux tels que les expositions du festival Esencia Vaquera. Des coureurs almonteños tels qu'Alfonso Martín Díaz ou Carlos Fernández ont remporté divers championnats nationaux et régionaux dans différentes catégories,. Almonte dispose d'une école d'équitation au centre-ville et du club équestre Amigos del Caballo, à Matalascañas, d'une superficie de plus de 2 200 m2 qui accueille également des championnats et des expositions et abrite des modules pédagogiques. El Pasodoble est une entreprise équestre touristique qui organise des itinéraires équestres de différentes complexités, située à côté du club équestre susmentionné. La commune dispose également d'un centre de vente de chevaux et d'une école de dressage et d'attelage appelée Cuatro Aguas, au nord-ouest de la commune, en dehors de la ville principale. Les compétitions d'attelage, comme la Coupe Andalouse de Courses à Obstacles ou le Concours International d'Attelage Traditionnel (CIAT) et les Carreras de Cintas (courses au ruban) occupent également une place importante dans la commune, qui continue d'être une référence dans ces disciplines au niveau international.

#### Chasse
Le secteur de la chasse est un autre pilier fondamental d'Almonte, la pratique de la chasse étant à l'origine de la création de l'actuel parc national de Doñana, qui fut pendant des décennies le terrain de chasse royal de la couronne espagnole. C'est Alphonse X Le Sage qui établit sa réserve de chasse en 1262 après la conquête de la taïfa de Niebla. En 1925, la Société des Chasseurs a été fondée. Il y a plus de 700 licences fédérées et trois associations sportives : Montes de Propios (1934), Los Labrados (1970) et Coto del Rocío (1982). Les chasseurs et les amateurs réclament un champ de tir dans la commune, puisque celui situé sur la côte est exclusivement à usage militaire. La construction du premier terrain de tir olympique de la province est actuellement en cours de développement à Almonte, qui accueillera des événements locaux et internationaux. De même, la commune organise chaque année un défilé de Rehala (meute), avec la collaboration du Club Sportif des Chasseurs d'Almonte, de l'Association Espagnole des Rehalas, de la Fédération Andalouse de Chasse et de diverses entreprises locales, qui part généralement du parc Fuente de las Damas et se termine au Chaparral, dans un parcours d'environ 40 minutes avec quelques arrêts et le son des instruments et qui comprend des prix pour la meilleure caracola (conque) et la meilleure collera (collier),. Almonte accueille également habituellement des événements tels que les concours nationaux de cynologie de la Société royale canine d'Espagne, par exemple celui du Club espagnol Dogue allemand qui s'est tenu le 16 mars 2025 au complexe d'élevage Huerta de la Cañada.

#### Ski alpinen ligne
Almonte continue actuellement d'investir et d'innover dans le domaine du sport. Le premier club de patinage alpin en ligne d'Andalousie, le Roller Club Alpine Almonte, a récemment été fondé dans la commune et la seule patinoire destinée à ce sport dans la communauté autonome a été installée dans la zone sud de la ville, au sein du parc Clara Campoamor,. Almonte a participé à la Coupe d'Espagne à Barcelone en 2023, terminant à la 1re place de la compétition masculine U11et a accueilli cette même compétition en 2024,, terminant avec 4 almonteños parmi les 3 premières places dans les différentes catégories.

## Jumelages
Almonte compte 7 accords de jumelage, dont beaucoup ont été conclus au cours des dernières décennies. D'autres sont anciennes, comme Sanlúcar, une commune frontalière qui est une confrérie subsidiaire d'Almonte depuis le XVIIe siècle. El Farsia, en revanche, comme d'autres pays tels que l'Algérie, à travers l'Association camps de réfugiés sahraouis, participait depuis 1997 à un programme de parrainage d'été appelé Vacaciones en Paz, avec des centaines de jeunes qui séjournaient pendant l'été à Almonte dans le cadre d'un échange culturel et humanitaire, en signe de solidarité avec le peuple sahraoui. Clare a donné naissance à l'une des confréries internationales qui ont également été admises comme branches par la Hermandad Matriz. En février 2024, Almonte s'est jumelée avec Estepona, en raison des liens qui unissent les deux villes, notamment le fait qu'elles sont des communes côtières avec des vestiges de tours de surveillance sur leurs rives, leur appartenance officielle au pèlerinage d'El Rocío et des modèles de gestion dans lesquels les deux villes veulent s'inspirer mutuellement.
- Clare Valley (Australie)
- Farsia (Sahara occidental)
- Baler (Philippines)
- Céret (France)
- A Estrada (Espagne)
- Sanlúcar de Barrameda (Espagne)
- Estepona (Espagne)

## Économie
Almonte possède une grande industrie et des sources de revenus grâce, principalement, à la grande quantité de ressources naturelles de son vaste territoire et au tourisme. La commune dépasse la moyenne de 45 millions d'euros de revenus dans son budget au cours des 5 dernières années et a battu son record en 2019 avec près de 63 millions d'euros, occupant la 1re place de la province après la capitale. En 1989, le budget s'élevait déjà à 1,491 milliard de pesetas, doublant dix ans plus tard. Traditionnellement, la population active vivait de glands, miel, pignons de pin, sel, charbon, bois de chauffage, bétail et gibier. Dans les années 1950, Almonte comptait 58 caves et 10 moulins à huile, deux usines de soda, quatre moulins à farine et dix moulins à pain, une douzaine de boucheries, huit poissonneries, une douzaine de fruiteries et vingt épiceries. En 1979, le conseil municipal a traité un total de 987 demandes de permis d'ouverture d'entreprise. En 2022, la commune comptait au total 1 898 établissements ayant une activité économique déclarée (dont 63 employant plus de 20 salariés). 473 d'entre eux étaient consacrés au commerce de gros, 261 à l'agriculture, à l'élevage et à la pêche, 254 à l'hôtellerie, 200 à la construction et 120 à d'autres services.

### Secteur primaire

#### Agriculture
Le blé, la vigne et l'olivier sont les principales plantations de la région depuis des siècles, avec trois domaines agricoles différents : les plaines, les marais et le paysage forestier côtier. La plaine constitue une partie minime du territoire communal et se compose de petites parcelles irrégulières principalement consacrées aux vignes, oliveraies et céréales. Ils étaient également utilisés pour l'orge, l'avoine ou le fourrage pour nourrir le bétail. En 1976, il y avait 382 hectares de blé et 800 hectares d'orge. Au milieu du XXe siècle, Almonte produisait 5 millions de litres de vin, 2 000 tonnes d'olives, 10 000 m3 de pin, 2 000 m3 d'eucalyptus et 7.000 quintaux de charbon. Il y avait environ 14 millions de pins et 16 millions d'eucalyptus. Almonte consacre actuellement un petit pourcentage de son territoire à l'agriculture, 2 843 hectares aux cultures herbacées (principalement fraise et tournesol) et 4 334 hectares aux cultures ligneuses (notamment myrtille et olive). Une vingtaine d'entreprises agroalimentaires sont implantées dans la commune, dont beaucoup occupent les premières positions en termes de revenus au niveau européen. Il convient de souligner Atlantic Blue, fondée en 1993. L'année suivante, Bionest et Surexport ont été fondées; le premier avec 748 salariés et un revenu annuel moyen de 30 millions d'euros et le second avec près de 3 000 salariés et un revenu moyen de plus de 200 millions d'euros par mois, avec une superficie de culture d'environ 1 600 hectares. Guaperal a été fondée en 1998 et Fresmiel en 2004. 3 de ces entreprises font partie des 10 fruiticulteurs ayant le chiffre d'affaires le plus élevé d'Espagne,. Almonte est la commune qui possède la plus grande superficie consacrée à l'agriculture biologique au niveau provincial et participe avec plusieurs entreprises locales à la prestigieuse foire internationale «Fruit Attraction», qui se tient habituellement à l'IFEMA de Madrid.

#### Élevage
Comme détaillé dans la section historique, l'élevage a joué un rôle fondamental à Almonte depuis des temps immémoriaux. En 2009, un total de 410 exploitations d'élevage étaient enregistrées dans la commune, dont 276 appartiennent au secteur équin (étant la 9e commune d'Andalousie, après les 8 capitales provinciales) et 72 au secteur bovin. Le secteur de l'élevage présente deux domains principaux : le cheval et la vache. Les races équines et bovines indigènes ont coexisté avec l'ancienne civilisation tartessienne, ont été domestiquées en partie par les musulmans au Moyen Âge, exportées en Amérique au XVIe siècle (donnant naissance à la populaire race Mustang) et protégées dans le parc national de Doñana depuis 1969. L'Association Nationale des Éleveurs de Marismeño, située dans la vieille villea été créée en 1982 pour protéger les intérêts des éleveurs locaux et des races indigènes protégées, le cheval marismeño et la vache mostrenca.
Le cheval d’Almonte est classé par le Catalogue Officiel des Races Animales d'Espagne (Annexe I du décret royal 45/2019 du 8 février) comme race indigène menacée. C'est une espèce eumétrique, au profil subconvexe et subloingilinéaire, de caractère robuste et équilibré, avec une grande rusticité et une démarche rapide. Les manteaux gris, châtain et noir sont les plus courants et ont une hauteur moyenne de 148 cm. On le trouve aussi bien domestiqué (principalement dans les centres urbains) que sauvage et semi-sauvage (dans la partie sud-est de la commune, au sein de Doñana). Les domestiques sont utilisés aussi bien pour la fertilisation et la traction animale que pour un usage récréatif, privé et public (courses et équitation, compétitions d'attelage, etc.). Les animaux semi-sauvages sont emmenés une fois par an, lors de la célèbre Saca de las Yeguas, vers Almonte, où ils sont commercialisés, avant la foire. Il existe environ 1.000 spécimens sur la commune.
La vache mostrenca est également enregistrée par la même institution nationale comme espèce menacée. Parent ancestral des légendaires aurochs sauvages, c'est une espèce bovine orthooïde très rustique, nerveuse et insaisissable, avec une petite tête et une corne nacrée fine et recourbée et des poils courts et épais avec un pelage roux et d'éventuelles taches blanches sur la partie inférieure du tronc, une décoloration périoculaire et une bordure autour du museau. Généralement, les femelles ne s'organisent pas en groupes de plus de vingt, tandis que les mâles errent seuls, rejoignant ces groupes pendant le rut. Plus de 2.000 spécimens sont estimés dans la commune d'Almonte.
Enfin, l'espèce ovine d'Almonte continue d'attirer les éleveurs possédant de vastes troupeaux, en particulier dans les zones rurales qui entourent le centre urbain. Almonte continue actuellement de combiner les technologies agricoles et d'élevage de pointe avec les utilisations plus traditionnelles de l'élevage. Dans la commune, il existe environ 8 grands établissements principaux de vente de viande, dont 6 se trouvent dans la ville principale.

#### Pêche
Même si Almonte possède plus de 50 km de plages ininterrompues (presque la moitié de la côte totale de la province), la commune ne dispose pas d'une grande industrie de la pêche, car 28 km de ces plages sont protégées par l'arrêté du 6 octobre 1998 dans le cadre du parc national de Doñana. Également, aux près de 30 km qui séparent la ville d'Almonte de la côte atlantique, la route qui y relie étant relativement récente (années 1950). Cependant, il convient de mentionner les principales utilisations de la pêche selon deux modalités : sportive et traditionnelle (avec un rôle important des coquineros, qui sont les pêcheurs de coquilles). Quant aux techniques traditionnelles, dans la commune ont été pratiquées des techniques telles que le filet maillant, chalut, palangre, nasse, arte xavega, senne, l'alcatruz (jarres d'argile attachées où le poulpe est caché), le filet à poche (filet en forme tunnel à plusieurs anneaux qui est normalement utilisé dans le marais), épervier et le sentier (filet fermé attaché à un sentier en fer que le pêcheur traîne le long du fond sableux). Les principales espèces capturées sur la côte d'Almonte sont la crevette blanche, la coquille (très caractéristique de la zone, car présente dans très peu de régions du monde), la crevette (largement commercialisée dans la commune voisine de Sanlúcar de Barrameda, au point d'y avoir été populairement associée),, la seiches, la sardine, le daurade, le bar, l'maigre, le pagre, la sole, le requin , le congre, le marbré, le pageot, le bar moucheté et le castagnole. En 2006, il y avait 18 licences de pêche à Almonte. Concernant la pêche sportive, il y a environ 200 amateurs et plus d'une douzaine de compétitions organisées par le club de pêche. Enfin, la pêche dans le marais est ce qui distingue réellement la commune des autres communes voisines. L'anguille, le blanc, l’écrevisse et l’émyde sont les principales captures de cet écosystème et la pêche a généralement lieu au printemps et en été, car en hiver le niveau de l'eau monte et les poissons se dispersent. Des pays comme l'Italie ont importé des anguilles du marais d'Acebron dans les années 1950. Aujourd'hui, la plupart des pêcheurs sont des propriétaires indépendants de restaurants et de poissonneries locales, ainsi que des fournisseurs du marché municipal. Le club nautique et de pêche situé sur la ville côtière de Matalascañas et la multitude de bars de plage et de restaurants dans toute cette urbanisation se distinguent.

### Secteur secondaire
Sur les 1 677 établissements commerciaux basés à Almonte en 2020, 561 sont destinés à la réparation de véhicules automobiles ; 284 à l'hôtellerie, 232 à la construction, 103 aux professions scientifiques et techniques et 80 à l'industrie manufacturière. Dans les années 1990, une activité industrielle intense s'est développée autour de la culture des baies, faisant d'Almonte le principal exportateur de fruits comme les myrtilles en Europe. Almonte compte plusieurs parcs industriels, dont les principaux : El Tomillar, dans la zone sud-est de la ville, avec 110 000 m2 et plusieurs entrepôts commerciaux destinés à la fabrication de métaux, meubles, charcuterie, glace, caoutchouc, etc. en plus d'une station-service et un autre parc appelé Matalagrana, situé au milieu de la route A-483 à El Rocío, avec 200 000 m2 et consacré principalement à l'agriculture (fruits rouges et miel), avec des entreprises locales à projection internationale telles que Bionest, Surexport, Atlantic Blue ou Fresmiel. Dans cette zone se trouve la caserne de pompiers régionale du comté de Huelva, étant la 1re en superficie sur les 8 de la province. Elle dispose de 4 véhicules et approvisionne 10 communes, couvrant une population approximative de 100 000 habitants.

### Secteur tertiaire

#### Espaces de loisirs

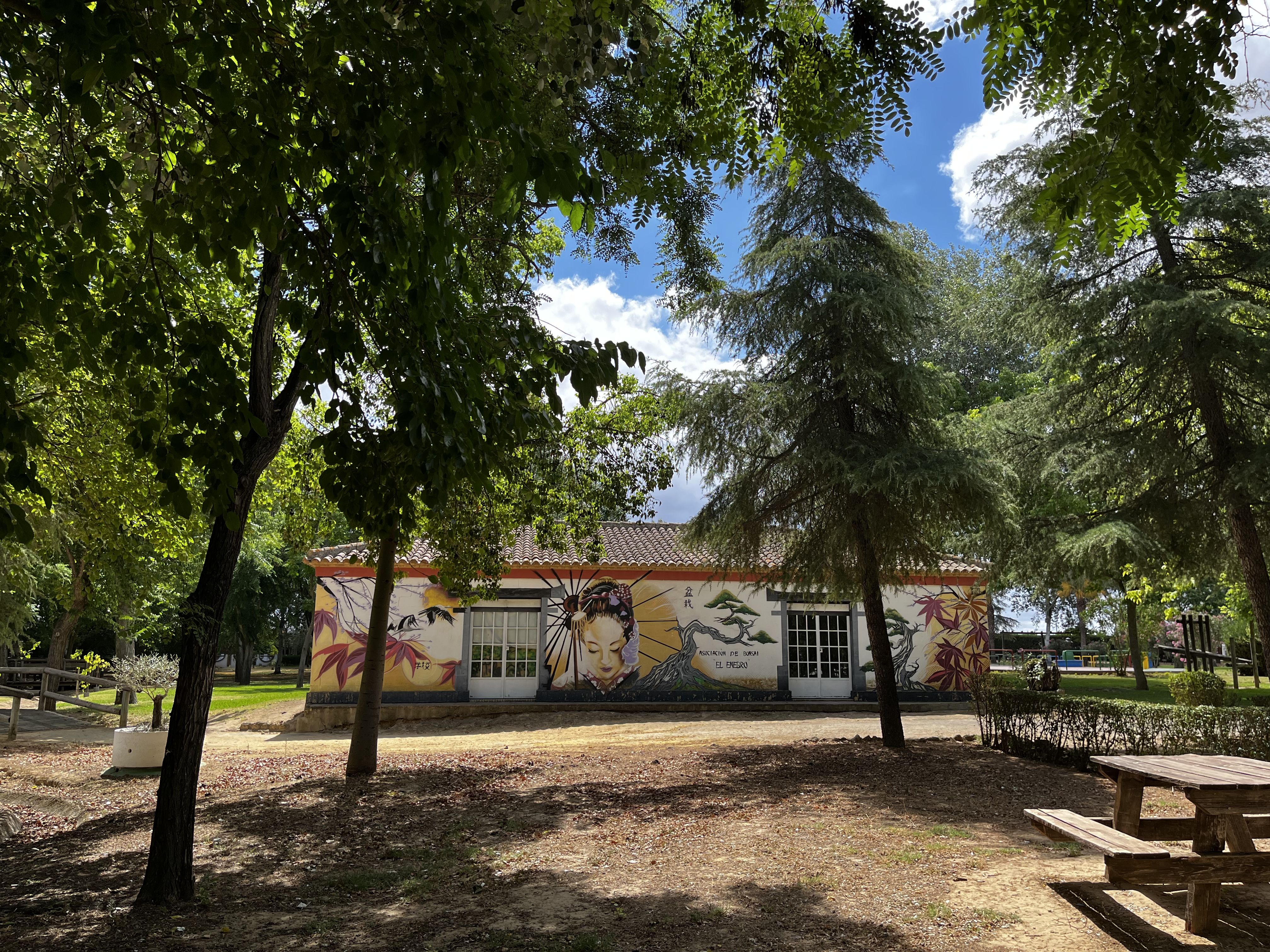
Atelier de bonsaï dans le parc d'Almonte

Almonte dispose de 9 parcs municipaux, parmi lesquels le plus grand, le Parc Alcalde Mojarro, avec 44 831 m2, contenant plusieurs espèces d'arbres, un lac central qui abrite plusieurs espèces d'oiseaux migrateurs, de poissons et d'amphibiens, plusieurs zones de balançoires et d'appareils d'exercice, un atelier de bosaï, une patinoire, une paire d'ânes captifs, un théâtre d'été, un jardin-atelier et une salle polyvalente. La ville côtière de Matalascañas possède un autre cinéma d'été et un grand espace pour des concerts, le Surfasaurus.

#### Tourisme
Le secteur touristique est l'une des principales sources de revenus de la commune, avec des attractions importantes parmi lesquelles la gastronomie, la route historique et monumentale et les célébrations traditionnelles à Almonte, le pèlerinage du hameau d'El Rocío et les vacances d'été dans la ville côtière de Matalascañas, comme expliqué dans la section festivités typiques de la ville. Almonte est l'une des dix communes déclarées destination touristique par la Junte d'Andalousie.
- Hôtellerie

Almonte compte 23 établissements hôteliers, dont 11 hôtels et 12 auberges ou pensions. Le total des places disponibles s'élève à plus de 3.500. Le hameau d’El Rocío et la plage de Matalascañas en englobent un grand nombre, dont certains atteignent 4 étoiles. Dans la ville d'Almonte, il y a trois zones de stationnement publiques principales. Le parking Martín Villa, situé dans la rue du même nom, dispose de trois étages de 768 m2 chacun, le troisième étant en plein air et d'une capacité totale d'environ 90 véhicules. L'établissement Carrefour, situé dans cette même rue, dispose d'un parking extérieur pavé d'une capacité d'environ 35 véhicules et Día, à côté du rond-point de la rue Carretera del Rocío, offre environ 40 places. Les deux autres places de parking publiques gratuites sont situées dans la rue Picasso, également à proximité du vieille ville, tous deux d'une superficie d'environ 1 500 m2 et d'une capacité combinée d'environ 120 véhicules. Lors d'événements de masse tels que la foire, la Saca de las Yeguas, le Pèlerinage d'El Rocío ou la Venue de la Vierge, de grandes zones en périphérie sont généralement préparées en plus pour le stationnement, comme celle située sur la rue Avenida de los Cabezudos, avec environ 2 600 m2 disponibles pour les véhicules.
Bien que ce tourisme soit l'une des principales sources de revenus de la commune, il a également entraîné des conséquences négatives, comme les déchets accumulés dans les fossés de la route A-483, notamment dans les tronçons correspondant aux infrastructures d'irrigation des cultures ou sur les plages, ainsi que la pollution sonore et lumineuse qui perturbe les paysages naturels protégés du parc national de Doñana. Pour cette raison, la mairie d'Almonte a été obligée de durcir les sanctions pour atténuer ces inconvénients, avec des amendes allant jusqu'à 30 000 €.
Il existe également depuis des années une communauté hippie écologique située dans les forêts de pins à 3 kilomètres au sud de la ville, au km 16 de l'A-483, appelée Global Tribe. Le village, qui comprend des infrastructures entièrement naturelles et durables et de vastes zones d'agriculture biologique, a été fondé par deux participants du festival Transition, qui se tient chaque année dans la région. Les chambres sont louées temporairement et des vêtements écologiques ainsi que toutes sortes d'accessoires sont également vendus. Il reçoit des visiteurs de divers pays, principalement européens.
- Représentation nationale et internationale

Almonte participe chaque année au Fitur (salon international du tourisme), au Salon International du Cheval (SICAB, depuis 1996) et à l'ITB Berlin depuis 40 ans, en présentant sa large gamme d'offres touristiques. Laissant de côté l'attrait de Doñana, le tourisme d’été et le pèlerinage d'El Rocío, il convient de souligner la mode flamenca, avec des créateurs tels que Rocío Cabrera Jacinto, José Joaquín Gil Macías, Rima Prociviecene, Montse Aguilar, Tom Márquez, Lucas Alonso Cózar et Juan Francisco Gil Ortiz, et la participation d'Almonte à des concours tels que SIMOF,. Il y a également une foire aux chevaux tout au long de l'année, ainsi que le Concours International d’Attelage Traditionnel, qui a lieu à Almonte.
La ville d’Almonte a été incluse dans la liste du magazine Viajar des 22 plus belles villes d'Espagne en 2022, occupant la 10e place et étant ainsi la première de la province,. Elle a également joué dans plusieurs programmes et documentaires tels que Callejeando, qui mettait particulièrement en valeur la rue piétonne qui relie la vieille ville à la zone est. Tout cela est le résultat du grand investissement culturel et architectural réalisé au cours des trois dernières décennies, au cours desquelles une grande partie des rues, des bâtiments emblématiques et des monuments de la ville ont été aménagés et rénovés. Le magazine américain Condé Nast a consacré un article de sa section Traveler à Almonte, soulignant sept éléments incontournables à visiter, parmi lesquels la vieille ville, le hameau d’El Rocío et la ville côtière de Matalascañas. Le magazine National Geographic a inclus 3 des plages d'Almonte (Cuesta Maneli, Matalascañas et El Asperillo) dans sa liste des 20 meilleures plages d'Espagne du sud.
Canal Sur a choisi le Théâtre Salvador Távora d'Almonte pour présenter sa nouvelle programmation d'automne, lors d'un gala à huis clos auquel jusqu'à 300 invités ont participé, parmi lesquels de hauts fonctionnaires des stations de radio et de télévision régionales, de la mairie et des personnalités célèbres telles que Manu Sánchez, Pilar Rubio, Juan y Medio et Bertín Osborne. Ces personnages ont réalisé diverses interventions, dont des monologues et autres performances, ainsi que la projection d'une vidéo promotionnelle de la commune. C'était la première fois que le gala se déroulait en dehors de la capitale régionale, Séville La chaîne a également célébré la Journée Mondiale du Tourisme au Musée d’Almonte.
La gouvernement provincial de Huelva a organisé le Gala des Prix du Tourisme 2024 à El Rocío, avec la championne du monde de badminton Carolina Marín comme représentante, qui a reçu le prix dans le cadre de la campagne touristique «Destination Huelva». La Hermandad Matriz a reçu le prix dans la catégorie «Excellence touristique des institutions, associations et fondations», pour être l’une des entités clés pour la coordination du pèlerinage d'El Rocío.
- Initiatives locales

Deux grands projets liés au tourisme ont été lancés en 2022. D'une part, le projet Destino Rocío, avec la collaboration de la mairie d'Almonte, du la Députation provinciale de Séville et de la Junte d'Andalousie. Certains des promoteurs de l'idée furent le conseiller régional Antonio Sanz et l'auteur José Manuel Soto, dans le but d'établir des routes officielles signalisées dans toute l'Andalousie qui mènent à El Rocío. Huit itinéraires différents ont été officiellement conçus, cherchant à la fois à promouvoir la gastronomie, à améliorer les sentiers d'élevage et d'autres aspects culturels et économiques. Deuxièmement, le Pèlerinage d'El Rocío vers Saint-Jacques-de-Compostelle, promu par la mairie d'Almonte, la Députation Provinciale de Huelva, la Hermandad Matriz et 11 autres communes. Les itinéraires ont été balisés avec des tuiles représentant la Vierge d'El Rocío et la Coquille du Pèlerin de Saint-Jaques, qui ont été placées dans les rues impliquées sur la route d'Almonte à Saint-Jacques. Le tronçon qui traverse la province de Huelva mesure 153 km de long et relie le pèlerinage du sud à la Route de l’Argent, cherchant à revitaliser le tourisme rural dans la zone nord de la province.
En 2024, le festival d'été Doñana Music Experience s'est tenu dans l’espace Surfasaurus à Matalascañas. Des groupes comme Siempre así ou des humoristes comme Comandante Lara ont fait partie du programme, récoltant au total plus de 4 millions d'euros et 80 emplois directs et attirant des personnes de différentes régions. En fait, le taux d’occupation des hôtels de la ville cotière était proche de 100 % au cours de l’été de cette année-là.

#### Restaurants
La commune compte plus de 100 établissements restaurants (sans compter les cafés, pubs, etc.) dont plus de 30 sont situés à la ville d'Almonte, 10 d'entre eux étant reconnus au niveau provincial. Il y en a environ 23 autres à El Rocío et environ 37 à la ville côtière de Matalascañas. En 2024, le hameau d’El Rocío a accueilli l'assemblée néerlandaise Euto-Toques de chefs européens, au cours de laquelle plus de 130 chefs de 18 pays se sont réunis, dont certains étoilés Michelin, pour discuter de la question de la durabilité environnementale, sociale et du travail et mettre en valeur la province comme une référence gastronomique. Fruits rouges, crevettes blanches, jambon ibérique et vin sont les produits locaux de référence de la province et ont été les protagonistes de cet événement.

## Services

### Éducation
D'après les actes du conseil municipal, les premiers professeurs publics commencèrent à travailler dans la ville au début du XVIIe siècle, mentionnant Francisco Delgado comme maître d'école nommé en 1601 et comme lycéen en 1609. Tout au long du XVIIIe siècle, le conseil municipal ordonna la fermeture de plusieurs écoles en raison de l'absence de diplôme officiel chez certains professeurs. En 1770, le prêtre d'Almonte, Pedro Barrera Abreu, qui était chanoine de la Cathédrale de Valence, fit don de 7 200 livres à la mairie comme œuvre de charité pour l'éducation de la population la plus défavorisée, en créant une syndic pour l'administration de ces biens et en achetant diverses propriétés pour construire des écoles. Ce n'est qu'en 1851 qu'une femme fut nommée institutrice, Dolores Sayangos, avec un salaire de 2.000 réaux par an. À la fin du XIXe siècle, la ville comptait 3 écoles, qui passeront à 23 au début des années 1960. La commune tente depuis des siècles de résoudre un problème en matière de promotion de la formation supérieure, car l'abondance d'offres d'emploi avec une formation de base et secondaire dans tous les secteurs rend difficile la motivation d'une partie de la population à accéder aux études universitaires, même si de plus en plus d'étudiants choisissent d'accéder à une licence.
Almonte compte actuellement un total de 26 centres éducatifs, dont 13 sont des centres pour enfants, 7 sont des centres primaires, 3 sont des lycées et deux sont exclusivement pour les adultes. L'I.E.S. Doñana' est le plus grand lycée de la commune, situé dans la zone nord de la ville, avec plus de 1 300 étudiants et plus de 110 enseignants, y compris les cycles d'enseignement secondaire pour adultes et agro-industriels, équestres, hôtellerie et tourisme, automobile et électromécanique, administratif et de formation et d'orientation professionnelle. L'I.E.S. La Ribera est située tout près, même s’il n’a pas de courses d’orientation universitaire. Almonte est la seule commune du comté de Huelva à disposer d'une École Officielle de Langues, ainsi que d'une École Équestre Andalouse,. Il dispose également du centre d'éducation pour adultes Giner de los Ríos, qui offre l'accès à des cours de formation de niveau intermédiaire et supérieur, l'accès à l'université, l'enseignement secondaire pour adultes, l'informatique et l'espagnol pour étrangers. En ce qui concerne l'éducation des adultes, la mairie mène en parallèle et en collaboration avec l'Université de Huelva l’Aula de la Experiencia, un projet de formation universitaire destiné aux personnes de plus de 50 ans et qui est dispensé à l'étage supérieur du théâtre. Enfin, il convient de souligner l'école de musique, l'école de flamenco (ouverte depuis 1979), divers ateliers municipaux et les 3 bibliothèques publiques, dont la plus grande et la plus moderne se trouve aussi à la Cité de la Culture.

### Transport
Grâce à son industrie agroalimentaire, à ses festivals de renommée internationale et à son tourisme d'été, Almonte possède le réseau routier le plus étendu d'Andalousie, avec plus de 100 sentiers (dont 3 aujourd'hui routes) et 7 anciens chemins à bétail d'une longueur totale de 106 km (600 hectares). Les voies de transport à Almonte ont généralement un niveau d'activité moyen élevé tout au long de l'année et diverses extensions et rénovations ont été réalisées pour faciliter cela. Le service de transport public le plus utilisé est le bus urbain, qui transporte les travailleurs agricoles d’Almonte aux plantations situées au sud de la commune. Lors d'événements de masse tels que le Pèlerinage d'El Rocío, de grandes zones de stationnement sont aménagées et des lignes de bus sont établies avec des départs toutes les heures. En été, des lignes spéciales de transports publics sont également établies pour faciliter l'accès à la côte atlantique, bien que de longs embouteillages puissent se produire sur l'autoroute du V Centenaire pendant les week-ends de juillet et août.
- Transport routier

Les principales infrastructures routières qui traversent la commune sont l'autoroute A-483, une subdivision de l'autoroute du V Centenaire au km48 et contourne Almonte du nord au sud, pour continuer jusqu'à Matalascañas en passant par El Rocío. L'autoroute A-484 part de la sortie ouest d'Almonte et se termine à Bonares. Enfin, l'A-474 relie Almonte à Séville, en passant par des villes comme Hinojos, Pilas ou Castilleja de la Cuesta.
La commune d'Almonte compte plus d'une douzaine,de compagnies de taxi qui offrent leurs services dans la ville, principalement pour la relier au hameau d'El Rocío et à la plage de Matalascañas et compte actuellement 5 écoles de conduite.
De plus, Almonte dispose d'une ligne de bus urbains vers El Rocío et Matalascañas qui effectuent des trajets toutes les demi-heures en haute saison, de la gare routière. De même, des bus interurbains partent de la même gare vers des destinations régionales (Huelva, Séville et Portugal) et internationales (principalement la Roumanie).
- Transport ferroviaire

La gare la plus proche est la gare de moyenne distance exploitée par Renfe, à seulement 10 km au nord. Deuxièmement, il y a l'Adif à la gare de Huelva et, enfin, la gare à grande vitesse de Séville, à 50 km.
- Transport aérien

Les aéroports les plus proches de la ville sont les suivants : Aéroport de Séville, à 58 km. Aéroport de Faro, à 132 km. Aéroport de Jerez, à 144 km. La commune compte également deux héliports, Cabezudos (géré par le Centre de Défense Forestière) et El Rocío, ainsi que deux aérodromes, l'un à côté de la route vers Lucena, à l'ouest de la ville, et l'autre plus au sud, à l'ouest du parc industriel Matalagrana.
- Transport maritime

Almonte dispose de quatre clubs nautiques qui combinent également divers sports tels que la voile et la pêche à Matalascañas, et une ligne de ferry qui part du Poblado de La Plancha, situé à l'extrémité sud-est de la commune, dans le parc national de Doñana et arrive jusqu'à Sanlúcar, en traversant fleuve Guadalquivir.

### Plages
Matalascañas offre divers services publics d'éducation, transport, nettoyage, collecte des déchets, sports et loisirs qui sont particulièrement renforcés pendant les mois d'été, lorsque la population augmente de 60, dépassant celle de la capitale de la province. La mairie d'Almonte consacre d'importants investissements publics et des contrats privés à l'entretien de l'urbanisation, qui subit une grande usure en basse saison en raison du climat côtier et maintient également un équilibre délicat avec le parc national de Doñana. La promenade est également adaptée avec divers accès pour les personnes à mobilité réduite (rampes, grillage dans le sable, etc.). À titre d’exemple, le nouveau contrat de collecte des déchets de la nouvelle entreprise, approuvé en 2024, prévoyait un investissement annuel de 6 millions d’euros et les différentes rénovations et entretiens de la promenade et des monuments impliquent généralement des montants de plusieurs millions d’euros.

#### Sauvetage aquatique

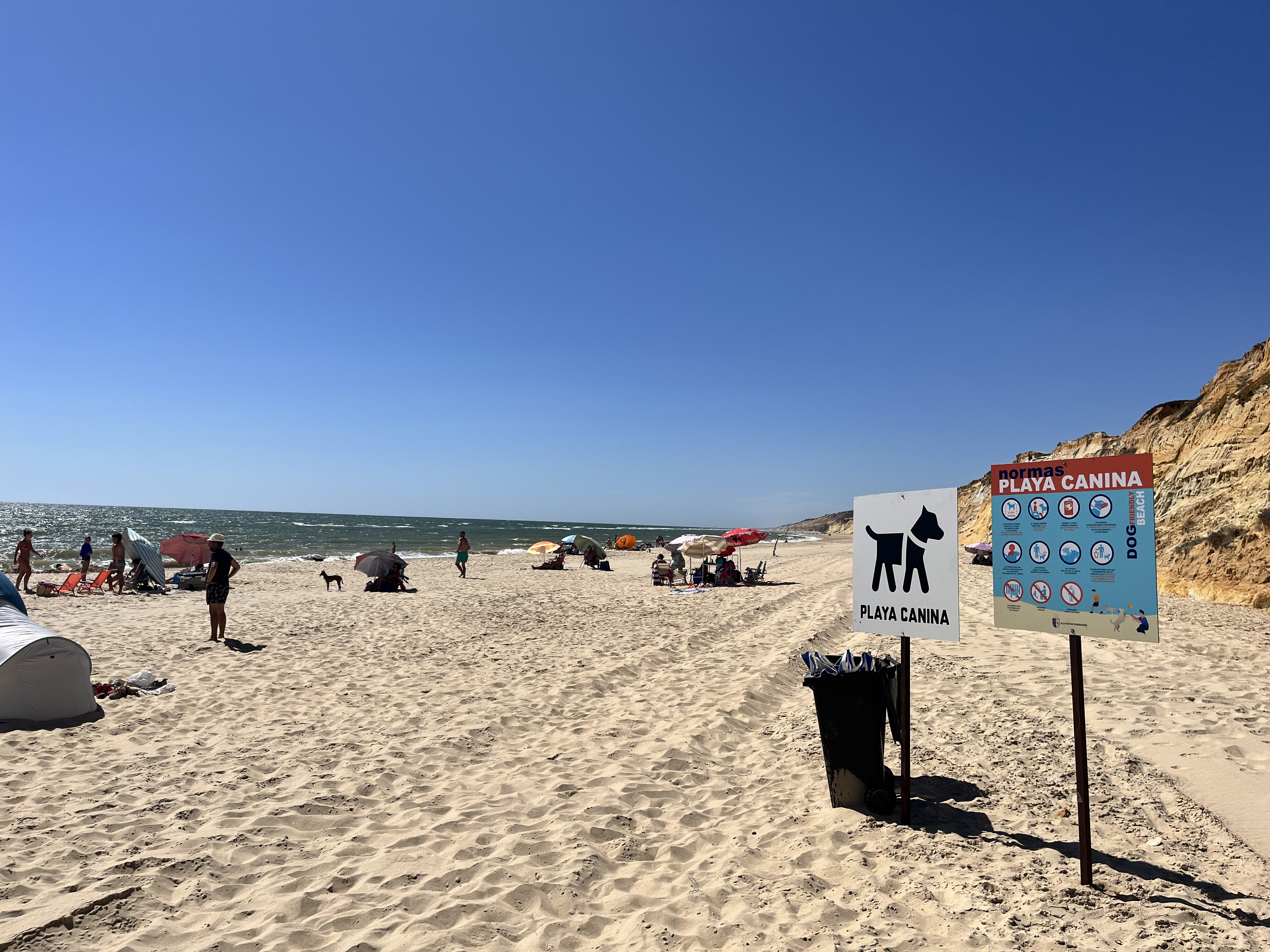
Plage canine d’Almonte

Matalascañas dispose de 7 postes de secours répartis sur ses 4 km de plage, le siège principal étant situé sur la plage, dans le secteur N, tout près du rond-point du Soleil. Almonte organise des cours de formation de sauveteurs aquatiques et la plupart de la main d'œuvre embauchée pour ce service sont des jeunes formés de la commune. Les incidents graves sont rares pendant la jhaute saison, la plupart étant liés à des causes naturelles chez des personnes âgées ou à des morsures des grandes vives.

#### Plage pour chiens
Almonte dispose de 1 km de plage, de la fin de la section réservée au club nautique à côté du bar de plage Bananas vers l'ouest jusqu'à l'ancien bar de plage Pichilín. Le reste du littoral est interdit aux animaux de compagnie, sauf en basse saison (de novembre à avril), où ils peuvent accéder à la plage à condition d'être tenus en laisse. Le bar de plage Bananas autorise une capacité limitée de chiens, car l'afflux de clients est élevé en été.

#### Télécommunications
Dans le secteur privé, l'une des principales entreprises de télécommunications locales est Telecable, fondée en 1990 et avec une large couverture dans tout le comté, y compris la côte. D’autres entreprises locales fournissent également des services de fibre optique à haut débit. Almonte possède une société audiovisuelle publique créée en 1998 appelée Doñana Comunicación, qui compte actuellement 10 employés et un capital social supérieur à 60 000 €. En 2024, l'entreprise a reçu le prix EMA-RTV pour la plus grande interactivité sur les réseaux sociaux,. Parmi les événements les plus importants diffusés des la commune, on peut citer le gala de Canal Sur Televisión pour la présentation de sa nouvelle programmation d'automne, qui s'est tenu au Théâtre Salvador TávoraCette chaîne a également célébré la Journée mondiale du tourisme au musée d’Almonte. Dans le hameau d'El Rocío a eu lieu le Gala des Prix du Tourisme du Conseil Provincial de Huelva, ainsi que la visite du Pape Jean-Paul II en 1993 et de nombreux autres événements d'importance internationale.

## Science et technologie
Almonte, grâce à son vaste territoire et à sa situation géographique sur la côte atlantique, possède de multiples centres d'intérêt en matière de science et de recherche. Déjà dans les années 1940, l'étude de la botanique a prospéré en raison de l'intérêt pour l'ingénierie forestière, établissant divers villages forestiers tels que Cabezudos pour abriter les travailleurs qui repeuplaient et extrayaient les ressources naturelles telles que l'essence et le bois. Dans les années 1960, avec la création du Parc national de Doñana, le domaine d'étude et de recherche s'est concentré sur la zoologie et la botanique. Au cours de cette même décennie, profitant du climat optimal de la commune, le Ministère de la Défense a installé sur la partie ouest de la côte d'Almonte le Campo de Tiro del Médano del Loro (un polygone d'entraînement et une base de lancement de missiles), le seul du genre dans le pays. Plus récemment, un grand intérêt pour l'astronomie a conduit à l'installation d'un observatoire astronomique à Almonte, actuellement géré par l'Association Astronomique municipale “Juan Pérez Mercader”.

### Astrophysique

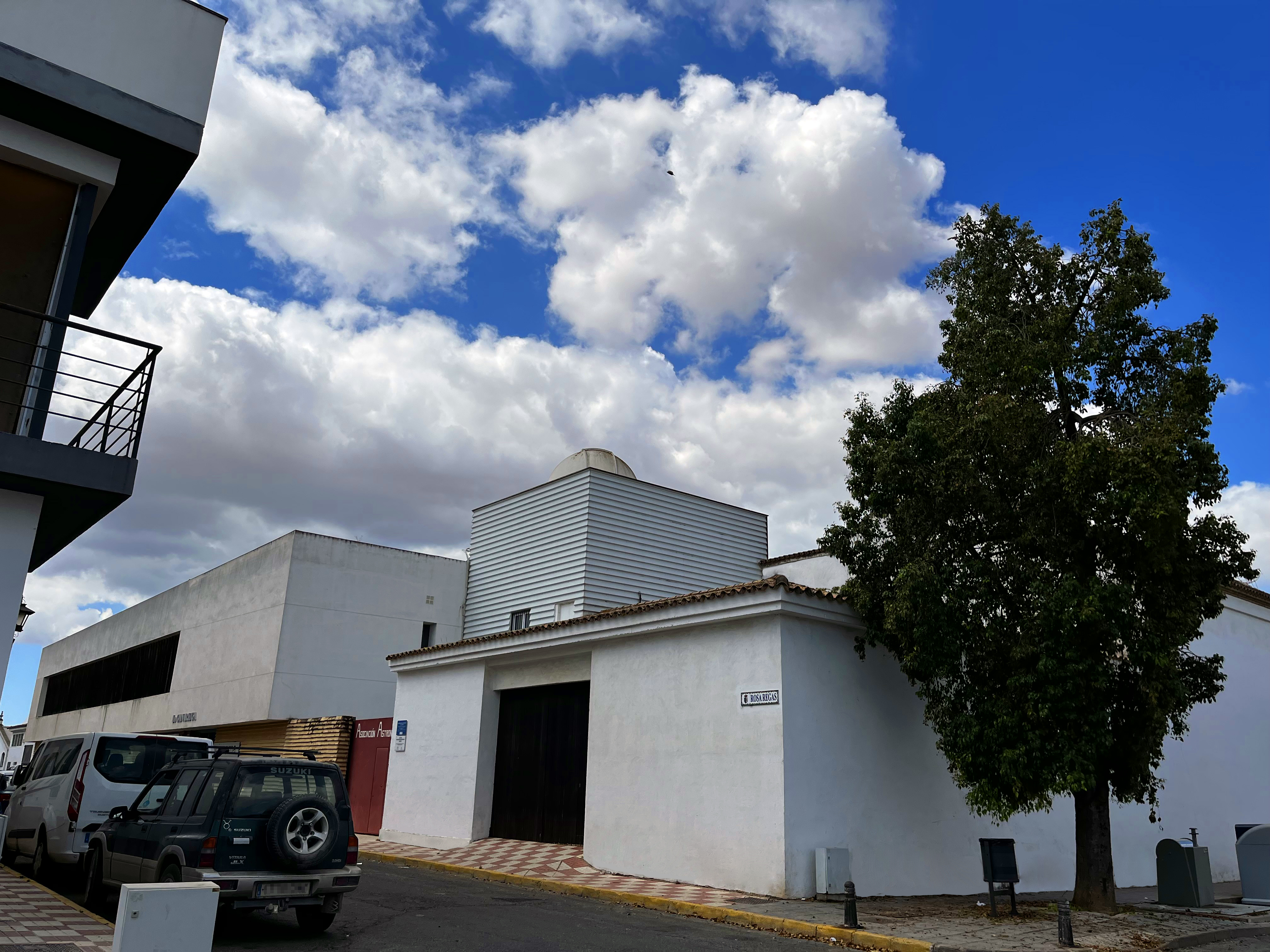
Vue arrière du bâtiment du CIECEMA, avec la tour de l'observatoire

Almonte possède un observatoire astronomique inauguré en 2010 par l'astrophysicien et cosmologiste du CSIC Juan Pérez Mercader, avec la collaboration de la Junte d'Andalousie et du maire d'Almonte, Francisco Bella. Le télescope est situé au Centre International d'Études Écologiques et Environnementales (C.I.E.C.E.M.A.) et dispose d'un diamètre de miroir de 500 mm et d'une caméra CCD haute résolution, ce qui le rend unique dans la province. Situé sur une tour, il a été subventionné à 70% par le Département du Tourisme du Junte d'Andalousie et les 30% restants par la mairie d'Almonte.
De même, de nombreux scientifiques et amateurs se réunissent souvent sur la falaise de la plage de Matalascañas pour observer les éclipses lunaires que peu d'endroits permettent d'apprécier avec autant de clarté. Dans la ville d'Almonte, l'événement appelé Ciencia al Fresquito est également organisé, normalement la nuit à la fin de l'été, dans le parc Clara Campoamor, en raison de son altitude et de sa pollution lumineuse relativement faible. Le grand public, amateurs comme profanes de l'astrophysique, peut s'inscrire à cet événement pour observer le ciel avec différents télescopes.

#### Centre d'expérimentation aérospatiale
Depuis 1966 et à la demande de la NASA, un centre de lancement de fusées aéronautiques a été installé dans la zone frontalière entre Almonte et Moguer, plus précisément à El Arenosillo, principalement à des fins d'études météorologiques au niveau atmosphérique,. Actuellement, l'Institut national de technique aérospatiale est celui qui gère à la fois le centre et la base de lancement situés au Campo de Tiro del Médano del Oro, à Almonte,. Plus de 550 fusées-sondes ont été lancées à ce jour depuis cette base. La NASA a également équipé la base d'équipements radar de haute technologie et de rampes de lancement de fusées, et des chercheurs européens et nord-américains sont actuellement basés dans la région.
L'événement le plus récent à avoir eu lieu depuis cette base est le lancement de Miura 1, la première fusée réutilisable d'Europe, qui a été lancée dans l'espace le samedi 7 octobre 2023 à 02h00.

### Biologie

#### Centre d'élevage conservatoirede l’Acebuche
Dans cet espace construit en 1992, d'environ 120 000 m2, situé au km. 37 de la route A-483, le lynx ibérique est élevé en captivité. Il dispose de 18 installations pour cette espèce protégée. À ce jour, quelque 128 naissances ont été enregistrées et 33 spécimens ont été relâchés. Le centre emploie des scientifiques, vétérinaires, gardiens et des agents de sécurité, ainsi que des superviseurs de vidéosurveillance. Ils bénéficient de la présence du Comité de Surveillance du Lynx Ibérique, composé de représentants de 15 institutions internationales. À trois kilomètres au sud de ce complexe scientifique se trouvent le centre d'accueil des visiteurs El Acebuche et l'observatoire, où on peut interagir de près avec deux des spécimens captifs. L'enclave dispose d'une exposition, d'une salle audiovisuelle, de deux sentiers pédestres (Laguna del Acebuche et Lagunas del Huerto), du point de réservation pour les visites guidées du Parc national de Doñana, d'un restaurant, d'une boutique, d'une zone de loisirs et d'un parking.

#### Station biologique de Doñana
Il s'agit d'un institut du CSIC fondé en 1965 qui gère une zone spécialement protégée au sein du parc national de Doñana, la réserve biologique. Son siège social est situé à Séville. Il abrite une collection scientifique de plus de 100 000 espèces, ce qui représente 20% du total des espèces vertébrées de la planète. 

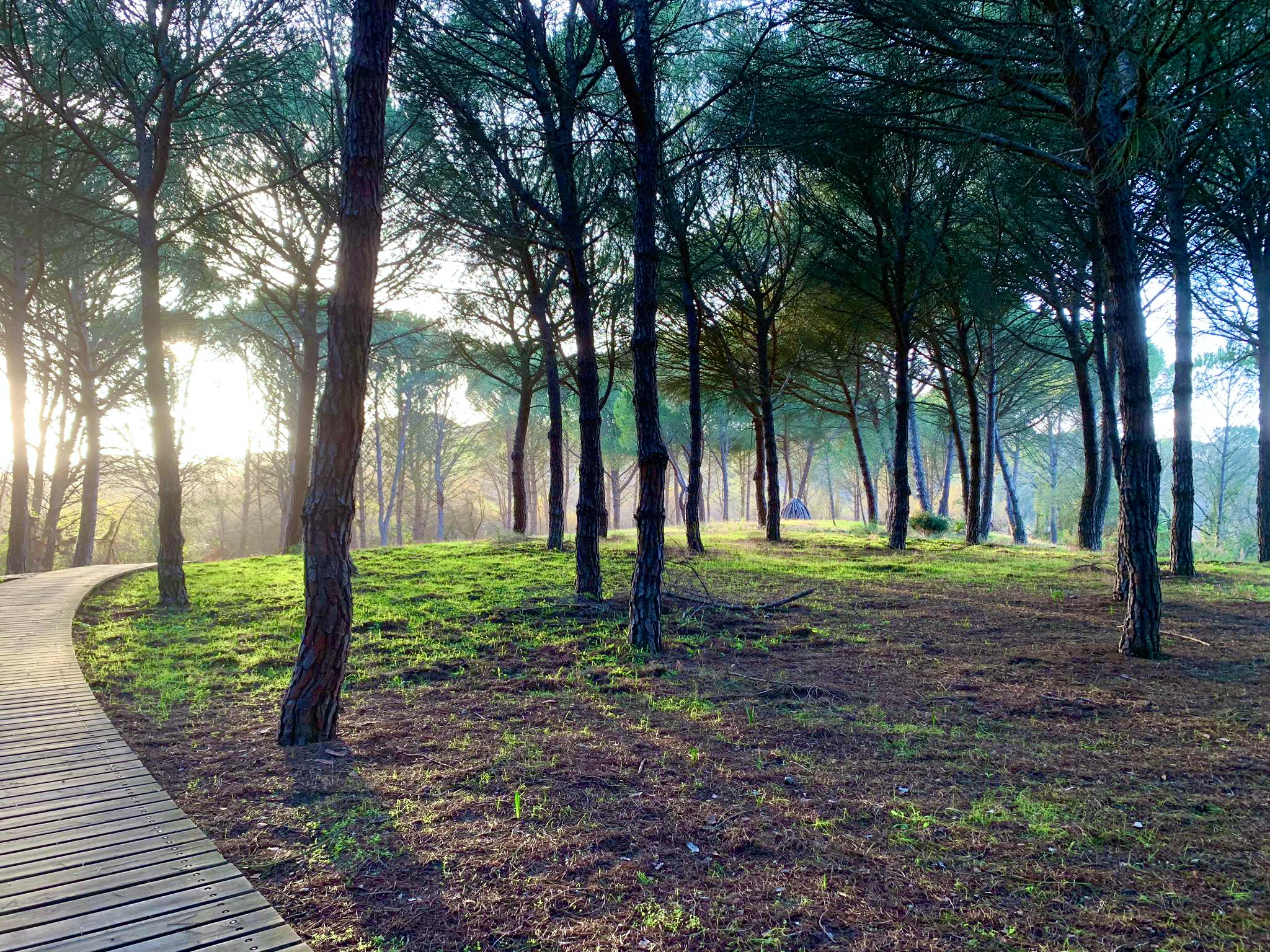
Une partie du sentier en bois des observatoires d'oiseaux de La Rocina (Almonte)

#### Centre ornithologique Francisco Bernis
À l'extrémité sud du hameau d’El Rocío, à côté du marais, se trouve cette référence pour le tourisme ornithologique à Almonte. Il est géré par la Société espagnole d'ornithologie, qui a ses bureaux ici et permet l'observation rapprochée d'espèces endémiques telles que l'aigle impérial, avec la possibilité d'utiliser des télescopes et des jumelles haut de gamme. Il comprend également des ornithologues experts, divers panneaux d'information et une boutique. L'étage supérieur accueille régulièrement des conférences et des cours sur la conservation, le baguage, le bénévolat et des expositions de photographie et de peinture.

#### Semaine de la science
Il s'agit d'une initiative promue conjointement par les centres éducatifs d'Almonte, la mairie et le gouvernement régional et divers organismes tels que le CSIC, Ecoembes et le Ministère de l'Égalité. La semaine comprend des activités d'expérimentation et d'aménagement, des expositions, diffusions, ateliers, etc. principalement liés aux domaines de la biologie, la physique, la chimie et des mathématiques. Parmi les disciplines les plus promues figurent la botanique et la réalité virtuelle. De même, il existe le Laboratoire d'Initiatives Citoyennes, qui permet à tout citoyen d'enregistrer des initiatives scientifiques qui peuvent être mises en pratique dans la commune, qui sont étudiées et, en fonction de leur intérêt et de leur faisabilité, peuvent devenir des expériences pilotes.

### Technologie militaire
Almonte est le seul point en Espagne d'où des missiles surface-air sont lancés. Il s'agit d'une base de lancement et d'une zone d'entraînement connue sous le nom de Campo de Tiro del Médano del Loro, ouverte en 1981 et située au km.37 de la route A-494, qui relie Almonte à Huelva. Il s'agit d'une bande côtière restreinte de 2,5 km de long et de 257 hectares. Pour accéder au rivage de cette section, il faut marcher de la plage elle-même, car l'accès routier est exclusivement réservé à l'usage militaire. La zone apparaît pixellisée sur les cartes satellites, afin de préserver la confidentialité et d'éviter l'exposition publique. Des militaires de différentes régions du pays sont temporairement stationnés dans les installations pour s'entraîner, et tous les types de missiles ont été lancés depuis la base, du hawk au patriot. Les conditions météorologiques optimales de la région, avec un climat stable tout au long de l'année, en ont fait l'endroit idéal pour de telles installations. Le roi d'Espagne, parmi d'autres hauts fonctionnaires, a visité le terrain d'entraînement à deux reprises (1996 et 2005).

### Autres initiatives scientifiques
Almonte a accueilli le Chicharra Sound Research Festival en 2023, avec la collaboration de la mairie, du conseil provincial et du collectif Refluxus. Il s’agit d’un projet scientifique qui étudie la fusion entre le son, l’art et la sociologie, cofondé par le chercheur danois Jens Hauser,. Dans cette édition, qui s'est tenue au théâtre d’Almonte, le festival a mis l'accent sur l'eau et profitera de l'environnement de Doñana pour l'expérimentation, la diffusion scientifique et la réflexion, avec une trentaine de scientifiques et artistes sélectionnés de 15 pays différents.

### Sources
- (es) Cet article est partiellement ou en totalité issu de l’article de Wikipédia en espagnol intitulé « Almonte » (voir la liste des auteurs).